# Mitsubishi Lancer
Der Lancer ist ein zwischen Anfang 1973 und Anfang 2024 produziertes Fahrzeug der unteren Mittelklasse von Mitsubishi. Er ist in einigen Fällen die Stufenheck-, Schrägheck- oder auch Kombivariante des Mitsubishi Colt.
Bekannt ist der Lancer unter anderem auch durch dessen Hochleistungs-Version namens „Evolution“ mit Vierradantrieb, der mehrere Rallye-Siege zu verzeichnen hatte. Von 2009 bis 2016 war mit dem „Mitsubishi Lancer Evolution X“ mit 217 kW (295 PS) Leistung die zehnte und letzte Auflage des Sportlers auf dem Markt.
Im August 2017 wurde der Verkauf des Lancer in den meisten Ländern ersatzlos eingestellt. Lediglich in Taiwan und China erhielt die achte Generation mit dem Grand Lancer bzw. Lancer EX ein Nachfolgemodell.

## Allgemeines

### Karosserievarianten
Der Mitsubishi Lancer wurde im Laufe seiner Bauzeit in verschiedenen Karosserieausführungen angeboten. Darunter fielen folgende Varianten:
- Limousine mit zwei Türen (1973–1979)
- Limousine mit vier Türen (seit 1973)
- Kombi mit fünf Türen (1973–2008)
- Coupé mit zwei Türen (1975–1979)
- Kombilimousine mit fünf Türen (Hatchback) (1988–1995)
- Kombilimousine mit fünf Türen (Sportback) (2008–2017)

### Modellgeschichte
Da die Bezeichnungen der in Japan angebotenen Mitsubishi-Modelle oft nicht mit den europäischen Bezeichnungen übereinstimmten, wurden die in Europa angebotenen Fahrzeuge mit dem Namen Lancer in Japan auch als Lancer EX bezeichnet. Der Lancer der achten Generation wird in Japan unter der Bezeichnung „Galant Fortis“ vertrieben.

## Lancer (A70, 1973–1979)
Im Februar 1973 wurde der erste Mitsubishi Lancer vorgestellt. Er sollte das Fahrzeugprogramm von Mitsubishi ergänzen und wurde zwischen dem Kleinwagen Mitsubishi Minica und dem Mittelklassemodell Mitsubishi Galant angesiedelt. Er wurde in zwölf unterschiedlichen Modellvarianten mit Motoren von 1,2 bis 1,6 Litern Hubraum angeboten.
Anfang 1975 wurde auf Basis des Lancer ein Sportcoupé mit dem Namen Lancer Celeste vorgestellt, das in Europa nur als Celeste und in den USA bis 1980 als Plymouth Arrow verkauft wurde.
Der Lancer gehörte zu den ersten in Europa angebotenen Mitsubishi-Fahrzeugen und wurde ab Frühjahr 1977 dort angeboten. Es gab ihn in drei Versionen, wobei Motoren und Ausstattung zwingend miteinander kombiniert wurden:
- 1200 (Basis), 1238 cm³, 40 kW (55 PS), 145 km/h, 9.490 DM (zweitürig)[2]
- 1400 GL, 1439 cm³, 50 kW (68 PS), 150 km/h, 10.690 DM (viertürig)[2]
- 1600 GSR, 1597 cm³, 60 kW (82 PS), 155 km/h, 11.990 DM (zweitürig)[2]

(alle Preise für 1978)
Nur den 1400 GL gab es für 10.990 DM auch als fünftürigen Kombi. Die Preise lagen damit nur wenig unter denen der größenmäßig vergleichbaren Modelle Opel Kadett C und Ford Escort, doch war der Mitsubishi serienmäßig besser ausgestattet.

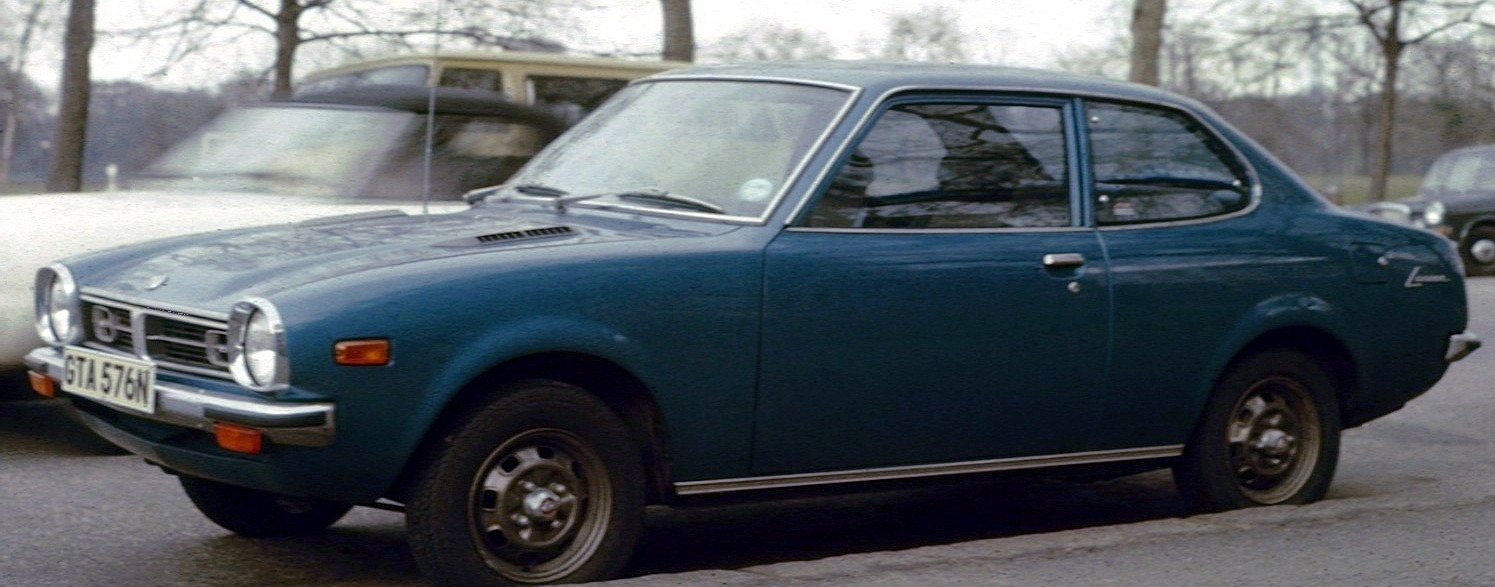
Lancer (2-Türer)
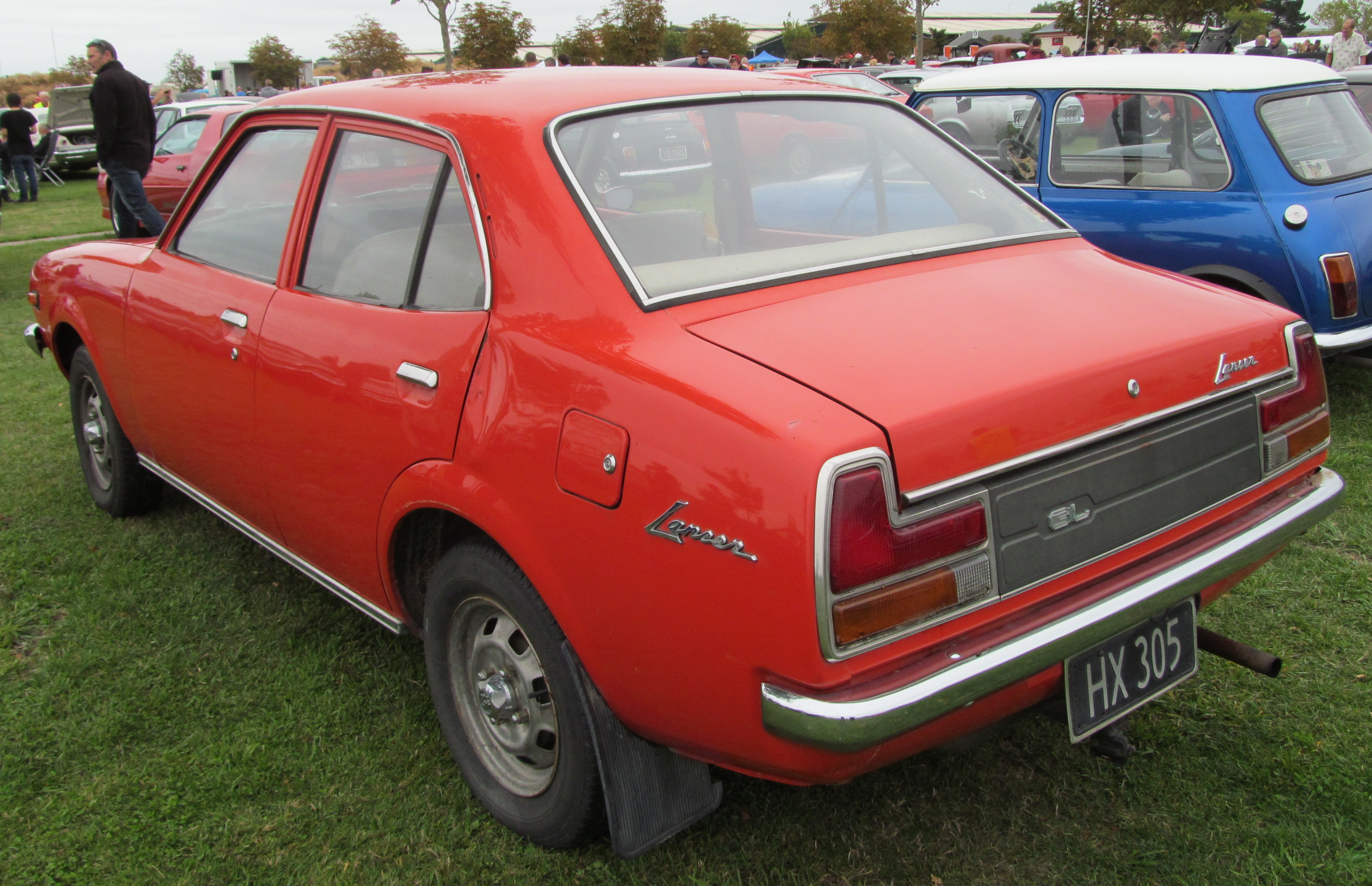
Heckansicht
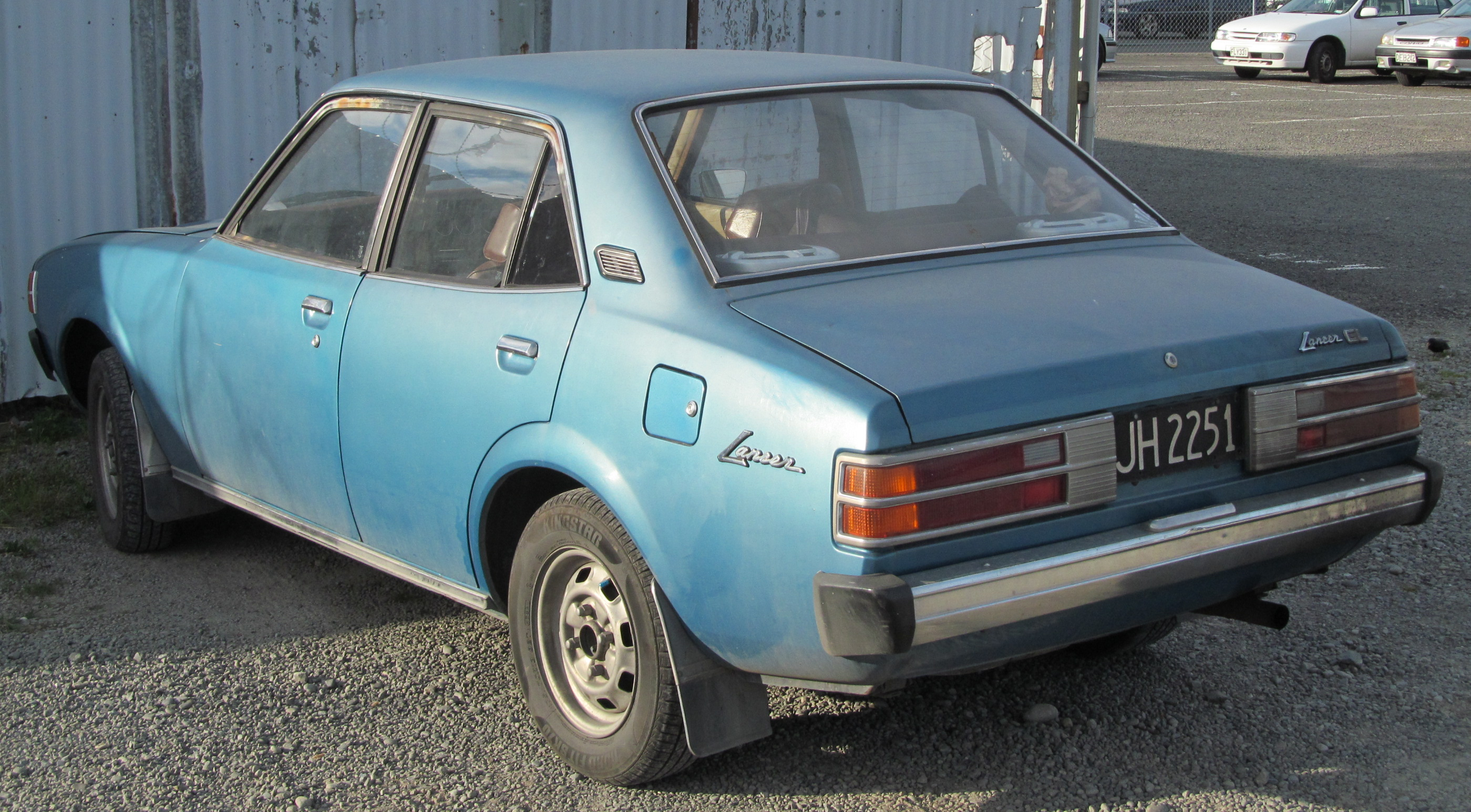
Heckansicht (Facelift)
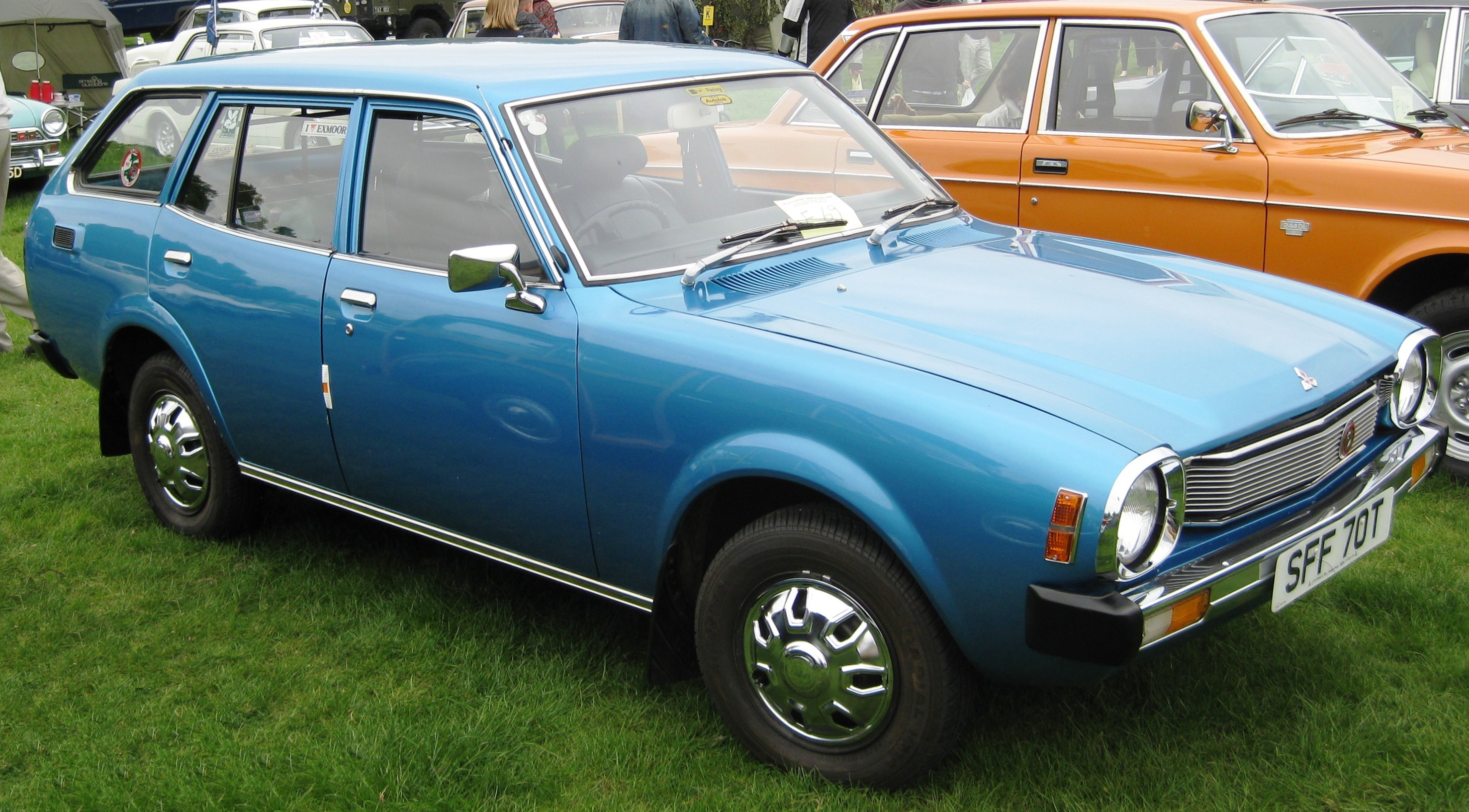
Lancer Kombi

## Lancer (A171/A172/A174/A176, 1979–1983)
Im September 1979 wurde die zweite Baureihe des Lancer vorgestellt. Das Design des Fahrzeugs wurde dem Stil der europäischen Fahrzeuge der damaligen Zeit angepasst und wirkte wesentlich moderner als das beim Vorgänger. Das Modell wurde ausschließlich als viertürige Stufenhecklimousine angeboten.
Diese Generation wurde in Europa mit einem 1,4-Liter-Motor (Lancer 1400 GLX) und einer Leistung von 50 kW sowie mit einem 1,6-Liter-Motor (Lancer 1600 GSR) und einer Leistung von 60 kW angeboten.
Ende 1980 wurde mit dem Lancer 2000 ECI eine weitere Motorvariante mit Turboaufladung und einer Leistung von 125 kW vorgestellt. Diese Variante verfügte über zwei Liter Hubraum. In Japan wurden weitere Motoren, darunter auch ein 1,2-Liter, angeboten.
Zusätzlich gab es von Mitte 1982 bis Sommer 1983 noch einen Lancer „F“ (oder „Fiore“). Dieser war allerdings die Stufenheckversion des Colt (A150) und hatte mit dem eigentlichen Lancer nichts gemein. Der Lancer F besaß zudem Frontantrieb.

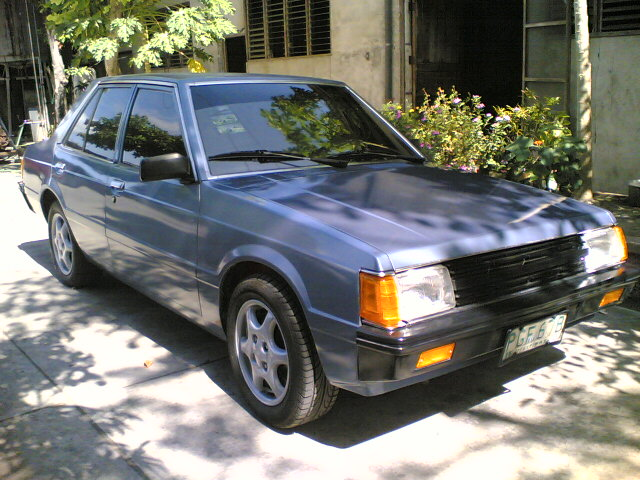
Mitsubishi Lancer (1979–1983)
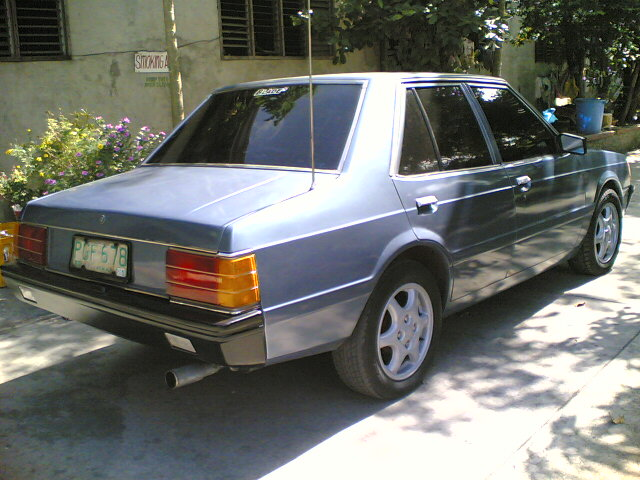
Heckansicht
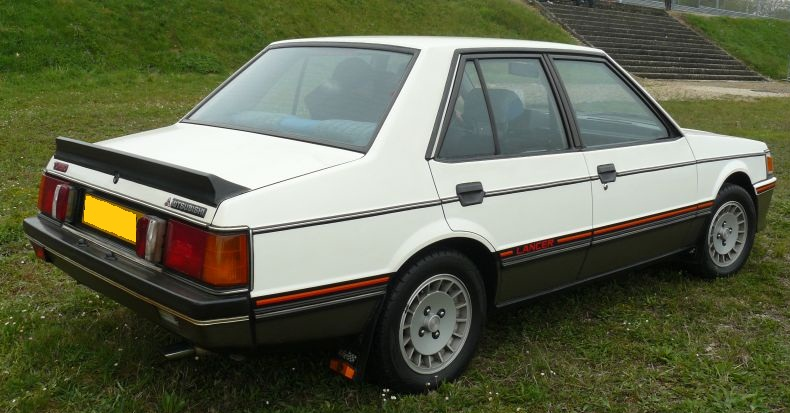
Mitsubishi Lancer 2000 ECI (1980–1983)

## Lancer (C12V–C37V, 1983–1990)
Im Herbst 1983 kam die dritte Ausführung des Mitsubishi Lancer auf den Markt. Auch diese wurde zunächst ausschließlich als viertürige Stufenhecklimousine angeboten.
Im Sommer 1985 kam eine Kombivariante hinzu, die ab Anfang 1987 optional mit Allradantrieb erhältlich war. Das Angebot der angebotenen Motoren wurde auch für die in Europa erhältlichen Modelle erweitert, ebenso waren ab dieser Baureihe Katalysatoren erhältlich.
Während die Limousine im Herbst 1988 eingestellt wurde, lief der Kombi mit Allrad noch bis Ende 1990 vom Band.
In Nordamerika wurde der Lancer auch als Eagle Vista verkauft.

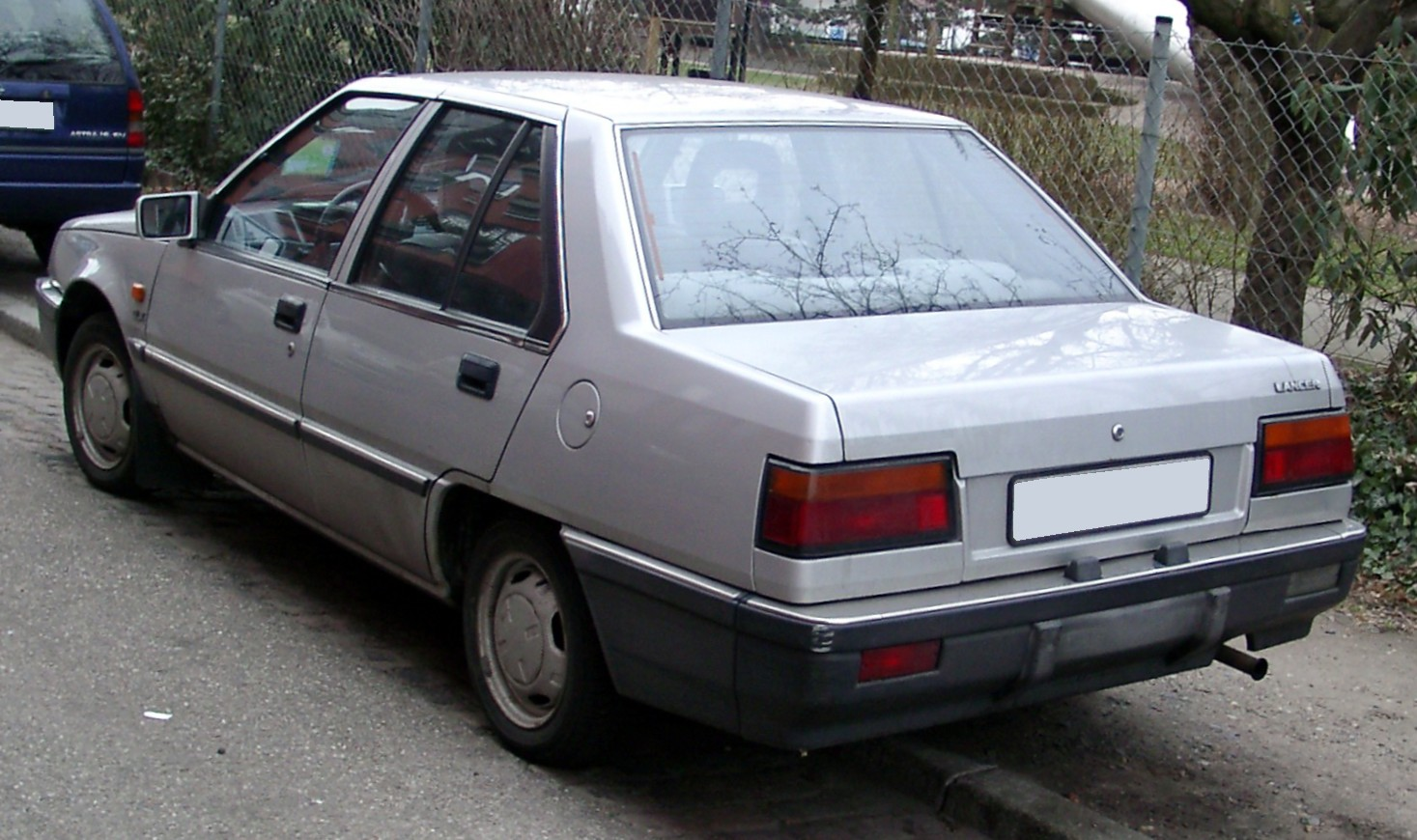
Mitsubishi Lancer Limousine (1983–1988)
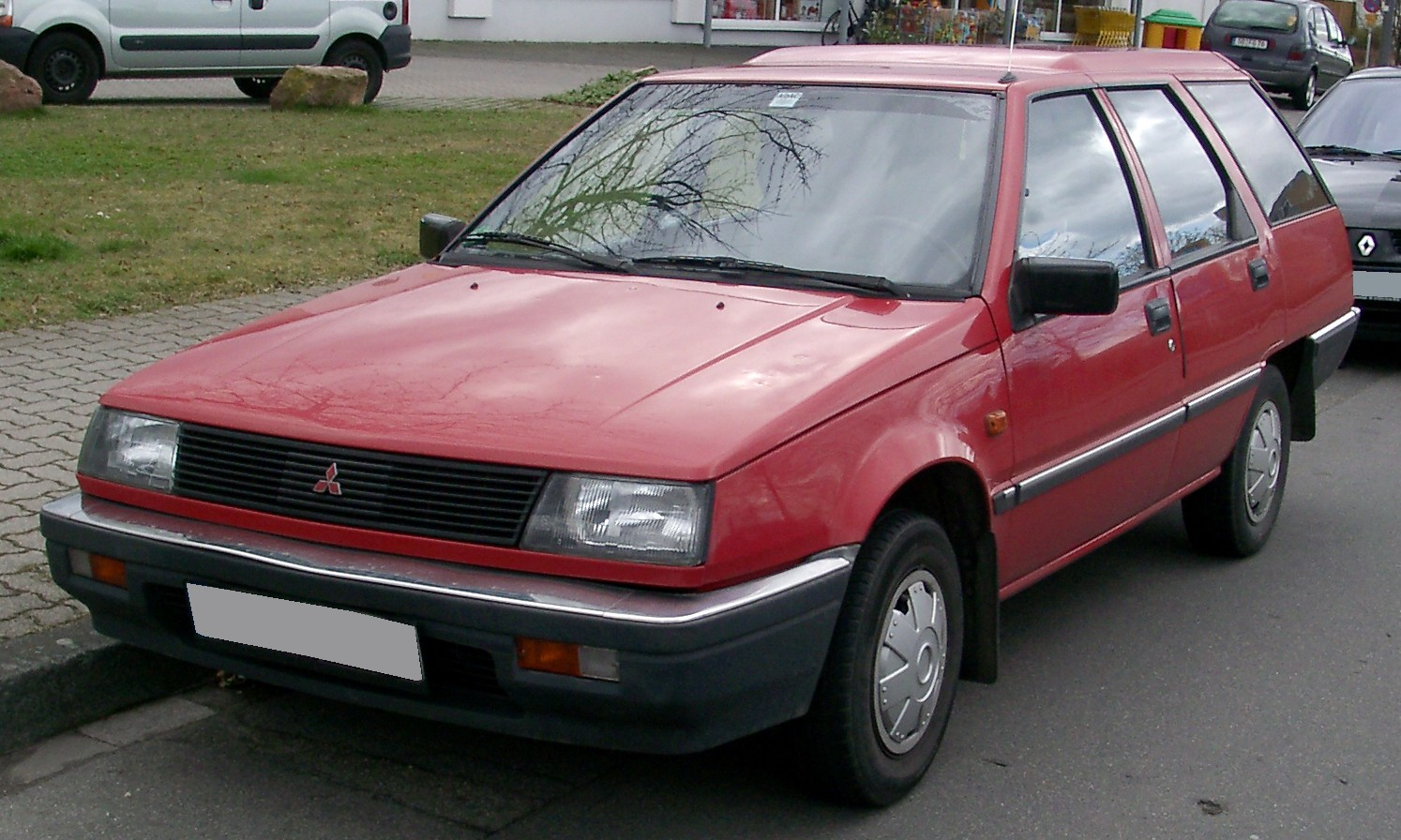
Mitsubishi Lancer Kombi (1985–1990)
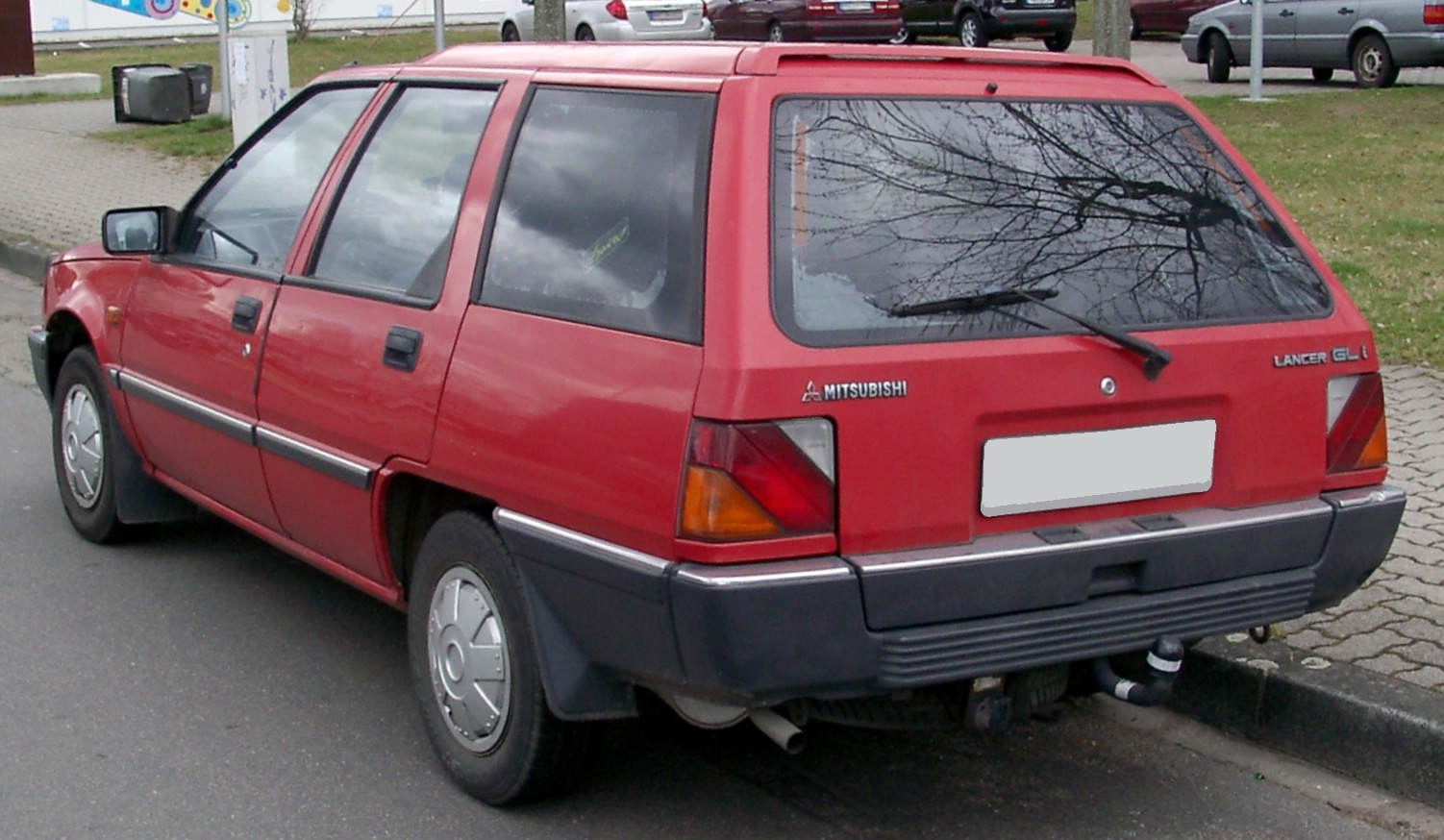
Heckansicht

### Motorenpalette für Europa
| Modell                | Hubraum  | Leistung                     | Max. Drehmoment       | Getriebe               | Bauzeit         | Bemerkung                        |
| --------------------- | -------- | ---------------------------- | --------------------- | ---------------------- | --------------- | -------------------------------- |
| Ottomotoren           |          |                              |                       |                        |                 |                                  |
| 1200GL                | 1183 cm³ | 40 kW (55 PS) bei 5000 min−1 | 90 Nm bei 3500 min−1  | 5-Gang                 | 11/1983–12/1988 | Limousine                        |
| 1500GLX               | 1458 cm³ | 55 kW (75 PS) bei 5500 min−1 | 113 Nm bei 4000 min−1 | 5-Gang                 | 11/1983–12/1988 | Limousine                        |
| 1500GLX Öko Automatik | 1458 cm³ | 55 kW (75 PS) bei 5500 min−1 | 113 Nm bei 4000 min−1 | 3-Stufen Öko Automatik | 11/1983–12/1988 | Limousine                        |
| 1500GL                | 1458 cm³ | 55 kW (75 PS) bei 5500 min−1 | 118 Nm bei 3500 min−1 | 5-Gang                 | 06/1985–12/1988 | Kombi                            |
| 1500GL Katalysator    | 1458 cm³ | 51 kW (70 PS) bei 5500 min−1 | 110 Nm bei 3500 min−1 | 5-Gang                 | 06/1985–12/1988 | Kombi mit Katalysator, 16V       |
| 1500GLX               | 1458 cm³ | 55 kW (75 PS) bei 5500 min−1 | 118 Nm bei 3500 min−1 | 5-Gang                 | 06/1985–12/1988 | Kombi                            |
| 1800                  | 1755 cm³ | 61 kW (83 PS) bei 5500 min−1 | 135 Nm bei 3500 min−1 | 5-Gang                 | 01/1987–12/1990 | Kombi mit Allrad und Katalysator |
| 1800                  | 1755 cm³ | 66 kW (90 PS) bei 5500 min−1 | 137 Nm bei 3500 min−1 | 5-Gang                 | 01/1987–12/1990 | Kombi mit Allrad                 |
| Dieselmotoren         |          |                              |                       |                        |                 |                                  |
| 1800 D GL             | 1779 cm³ | 43 kW (58 PS) bei 4500 min−1 | 108 Nm bei 2500 min−1 | 5-Gang                 | 06/1985–09/1986 | Limousine und Kombi              |

### Motoren für Japan ab 1983 (Lancer EX)
| Hubraum   | Leistung                     | Drehmoment          |
| --------- | ---------------------------- | ------------------- |
| 1,4 Liter | 59 kW (80 PS) bei 5500/min   | 121 Nm bei 3500/min |
| 1,6 Liter | 63 kW (85 PS) bei 5500/min   | 135 Nm bei 3000/min |
| 1,8 Liter | 118 kW (160 PS) bei 5800/min | 220 Nm bei 3500/min |

Die Ausstattungsvarianten hießen in Europa GL und GLX. Die GLX-Version hatte unter anderem elektrisch einstellbare Außenspiegel, Tankklappe vom Fahrersitz aus zu öffnen, höhenverstellbarer Fahrersitz, Helligkeitsregler für Instrumententafel. Zur generellen Serienausstattung gehörten unter anderem ein Bremskraftverstärker. Die wichtigsten Teile wurden galvanisch verzinkt, tatsächlich war der Lancer an tragenden Teilen resistent gegen Rost.

## Lancer (C6A/C7A, 1988–1996)
Im April 1988 wurde die nächste Generation des Mitsubishi Lancer vorgestellt. Diese vierte Baureihe war als Stufen- und Schräghecklimousine konzipiert. Während beim Vorgängermodell im Bereich der Fahrzeugfront noch Unterschiede zum Colt bestanden, war ab Frühjahr 1988 die Front mit der des Colt nahezu identisch.
Die Kombivariante des Vorgängers wurde mit einem erweiterten Motorenangebot parallel zu dieser Baureihe angeboten. Diese war äußerlich kaum von der dritten Generation zu unterscheiden. Alle Ottomotoren waren mit Katalysator ausgestattet.
Neben dem Kombi war in dieser Baureihe auch das Schrägheck Lancer GLXi mit Allradantrieb ausgestattet. Der Motor der von Anfang 1990 bis Mitte 1991 gebauten Schrägheckvariante Lancer 1800 GTi-16V war als erster Lancer Motor mit vier Ventilen pro Zylinder ausgestattet.
Das Modell C69 (1992) bekam den 1,8-Liter-Motor 4G93 mit 103 kW (140 PS) verbaut. Er war und ist bis heute äußerst selten. Laut KBA gibt es vom C69 nur noch zwei angemeldete Fahrzeuge in ganz Deutschland (Stand 1. Januar 2009).
Ab Frühjahr 1992 wurden kurzzeitig (bis zum Ende der Produktion im Herbst desselben Jahres) zwei Zwittermodelle mit den Motoren vom Nachfolger und der alten Karosserie des C60 gebaut. Das Modell C66 wurde mit dem 1,6-Liter-Motor 4G92 mit 83 kW (113 PS) und diversen optischen Änderungen wie Bodykit und weißen Frontblinkern ausgestattet.
In Nordamerika wurde der Lancer sowie auch der Colt unter dem Namen Mitsubishi Mirage vertrieben. Des Weiteren gab es den Lancer als Eagle Summit zu kaufen.

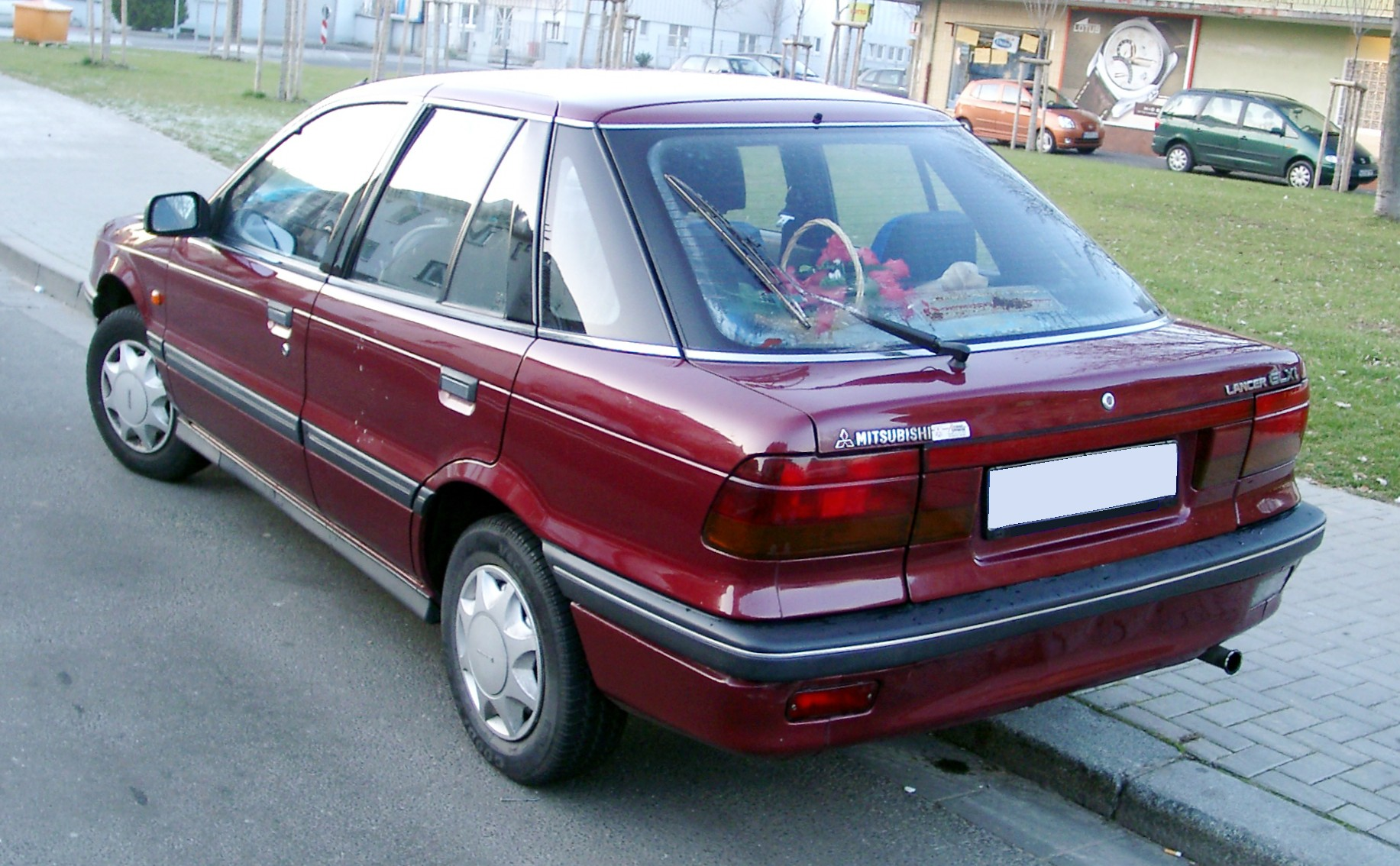
Heckansicht
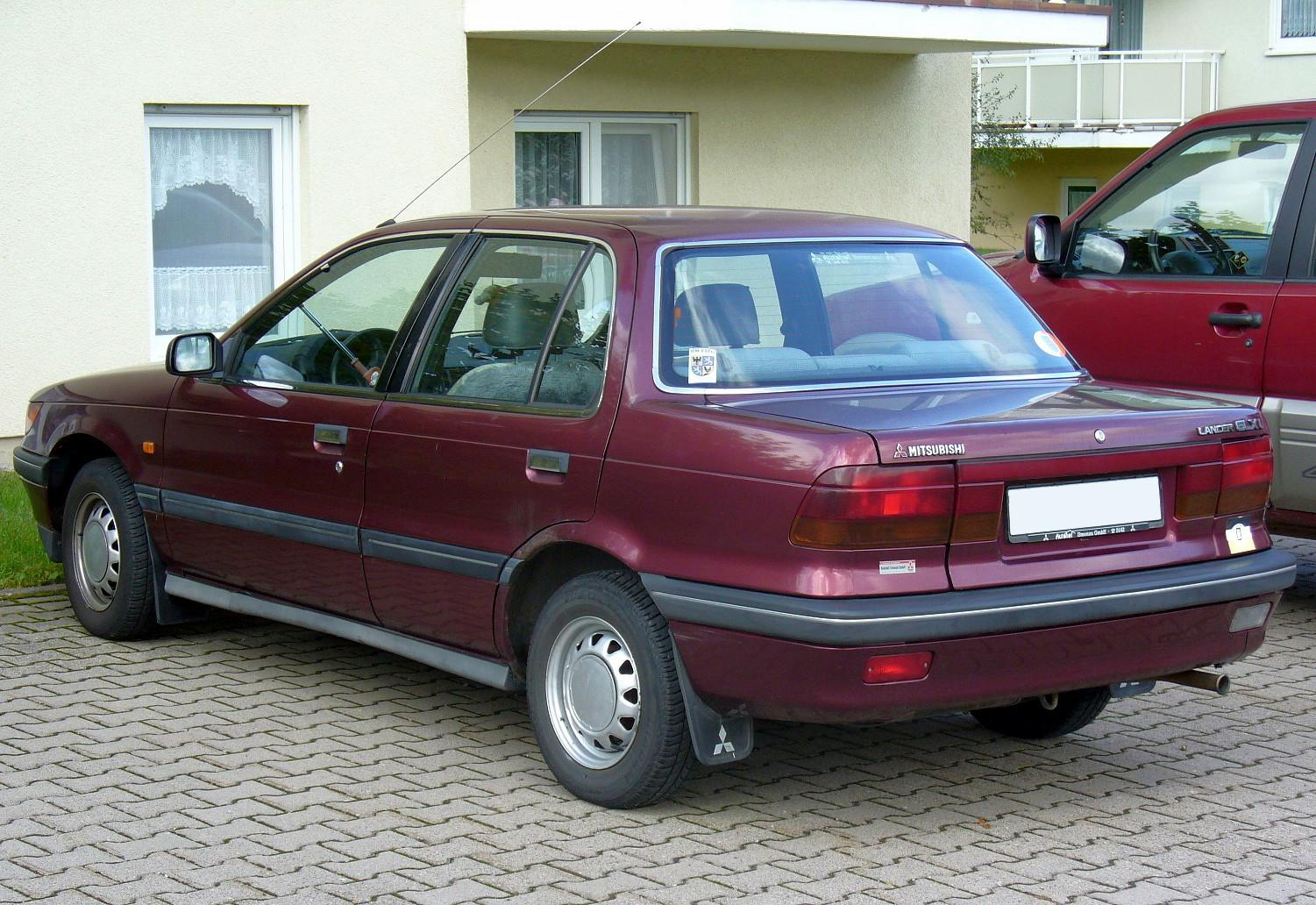
Mitsubishi Lancer Stufenheck (1988–1992)
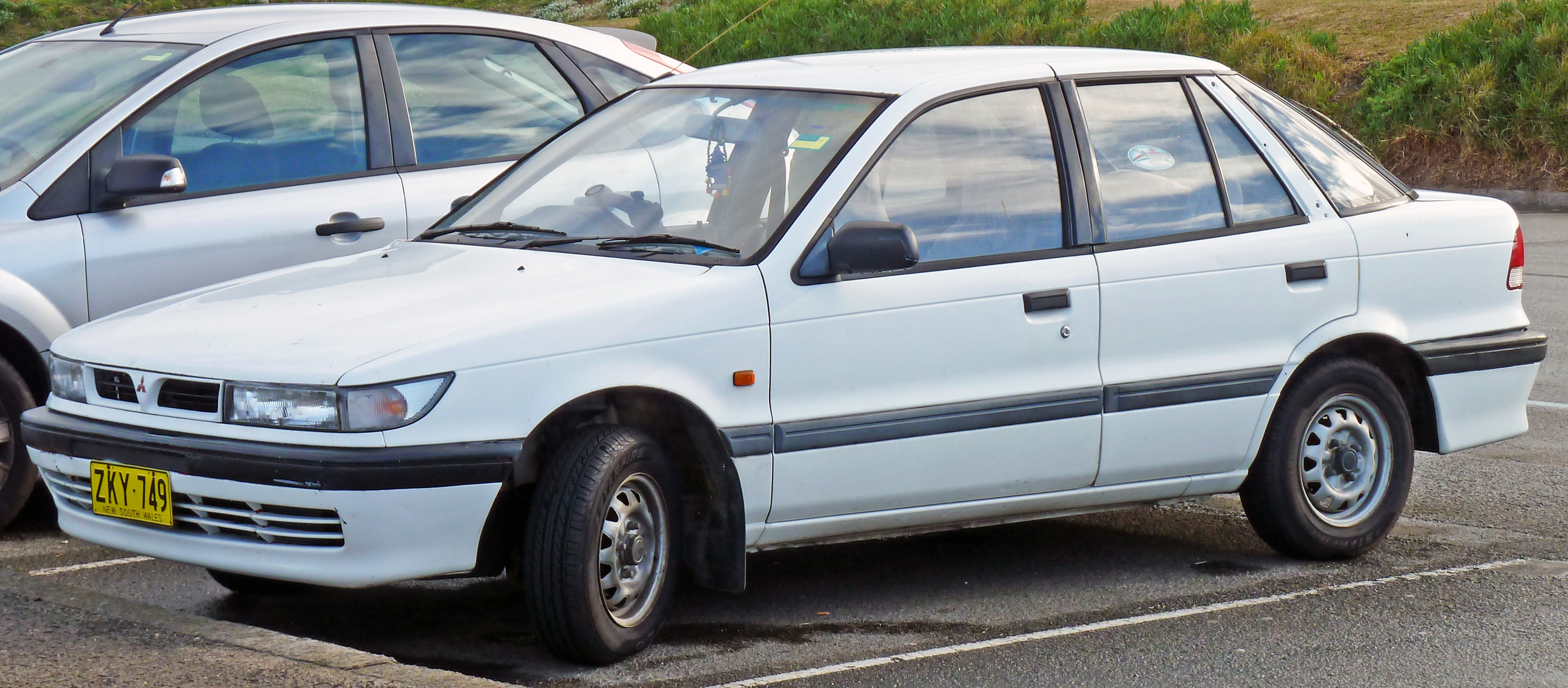
Schrägheck (1992–1996)
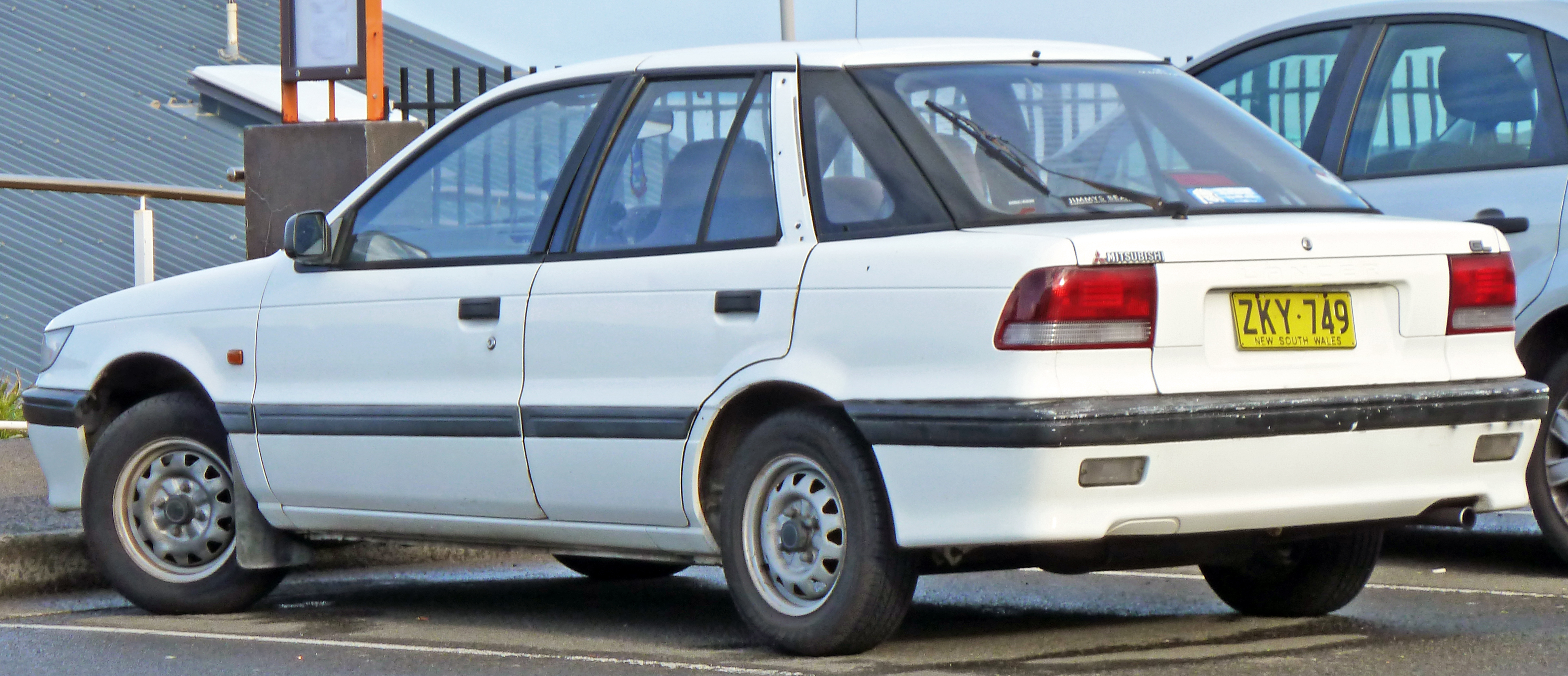
Heckansicht
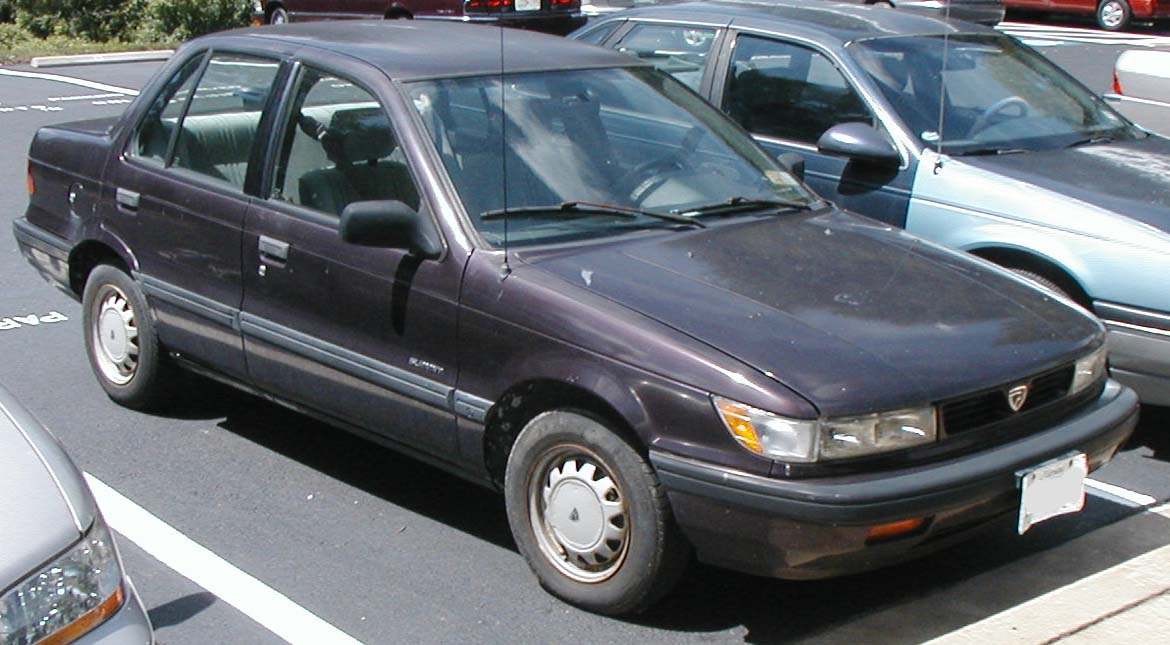
Eagle Summit

### Motoren für Europa
Ottomotoren
| Modell                                       | Leistung                     | Max. Drehmoment     | Bemerkung                                                            |
| -------------------------------------------- | ---------------------------- | ------------------- | -------------------------------------------------------------------- |
| 1,3 Liter Vergasermotor Typ 4G13             | 55 kW (75 PS) bei 6000/min   | 102 Nm bei 4000/min |                                                                      |
| 1,5 Liter Einspritzmotor 8 Ventile Typ 4G15  | 62 kW (84 PS) bei 6000/min   | 118 Nm bei 4000/min |                                                                      |
| 1,5 Liter Einspritzmotor 12 Ventile Typ 4G15 | 66 kW (90 PS) bei 5500/min   | 126 Nm bei 3000/min |                                                                      |
| 1,6 Liter Einspritzmotor 16 Ventile Typ 4G92 | 83 kW (113 PS) bei 6000/min  | 137 Nm bei 5000/min |                                                                      |
| 1,8 Liter Einspritzmotor Typ 4G37            | 71 kW (97 PS) bei 5500/min   | 141 Nm bei 4000/min | nur Schrägheck mit Allradantrieb                                     |
| 1,8 Liter Einspritzmotor Typ 4G67            | 100 kW (136 PS) bei 6500/min | 162 Nm bei 5000/min | nur Schrägheck, Vorderradantrieb, vier Ventile pro Zylinder          |
| 1,8 Liter Einspritzmotor Typ 4G93            | 103 kW (140 PS) bei 6500/min | 167 Nm bei 5500/min | nur Schrägheck, Vorderradantrieb, vier Ventile pro Zylinder, ab 1992 |

Dieselmotoren
| Modell             | Leistung                    | Max. Drehmoment      |
| ------------------ | --------------------------- | -------------------- |
| 1,8 Liter Typ 4D65 | 44 kW (60 PS) bei 4.500/min | 113 Nm bei 3.000/min |

### Motoren für Japan
Ottomotoren
- 1,3 Liter, 49 kW (67 PS) bei 5500/min, Drehmoment 106 Nm bei 3500/min
- 1,5 Liter, 54 kW (73 PS) bei 5500/min, Drehmoment 119 Nm bei 3500/min
- 1,6 Liter, 92 kW (125 PS) bei 6500/min, Drehmoment 140 Nm bei 5200/min
- 1,6 Liter, 107 kW (145 PS) bei 6000/min, Drehmoment 210 Nm bei 2500/min (Turboaufladung)

Dieselmotoren
- 1,8 Liter, 45 kW (61 PS) bei 4.500/min, Drehmoment 113 Nm bei 3.000/min

### Fahrwerte laut Hersteller
Ottomotoren ohne Katalysator

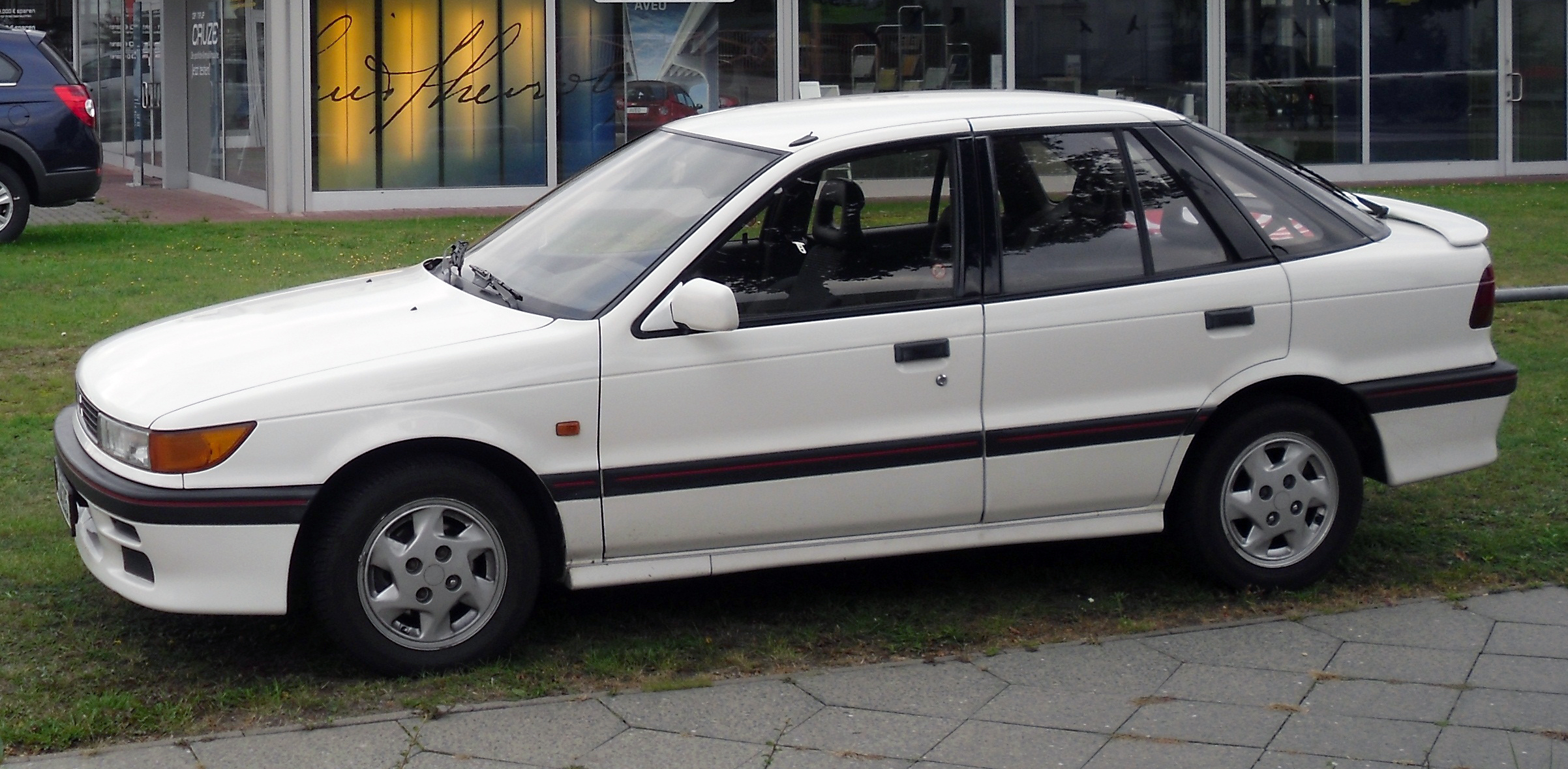
Mitsubishi Lancer GTi-16V (1990–1991)

- Modelle 1.5 Liter M/T: 166 km/h

Ottomotoren mit Katalysator
- Modelle 1.3 Liter M/T: 163 km/h, 0–100 13,8 s
- Modelle 1.5 Liter M/T: 170 km/h, 0–100 11,9 s
- Modelle 1.5 Liter A/T: 160 km/h, 0–100 14,0 s
- Modelle 1.8 Liter M/T 2WD: 200 km/h, 0–100 8,3 s
- Modelle 1.8 Liter M/T 4WD: 168 km/h,

Dieselmotor
- Modelle 1.8 Liter M/T: 148 km/h, 0–100 16,4 s

Insgesamt wurden 267 Fahrzeuge als GTi-16V im Zeitraum von 1991 bis 1993 neu zugelassen. Dabei wurden laut KBA 1991 noch kein GTi-16V zugelassen.
Die Stückzahl der heute noch angemeldete Fahrzeuge des Lancer GTi-16V (Typ C68) einschließlich der vorübergehend stillgelegten Fahrzeuge in Deutschland: 3 (Stand 1. Januar 2018; KBA)

## Lancer (CB1A–CD8A, 1991–1996)
Bereits im Herbst 1991 wurde die fünfte Auflage des Lancer als Stufenheck präsentiert. Im Herbst 1992 folgte nun auch eine neue Kombivariante. Im Sommer 1995 gab es leichte Modellpflegemaßnahmen.
Der optische Unterschied zum Vorgängermodell war jedoch gering. Eine Schrägheckvariante, die noch auf dem C50-Modell basierte, wurde durch den Mitsubishi Carisma ersetzt.
Der neue Kombi war mit dem 1,6-Liter-Motor auch wieder mit Allradantrieb erhältlich. Den 1,3-Liter-Motor gab es für den Kombi nicht. Dieser Motor war mit drei Ventilen pro Zylinder ausgestattet. Der Kombi auf Basis dieser Baureihe wurde bis Ende 2000 gebaut, da es weder vom Carisma oder der nachfolgende Lancer-Modellgeneration eine Kombiversion gab.
Das Topmodell für Deutschland war der 103 KW (140 PS) starke GTi-16V, bis dahin auch der letzte GTi von Mitsubishi. Es gab ihn nur als Stufenheck. Anders als beim Typ „C68“ unterschied er sich kaum vom normalen Lancer: man erkannte die 1,8-Liter-Variante lediglich am Heckspoiler, dem Doppelendrohr, 14-Zoll-Felgen und dem GTi-Schriftzug. Zum Stichtag 1. Januar 2022 war laut KBA in Deutschland noch ein Mitsubishi Lancer GTi angemeldet (TSN: 203 und 491).
Diese Generation des Lancer, war die erste, von der Evolution-Modelle abgeleitet wurden (siehe Mitsubishi Lancer Evolution).

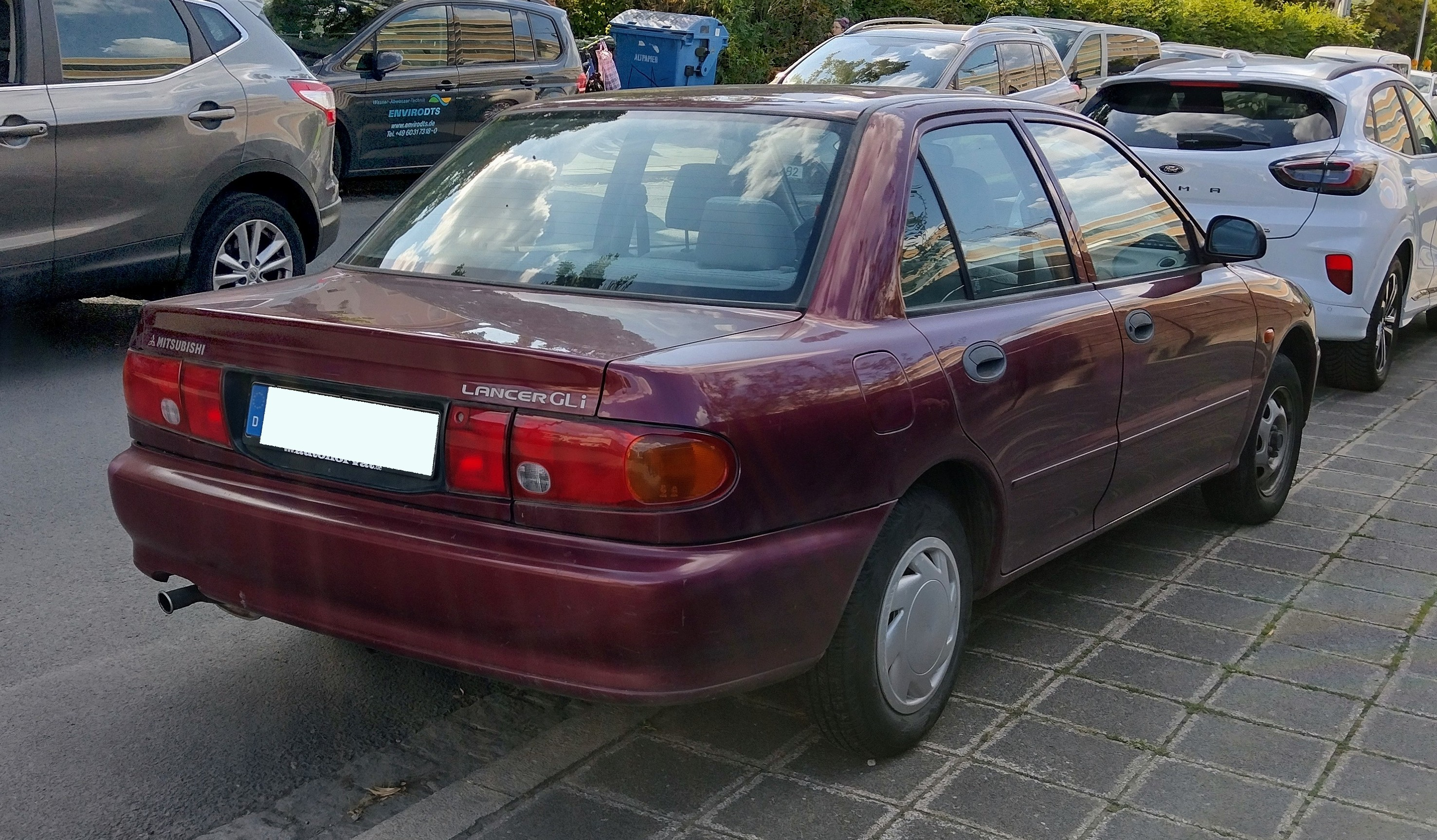
Heckansicht
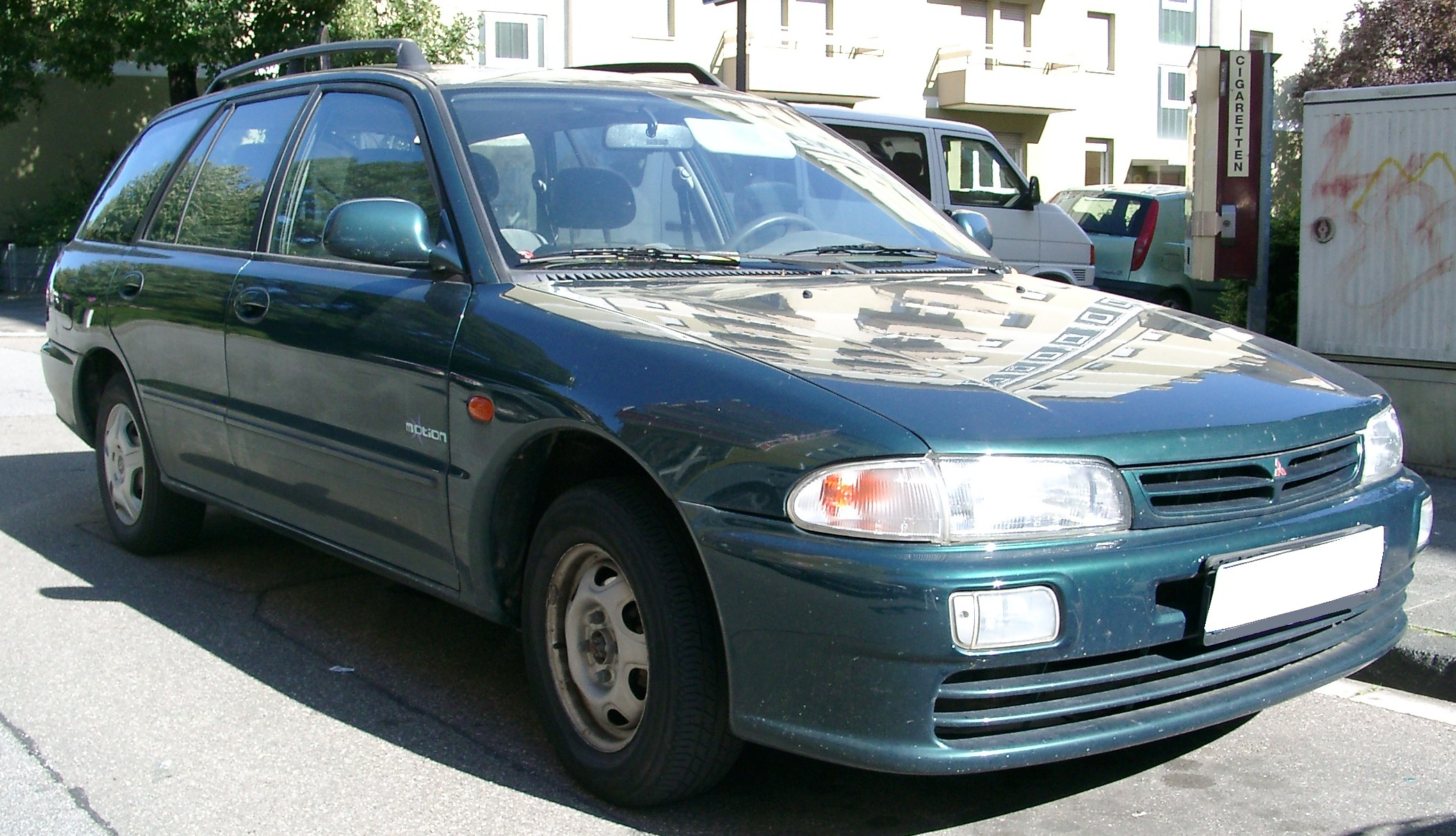
Mitsubishi Lancer Kombi (1992–2000)
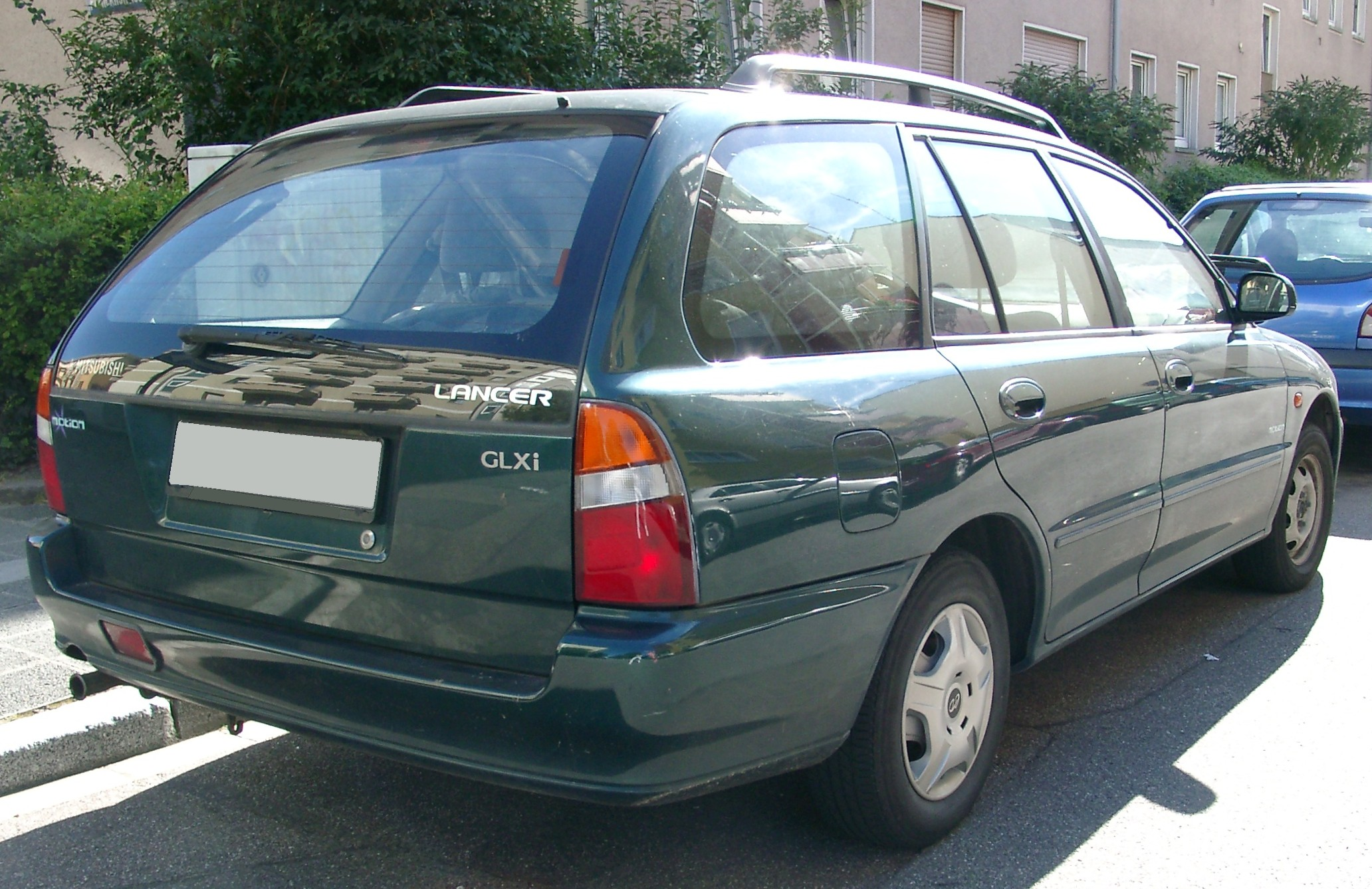
Heckansicht
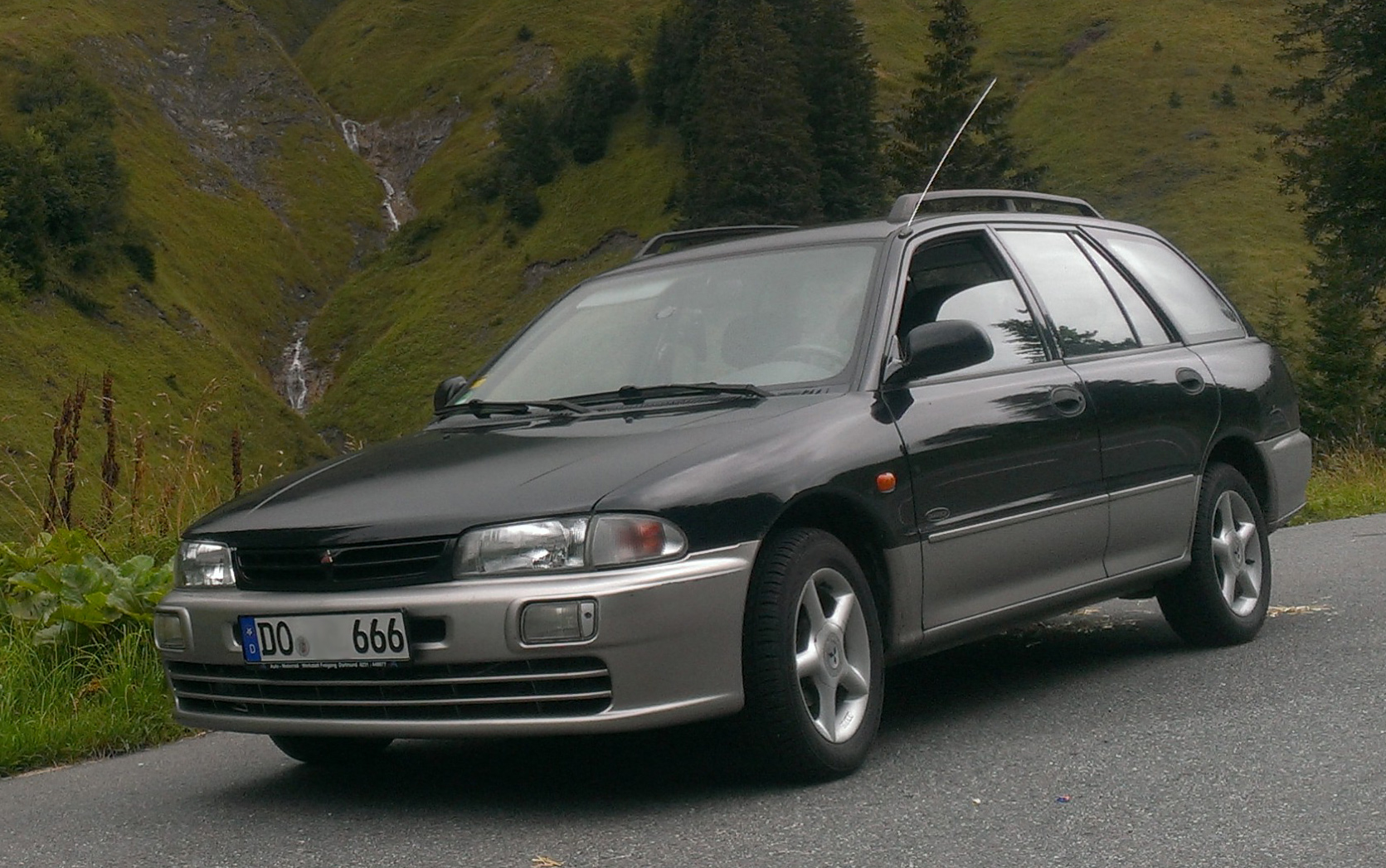
Lancer GLXi 1.6
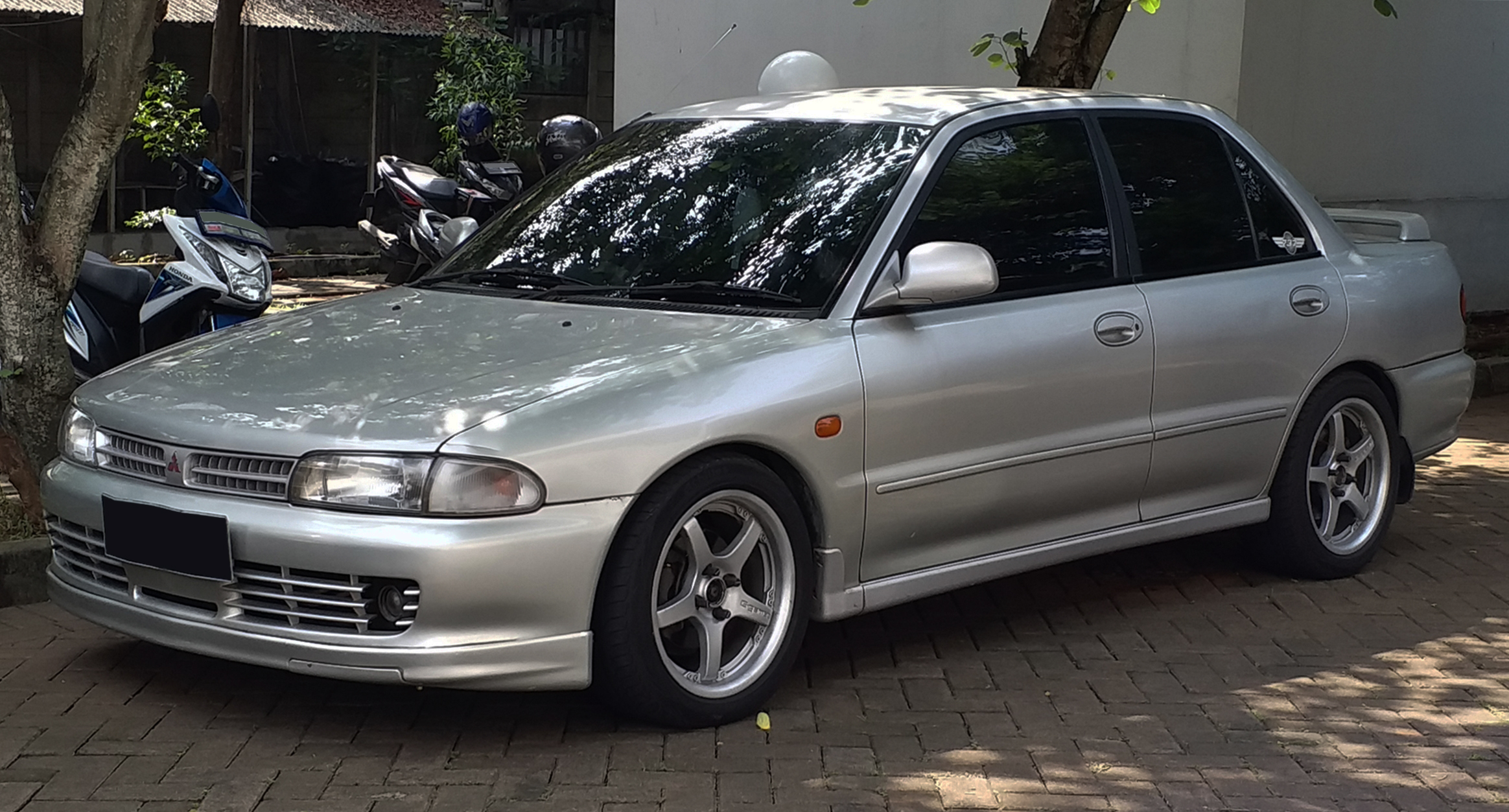
Lancer GTi
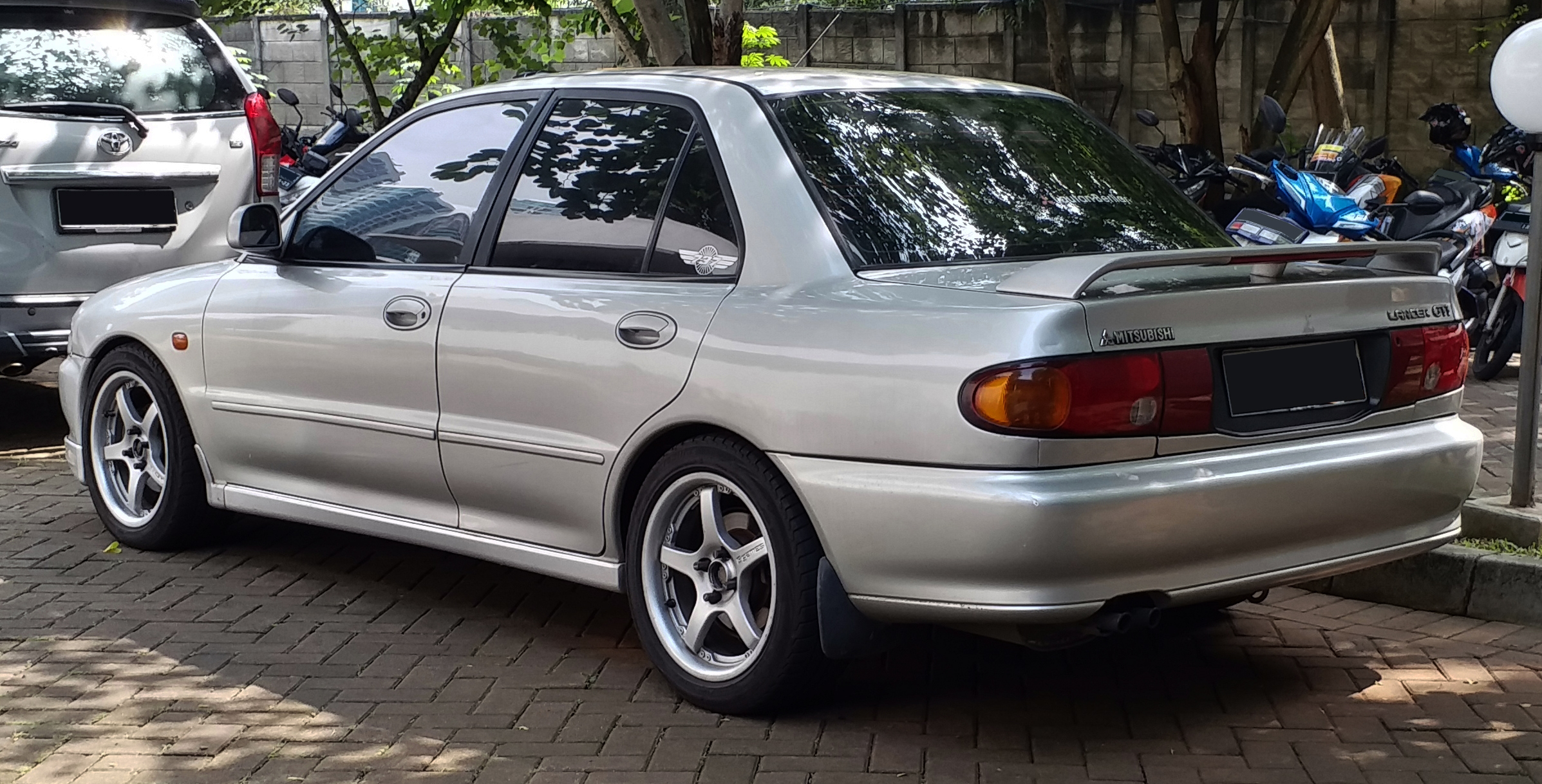
Heckansicht

### Japan und USA
In Japan gab es verschiedene Versionen der viertürigen Limousine: den Lancer, der vier Seitenscheiben hatte sowie den Mirage, der sechs Seitenscheiben hatte (zwei weitere hinter den hinteren Türen). Beide wurden parallel verkauft. Ein Coupé war hier ebenfalls erhältlich (Lancer Coupé oder Mirage Asti), welches auf anderen Märkten teilweise auch als Colt Coupé vermarktet wurde. Der Kombi des Lancer wurde in Japan als Libero verkauft. Auch eine turboaufgeladene Variante mit dem Namen Libero GT wurde hier angeboten. Für den Lancer war dort außerdem ein 1,6 Liter großer V6 (6A10) erhältlich, der als kleinster in Großserie produzierter V6 gilt. Im Colt gab es diesen Motor ebenfalls.

Auch in den USA waren alle Modelle außer dem Kombi erhältlich, hier wurde allerdings die Limousine mit vier Seitenscheiben unter dem Namen Mirage verkauft, ebenso das Coupé. Die Limousine mit sechs Seitenscheiben war als Eagle Summit erhältlich. 

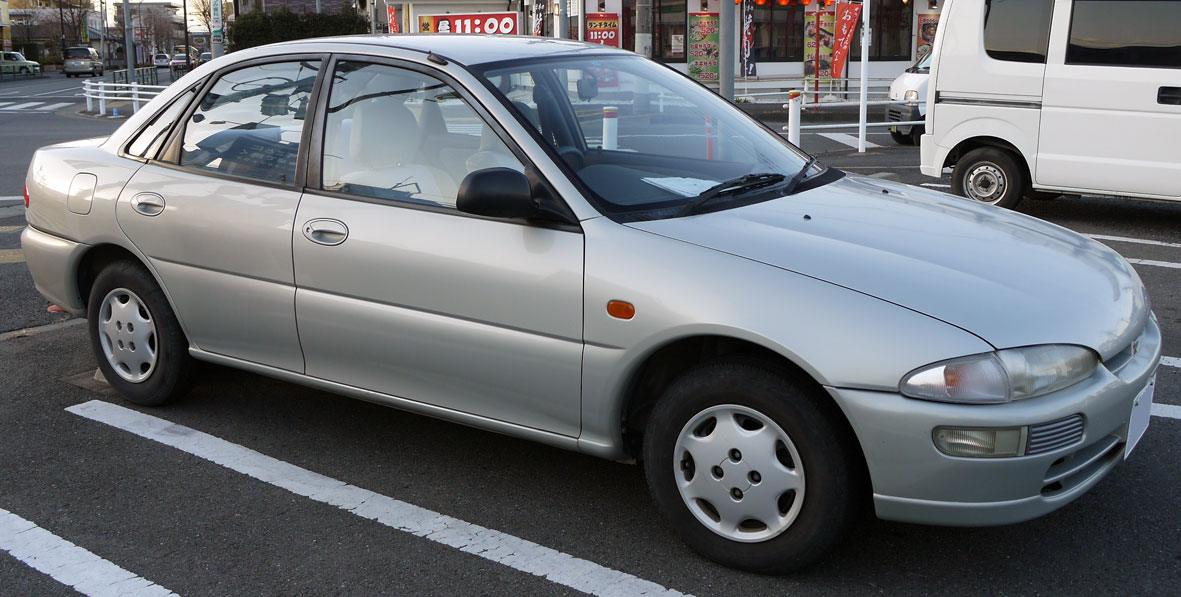
Mitsubishi Mirage (Japan)
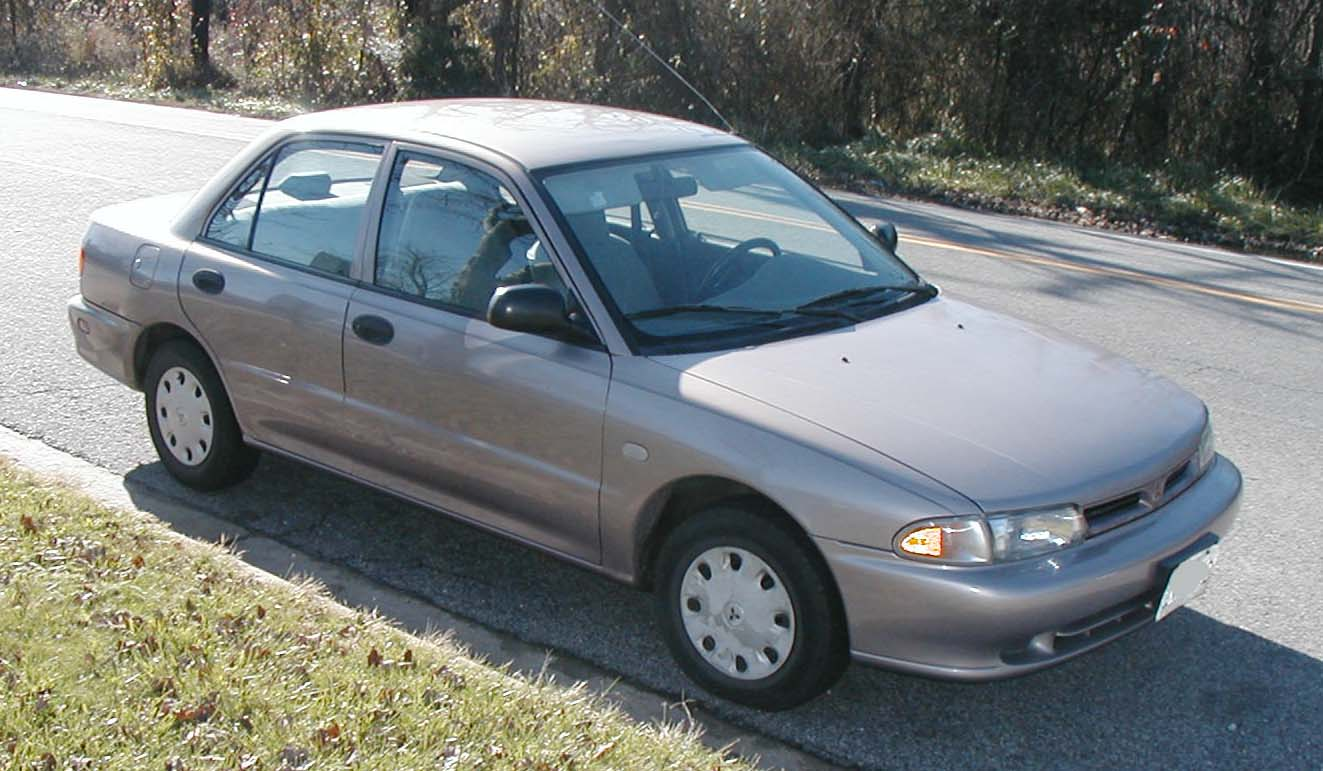
Mitsubishi Mirage (USA)
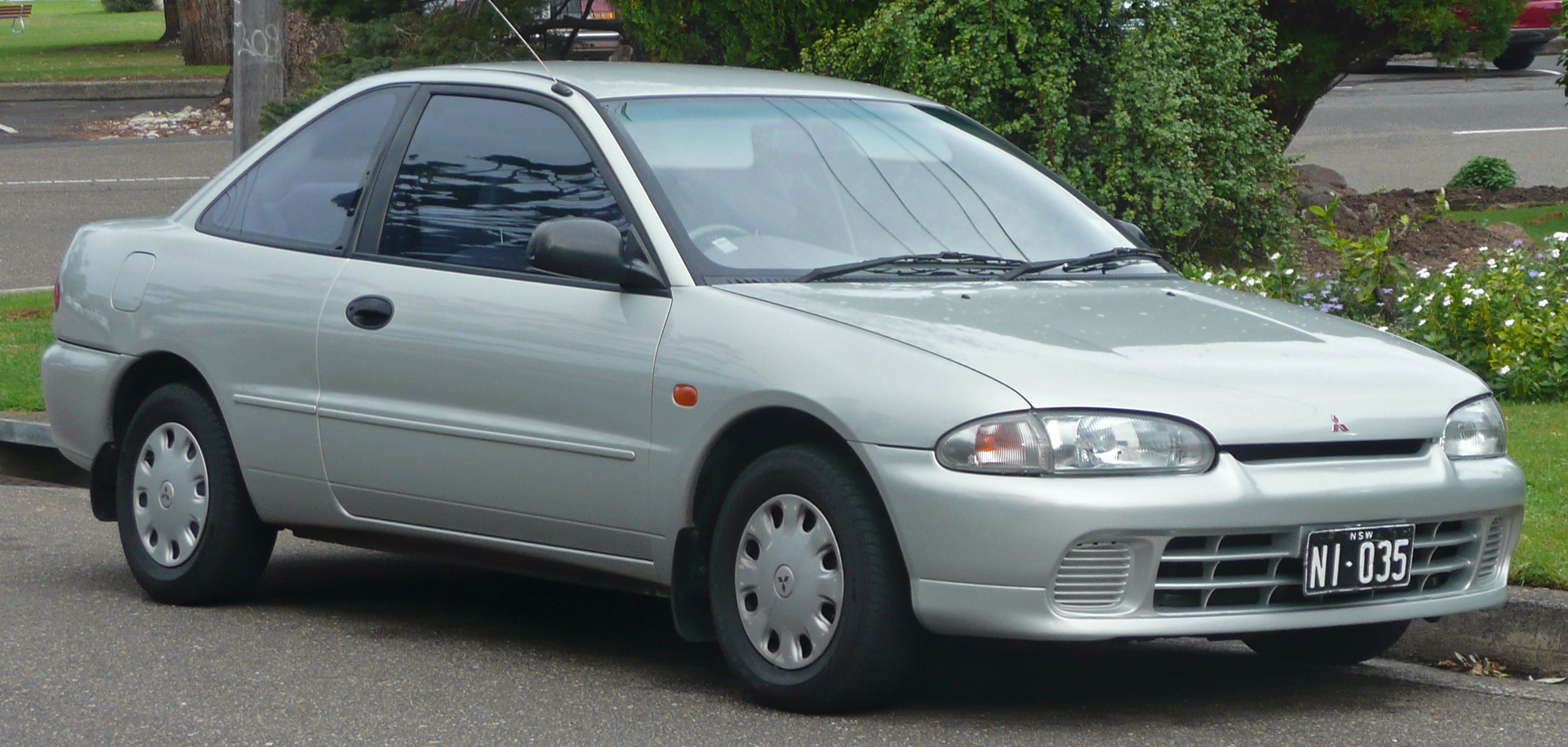
Mitsubishi Lancer Coupé (Japan)
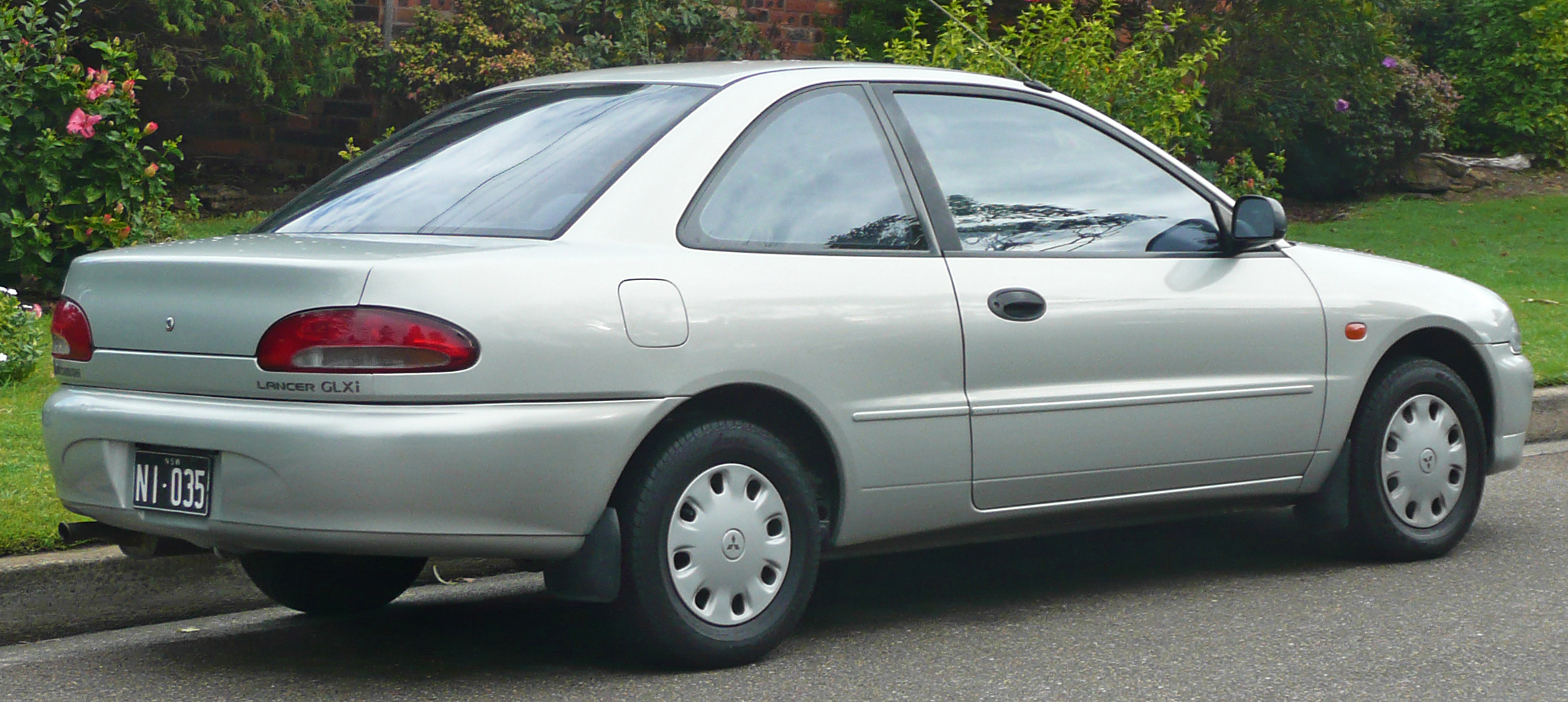
Heckansicht
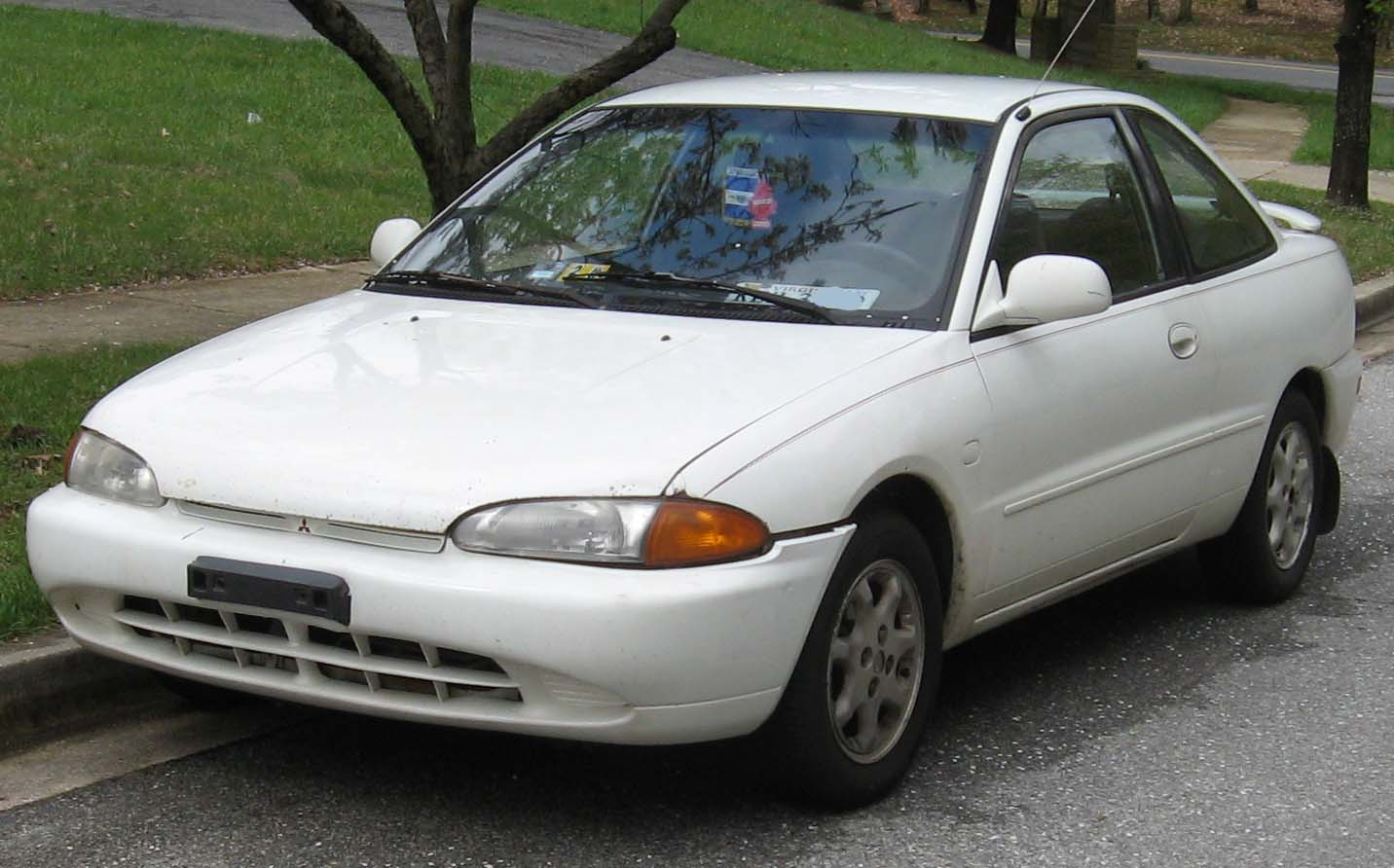
Mitsubishi Mirage Coupé (USA)
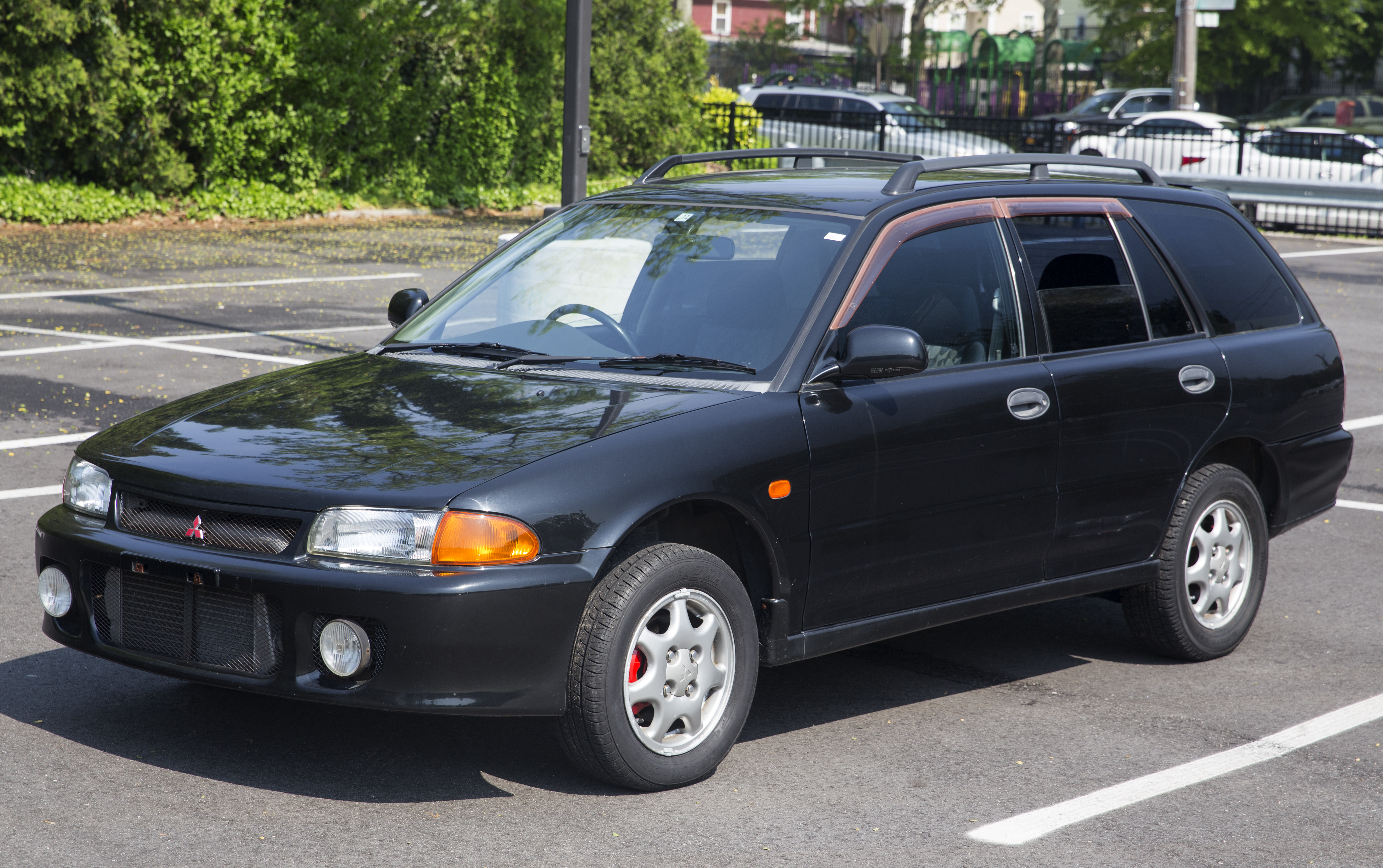
Mitsubishi Libero GT (Japan)
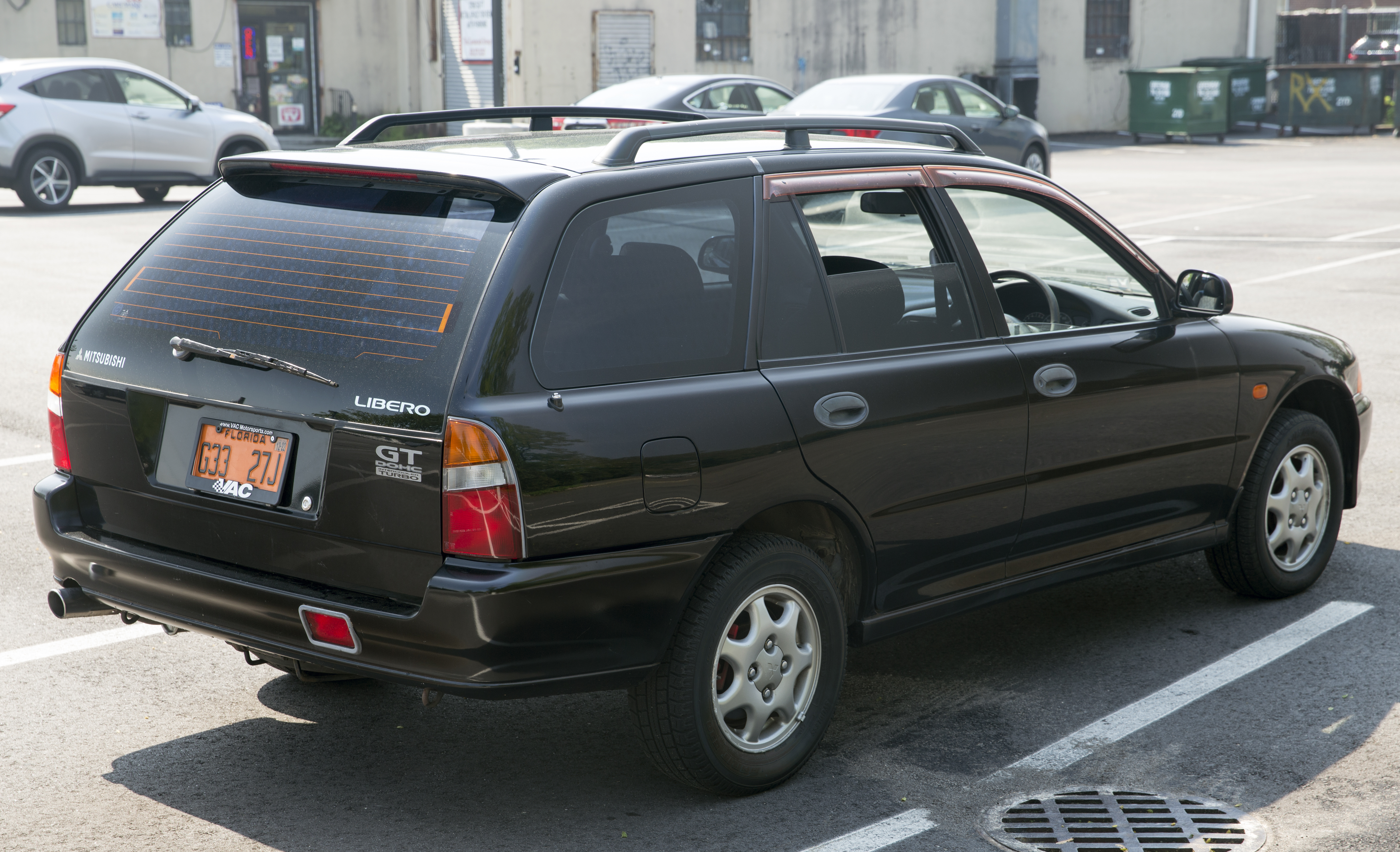
Heckansicht
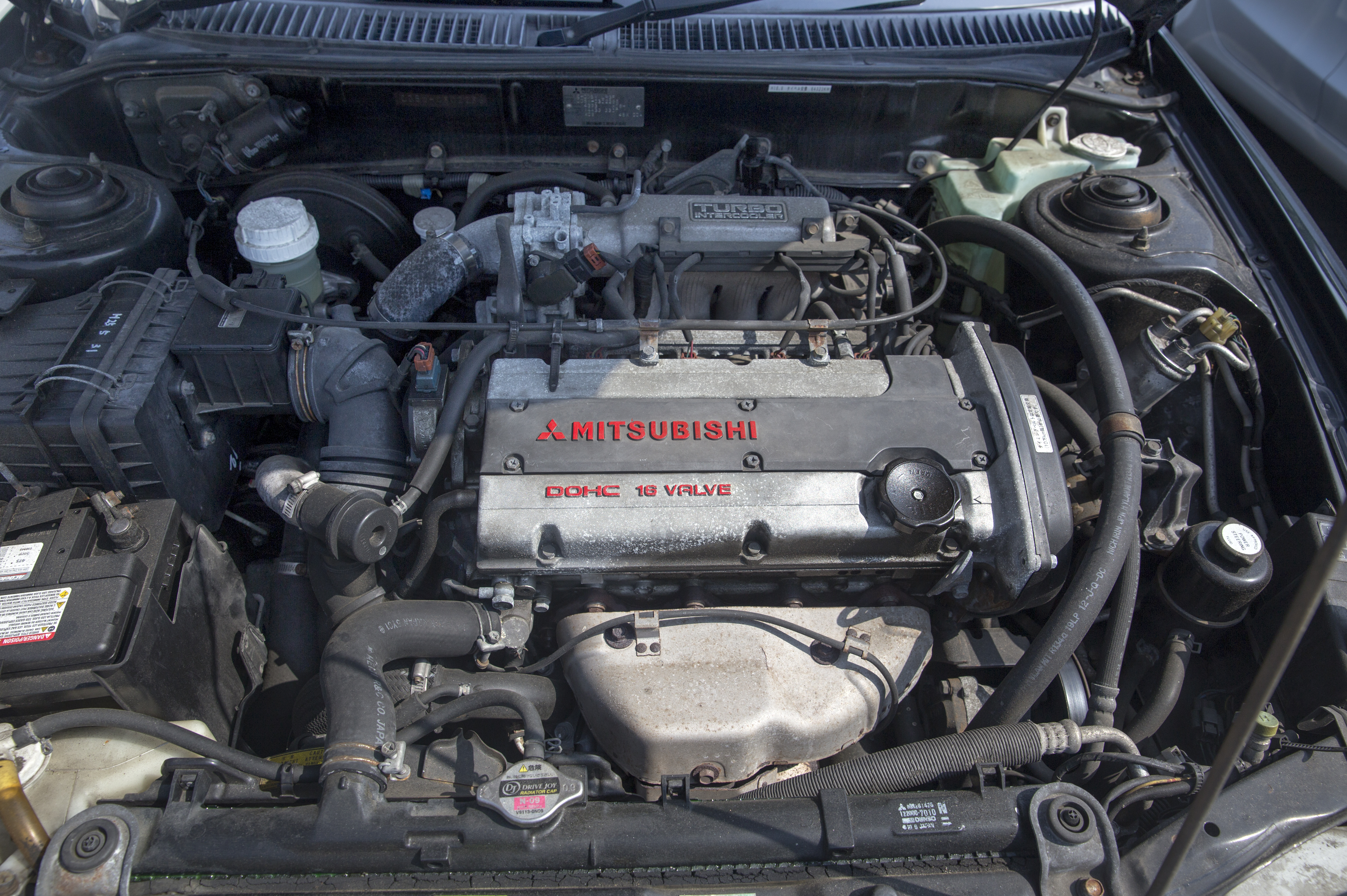
Motorraum Libero GT
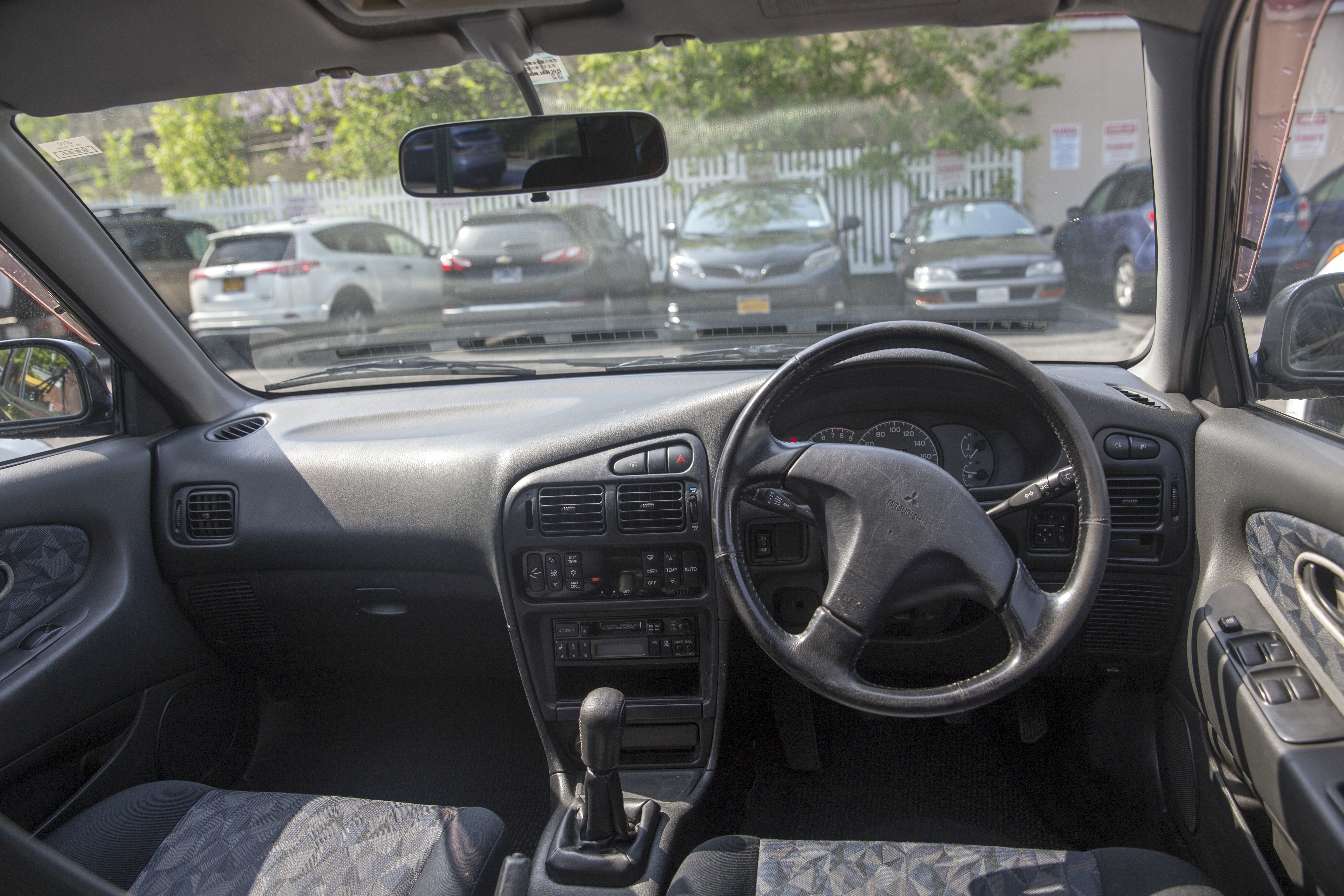
Innenraum

### Lizenzbauten
Auf Basis des Lancer gab es den vom malaysischen Hersteller Proton gefertigten Wira, der in Deutschland von 1995 bis 2001 als Proton 400er-Serie angeboten wurde. Auch das Coupé (Proton Putra) gab es hier unter dem Namen Proton 418 LRS zu kaufen. Dies war die einzige Möglichkeit, ein Coupé des Colt in Deutschland zu erwerben, da Mitsubishi das Coupé hier nicht selber anbot.

### Motoren für Europa
Ottomotoren
| Liter     | Leistung                     | Max. Drehmoment     | Ventile pro Zylinder |
| --------- | ---------------------------- | ------------------- | -------------------- |
| 1,3 Liter | 55 kW (75 PS) bei 6000/min   | 108 Nm bei 3000/min | 3                    |
| 1,5 Liter | 66 kW (90 PS) bei 6000/min   | 126 Nm bei 3000/min | 3                    |
| 1,6 Liter | 83 kW (113 PS) bei 6000/min  | 137 Nm bei 5000/min | 4                    |
| 1,6 Liter | 66 kW (90 PS) bei 5500/min   | 133 Nm bei 4000/min | 4                    |
| 1,8 Liter | 103 kW (140 PS) bei 6500/min | 167 Nm bei 5500/min | 4                    |

Dieselmotoren
| Liter     | Leistung                   | Max. Drehmoment     |
| --------- | -------------------------- | ------------------- |
| 2,0 Liter | 50 kW (68 PS) bei 4500/min | 123 Nm bei 2800/min |

### Motoren für Japan
Ottomotoren
| Liter        | Leistung                     | Max. Drehmoment     | Bemerkung                 |
| ------------ | ---------------------------- | ------------------- | ------------------------- |
| 1,3 Liter    | 58 kW (79 PS) bei 6000/min   | 106 Nm bei 3500/min | Vergaser                  |
| 1,5 Liter    | 71 kW (97 PS) bei 6000/min   | 126 Nm bei 3500/min | Vergaser                  |
| 1,6 Liter    | 107 kW (145 PS) bei 7000/min | 149 Nm bei 5500/min | vier Ventile pro Zylinder |
| 1,6 Liter    | 129 kW (175 PS) bei 7500/min | 167 Nm bei 7000/min | vier Ventile pro Zylinder |
| 1,6 Liter V6 | 103 kW (140 PS) bei 7000/min | 147 Nm bei 4500/min | vier Ventile pro Zylinder |

Dieselmotoren
| Liter     | Leistung                   | Max. Drehmoment     | Bemerkung   |
| --------- | -------------------------- | ------------------- | ----------- |
| 2,0 Liter | 65 kW (88 PS) bei 4500/min | 177 Nm bei 2500/min | Turbodiesel |

## Lancer (CJ0, 1996–2003)
Im Herbst 1996 folgte die sechste Generation auf Basis des gleichzeitig eingeführten Mitsubishi Colt (CJ0). Diese Variante wurde in Deutschland zwei Jahre lang ausschließlich mit 1,3-Liter-Ottomotor verkauft.
Die Einstellung zum Jahresende 1998 könnte auch an der Konkurrenz zum hauseigenen Carisma Stufenheck gelegen haben. Den damaligen Spekulationen zufolge bekam Mitsubishi zu der Zeit ein Einfuhrverbot für einige Modelle bzw. eine Obergrenze der einzuführenden Fahrzeuge. Daher wurden die Werke in den Niederlanden gebaut, um die Einfuhrzahlen zu senken.
Der Lancer und der Carisma waren technisch zwar verschieden, ähnelten sich aber sowohl in optischer Hinsicht wie auch in den Maßen. Die Stufenheckvariante des Carisma wurde im Herbst 2002 wegen ebenfalls mangelnder Verkaufszahlen aus dem Programm genommen.
In Nordamerika wurde der Lancer wieder unter dem Namen Mitsubishi Mirage vertrieben. Es gab auch wieder ein Coupé zu kaufen, das dem europäischen Markt vorenthalten blieb.
Im Frühjahr 2000 wurde die Baureihe des Lancer ausschließlich für den asiatischen Markt überarbeitet und bis Sommer 2003 verkauft.
In Venezuela dagegen wird der Lancer des Typs CJ0 von der MMC Automotriz weiterhin montiert, trägt dort aber den Namen Mitsubishi Signo und wird dort parallel zu der aktuellen Lancer-Generation angeboten.

### Motorenpalette
Ottomotoren
| Liter     | Hubraum  | Leistung                   | Max. Drehmoment     |
| --------- | -------- | -------------------------- | ------------------- |
| 1,3 Liter | 1298 cm³ | 55 kW (75 PS) bei 6000/min | 108 Nm bei 3000/min |
| 1,6 Liter | 1597 cm³ | 66 kW (90 PS) bei 5500/min |                     |

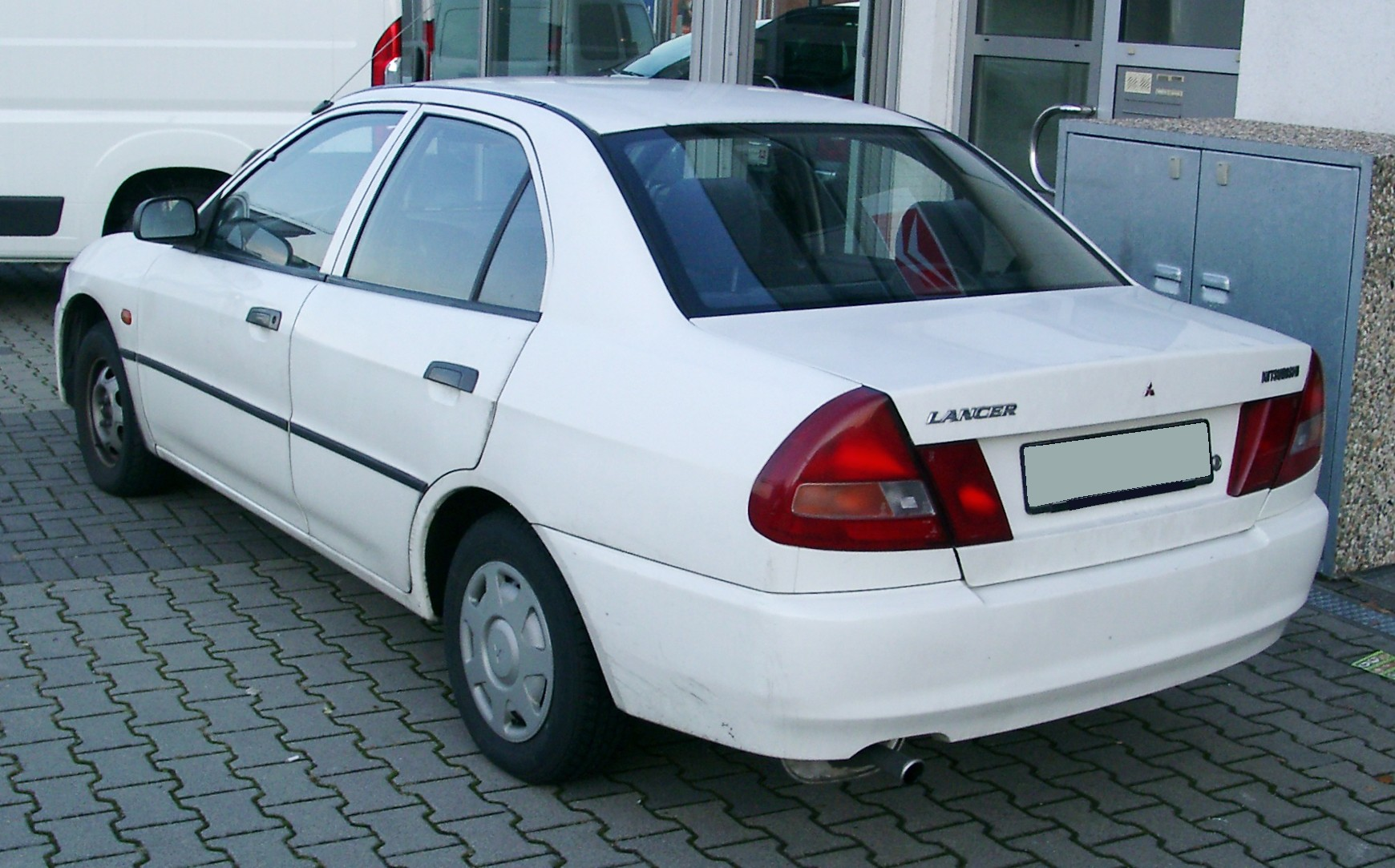
Heckansicht
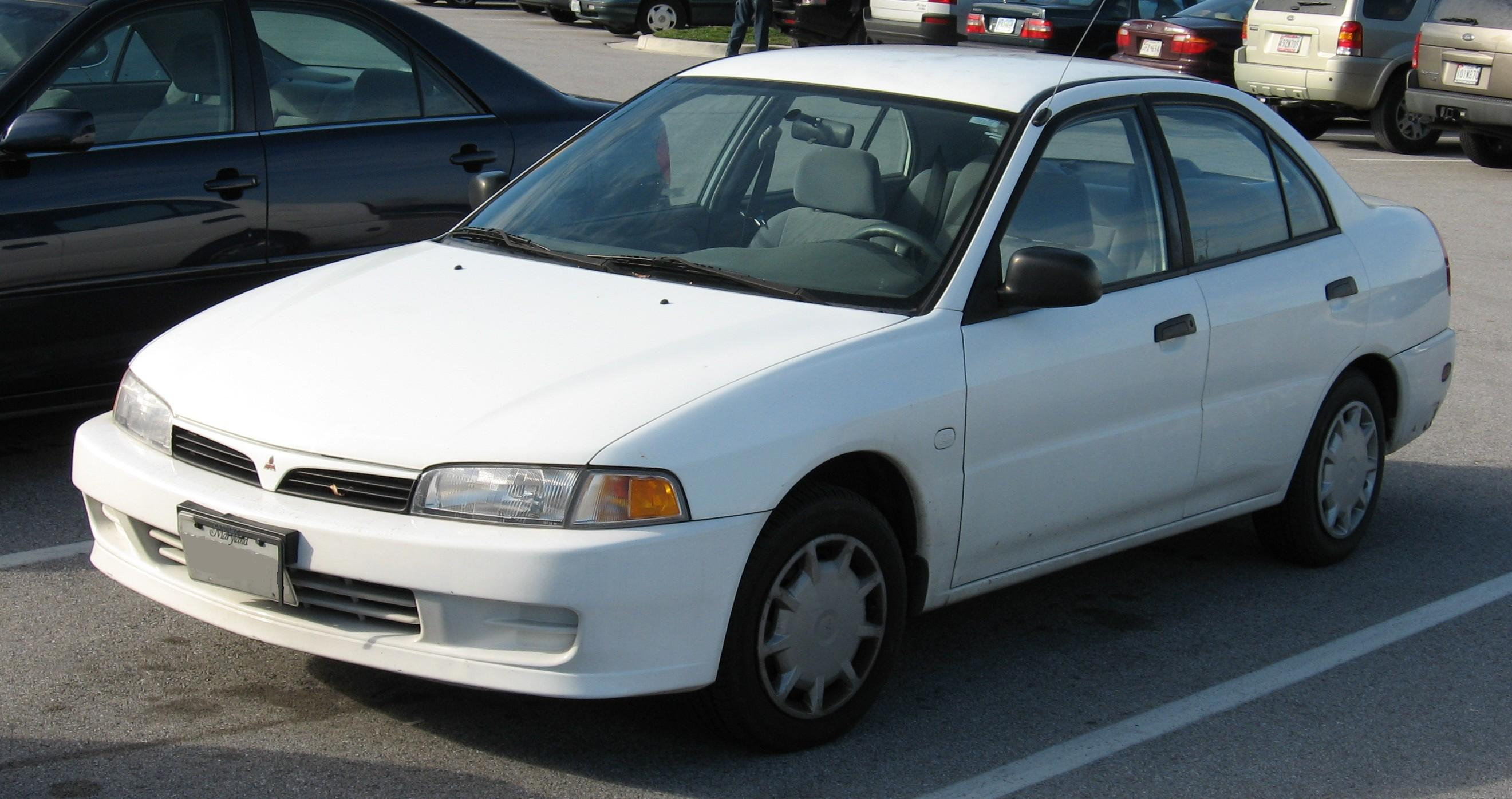
Mitsubishi Mirage
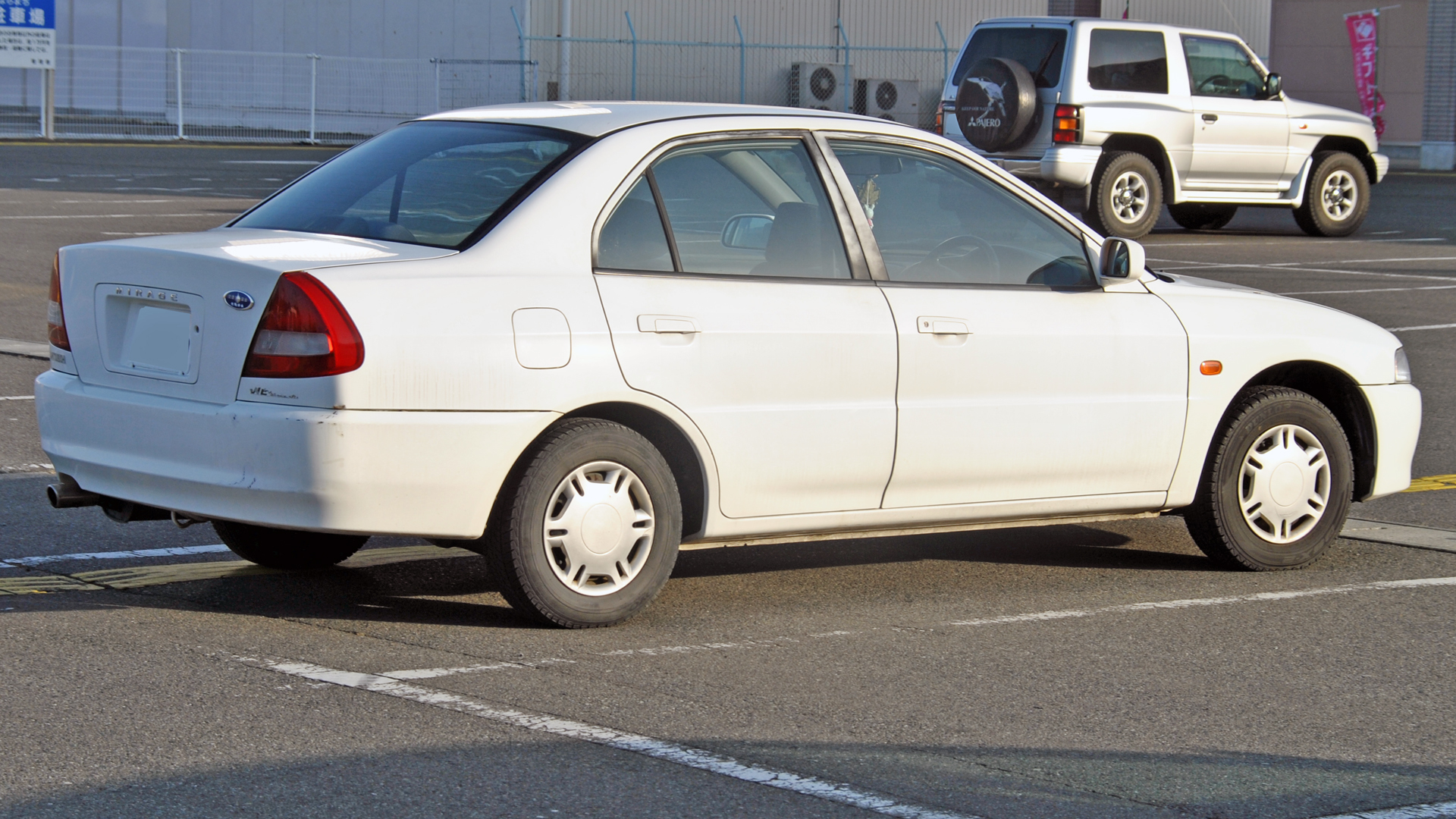
Heckansicht
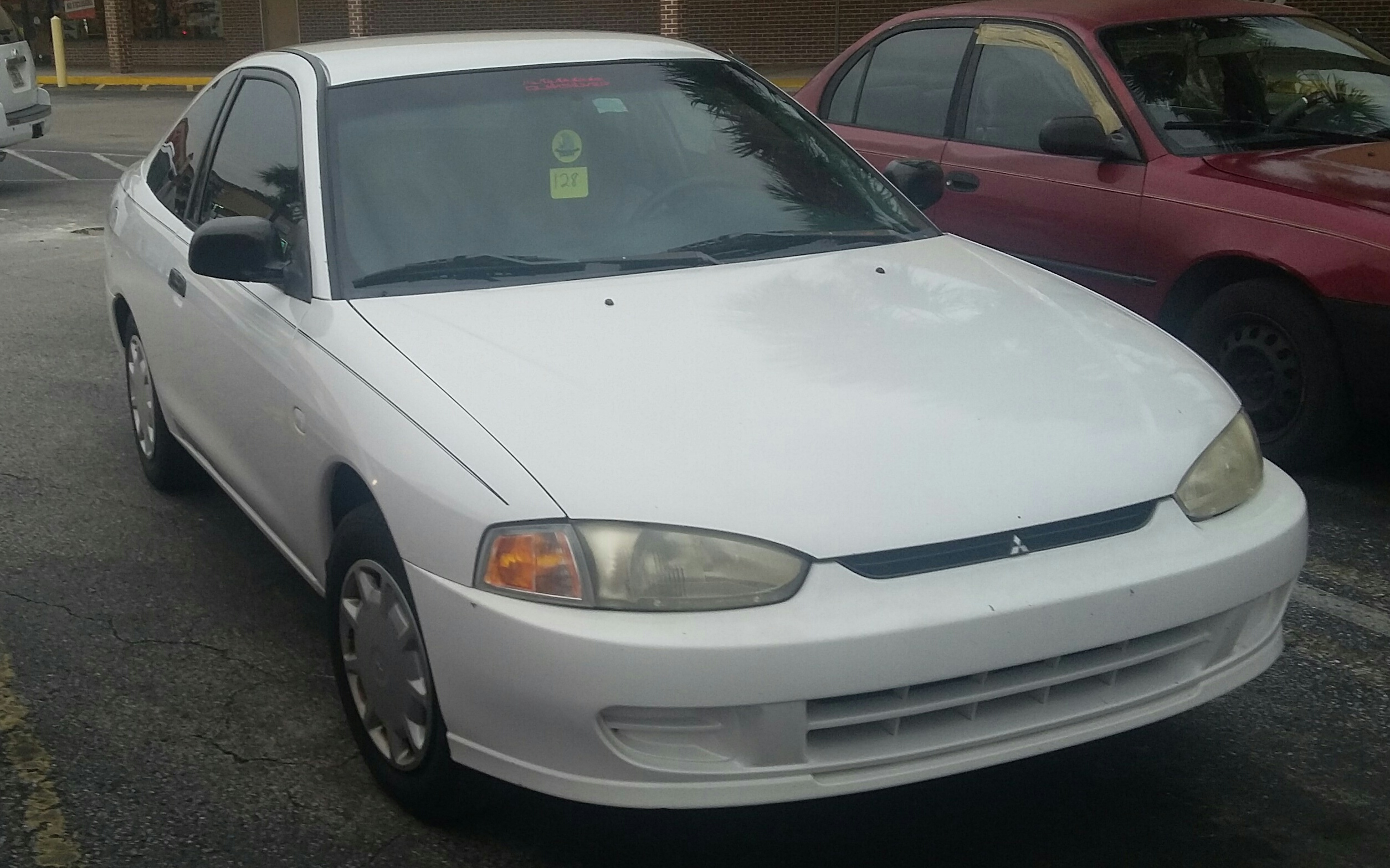
Mitsubishi Mirage Coupé
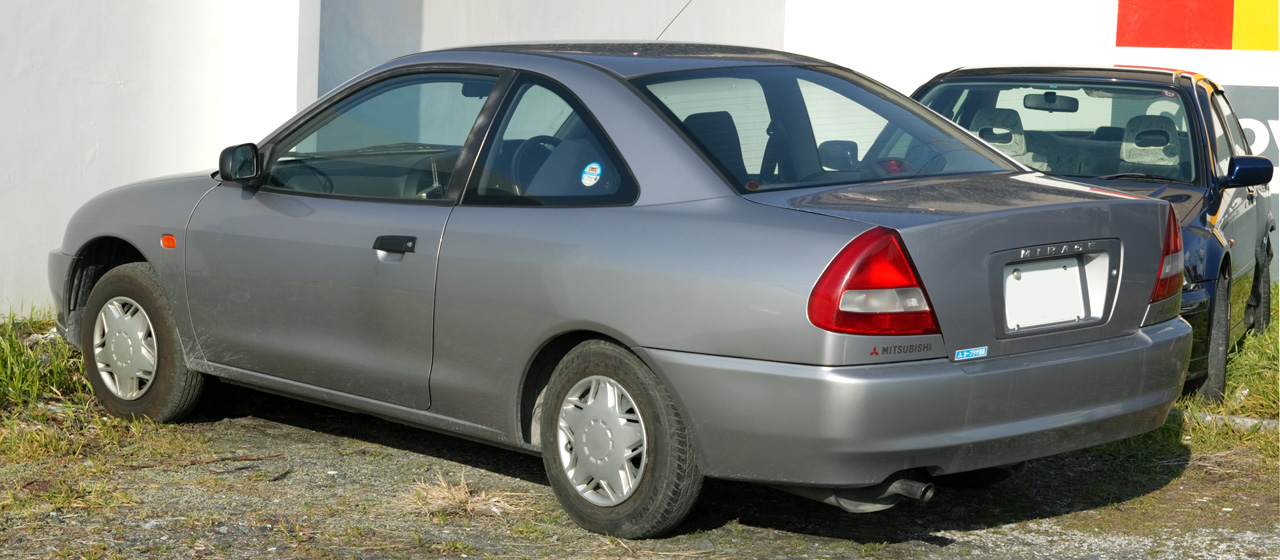
Heckansicht

## Lancer (CS0, 2000–2007)
Die siebte Lancer-Generation ist nicht mehr mit dem Colt verwandt, weil dieser in Zusammenarbeit mit smart entwickelt wurde. Sie wurde im Jahr 2000 eingeführt. 2003 erfuhr die Baureihe ein Facelift und wurde dann ab Herbst 2003 auch auf dem europäischen Markt angeboten. Verfügbar war der Lancer als viertürige Limousine sowie als Kombi.
Im Herbst 2007 erschien die nächste Generation der Limousine. Der Kombi lief noch bis Sommer 2008 weiter.
Auch in Nordamerika wurde nun auch die Bezeichnung Lancer statt Mirage verwendet. Der Lancer Kombi wurde dort nur von 2004 bis 2005 als Lancer Sportback angeboten, auch in einer Sportversion Ralliart mit 121 kW (162 PS). Der Name Mirage wurde 2012 für die dortige Version des Space Star wiederverwendet.
Auf dem südamerikanischen Kontinent wird die siebte Generation noch in einigen Ländern gebaut und angeboten. Da dort parallel auch die neueren Modellgeneration im Angebot sind, trägt das Fahrzeug dort die lokalen Modellbezeichnungen Lancer 1600 (Uruguay), Lancer GL (Curaçao) und Lancer GLX (Chile). In der Ukraine und in Volksrepublik China wurde das Modell unter anderem auch von der chinesischen Soueast Motor hergestellt und als Soueast Lioncel II angeboten. Das Design des Fahrzeuges der 2003er Facelift-Version stammt von der TJ Innova Engineering & Technology Co., Ltd. und ist der erste internationale Erfolg des Designbüros.

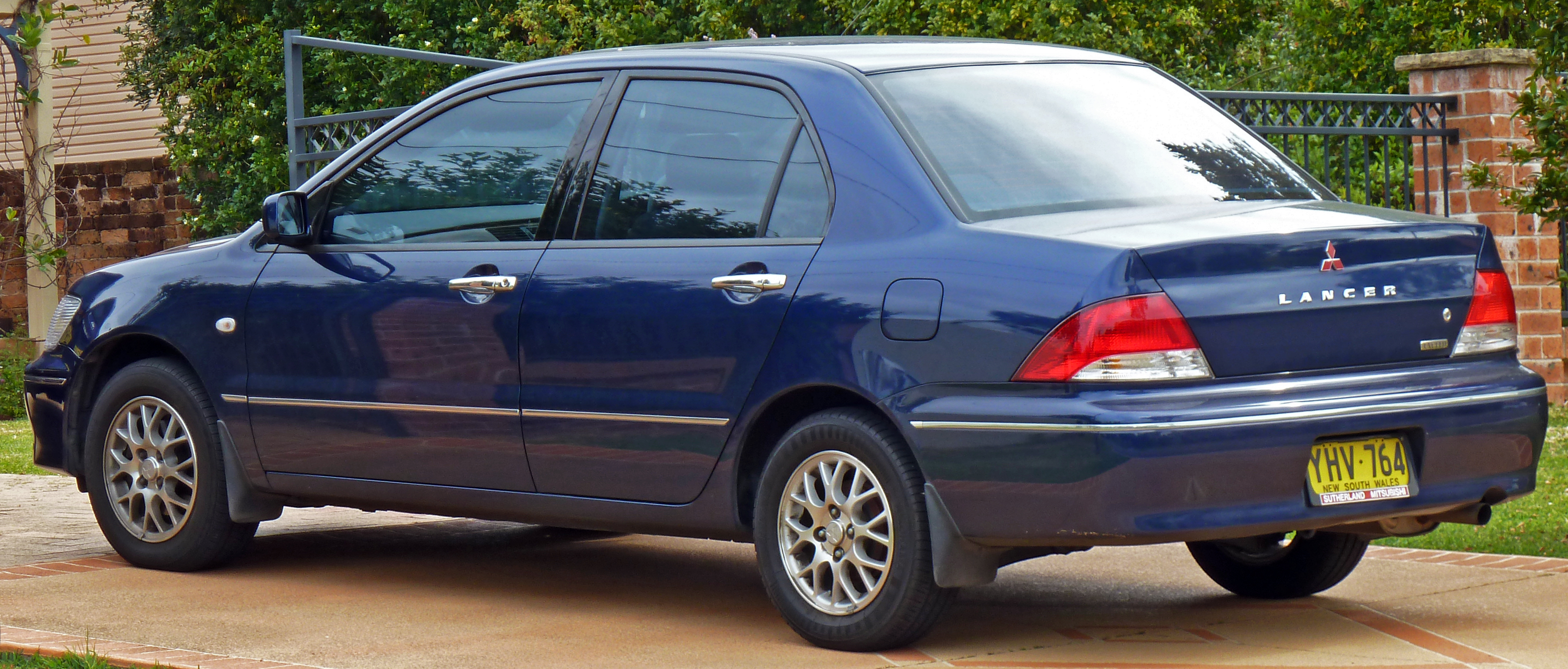
Heckansicht
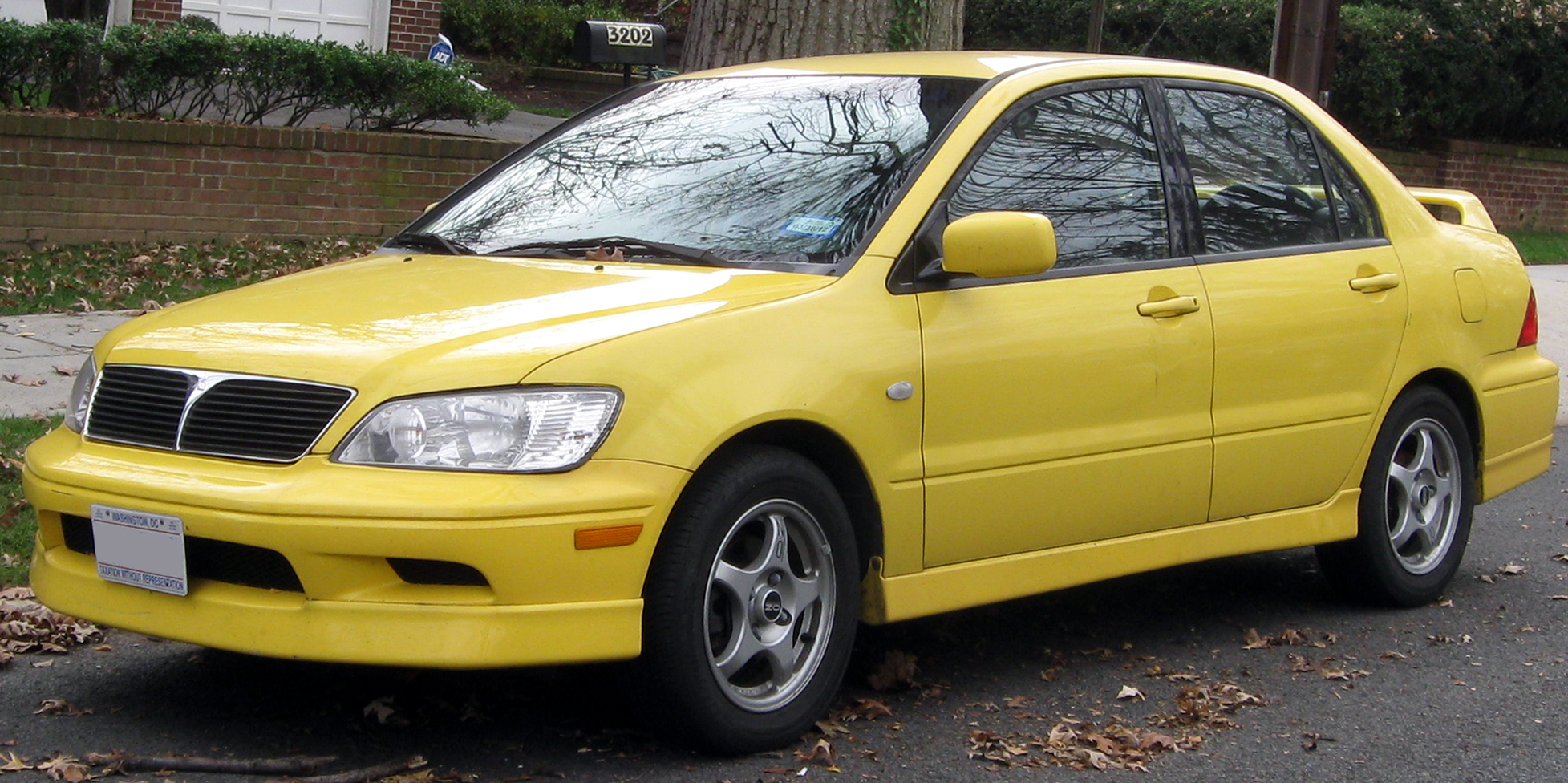
Lancer OZ Rally Edition
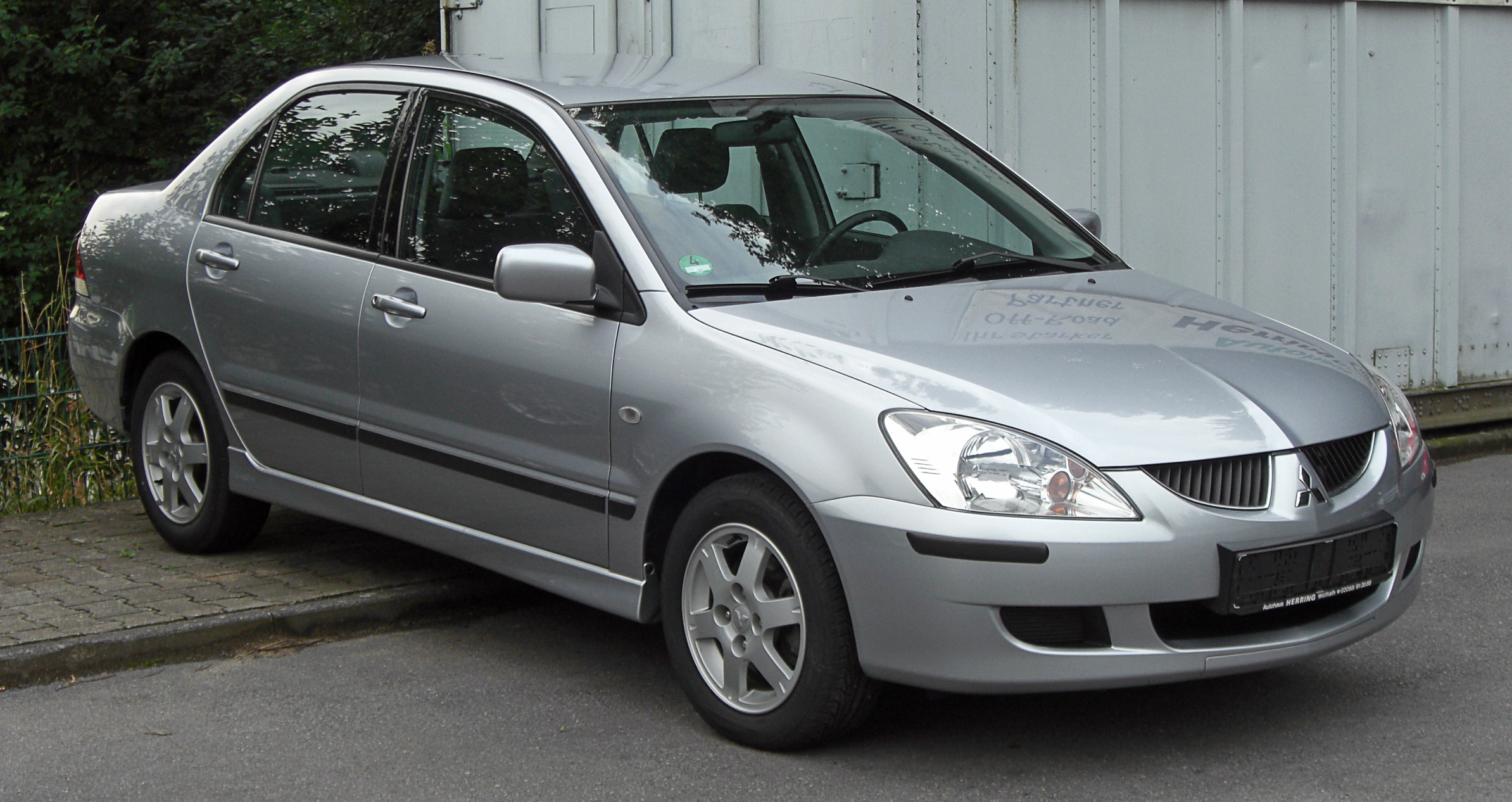
Mitsubishi Lancer Stufenheck (2003–2007)
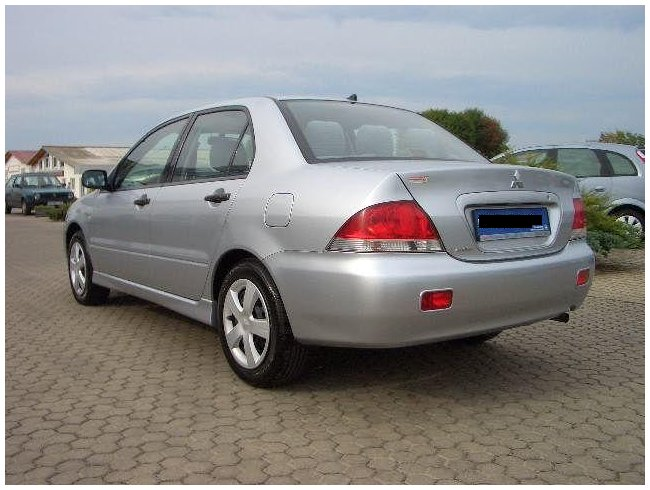
Heckansicht
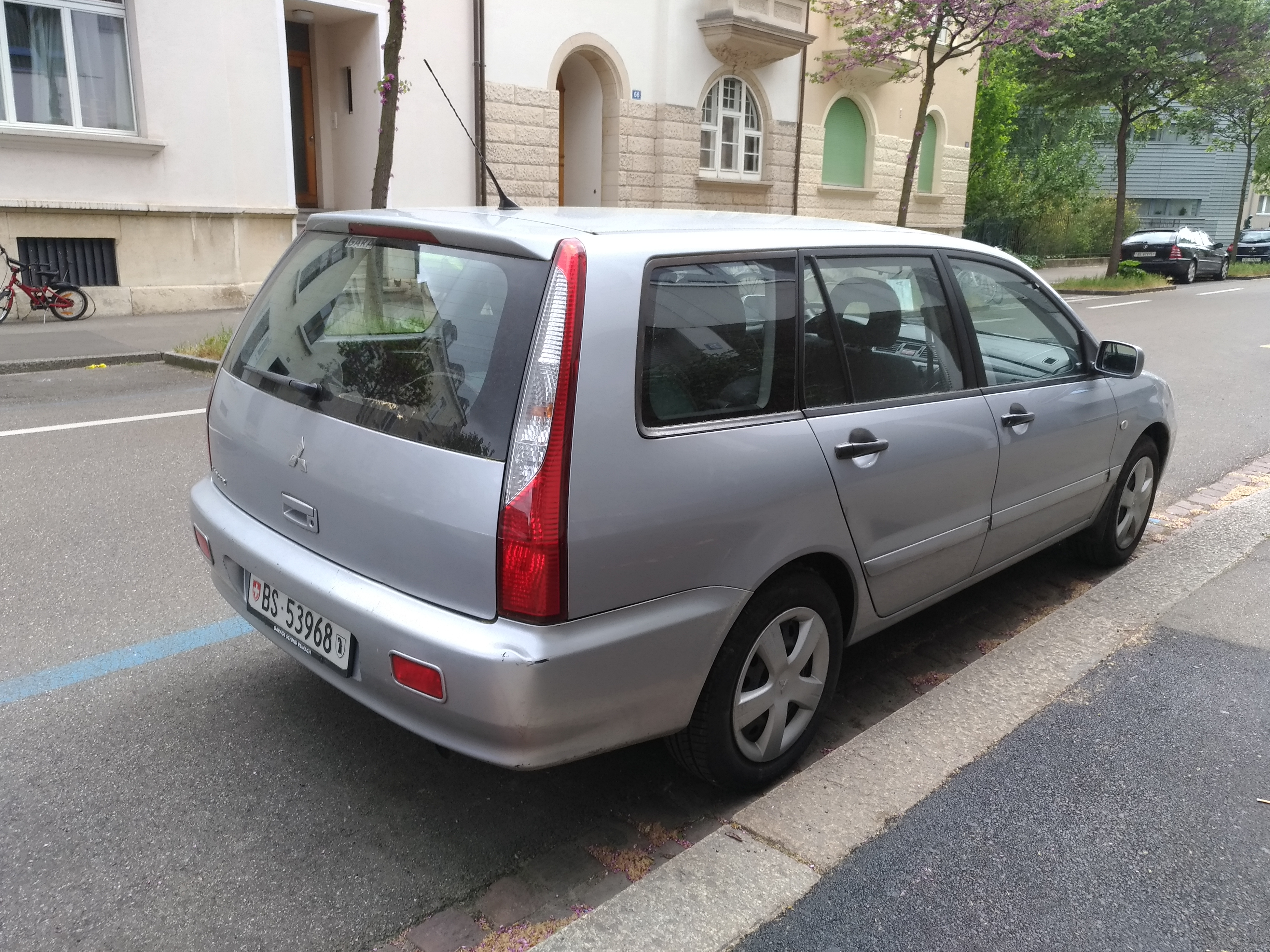
Mitsubishi Lancer Kombi (2003–2008)
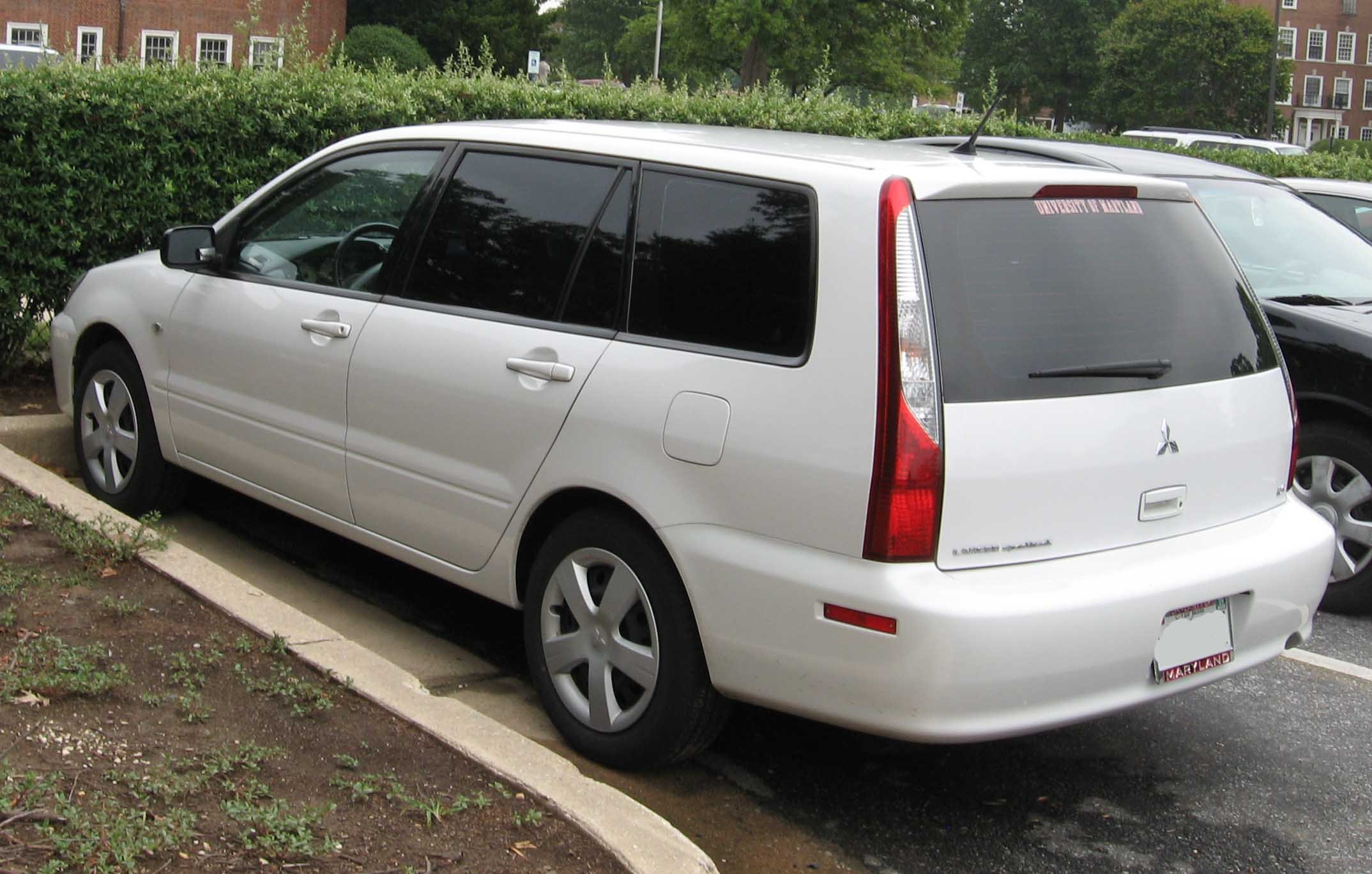
Mitsubishi Lancer Sportback (2004–2005)
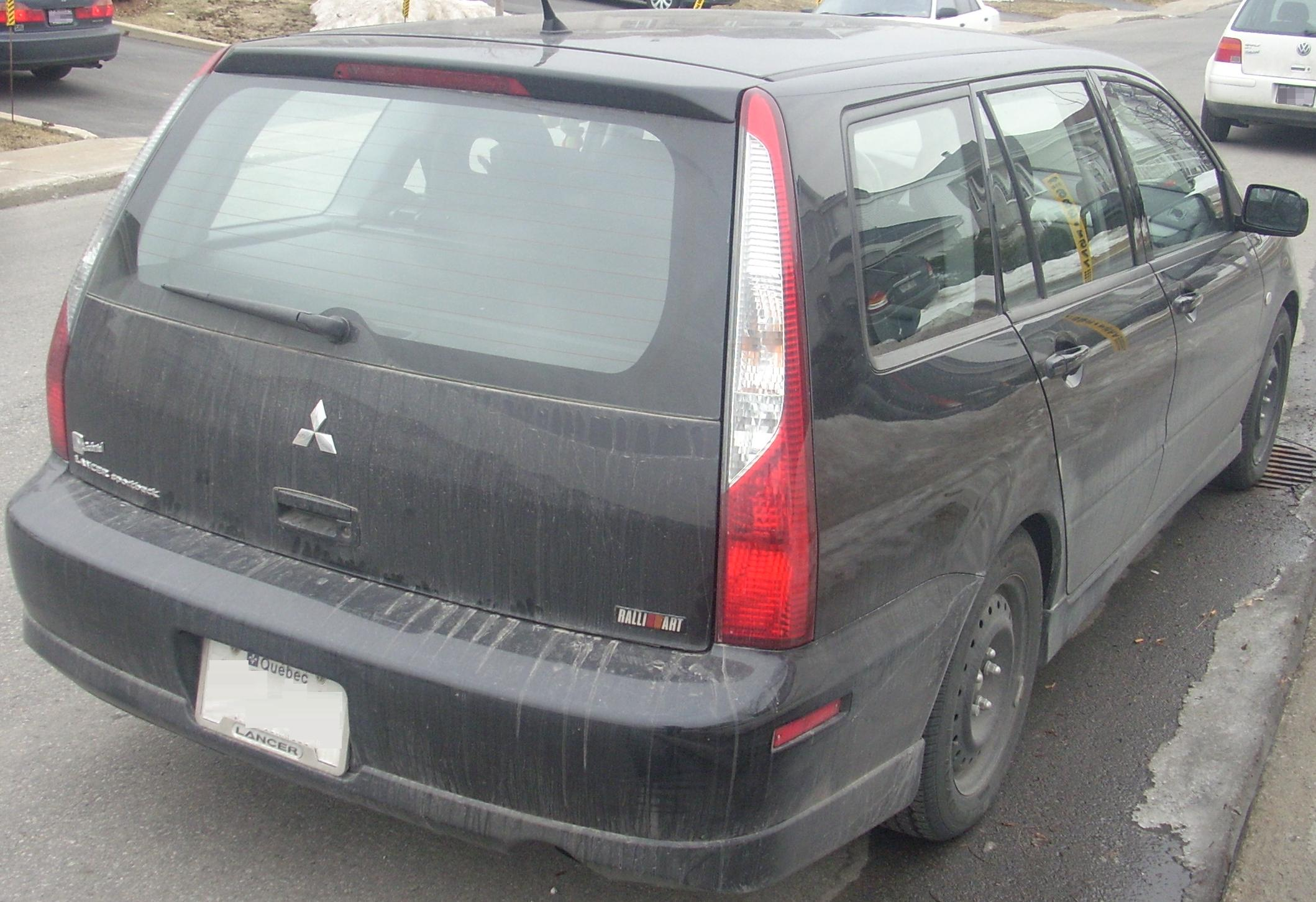
Mitsubishi Lancer Sportback Ralliart

### Motorenpalette
| Modell | Hubraum  | Leistung                      | Max. Drehmoment       | Getriebe                                                 |
| ------ | -------- | ----------------------------- | --------------------- | -------------------------------------------------------- |
| 1.3    | 1299 cm³ | 60 kW (82 PS) bei 5000 min−1  | 120 Nm bei 4000 min−1 | mit Fünfgang-Schaltgetriebe                              |
| 1.6    | 1584 cm³ | 72 kW (98 PS) bei 5000 min−1  | 150 Nm bei 4000 min−1 | mit Fünfgang-Schaltgetriebe oder 4-Gang-Wandlerautomatik |
| 2.0    | 1997 cm³ | 99 kW (135 PS) bei 5750 min−1 | 176 Nm bei 4500 min−1 | mit Fünfgang-Schaltgetriebe                              |

## Lancer (CY0, 2007–2017)
| Sterne im Euro NCAP-Crashtest |

Im November 2007 wurde der Lancer der achten Generation als Stufenheckversion (Marketingbezeichnung: „Sportlimousine“) in Deutschland eingeführt, während der Kombi des Vorgängers noch rund ein Jahr im Angebot blieb.
Die Limousine teilt sich die Plattform u. a. mit dem Mitsubishi Outlander (CW0W)  und wurde bis Mai 2010 auch wieder mit einem von VW zugekauften 2,0-Liter-Turbodieselmotor angeboten. Der ab Juni 2010 angebotene 1,8-Liter-Turbodiesel ist eine Eigenentwicklung. Das Design der Limousine stammt vom italienischen Designer Pininfarina.
Am 15. November 2008 folgte eine Schrägheckausführung (Marketingbezeichnung: „Sportback“), die die bisherige Kombiversion ablöste. Anfang 2009 kam noch ein neuentwickelter Dieselmotor hinzu, der die Euro-5-Norm erfüllt. 
Im Juni 2010 wurde die Baureihe einem technischen Facelift unterzogen, dies machte sich vor allem durch ein verändertes Ausstattungsniveau und Innenraumdesign bemerkbar.

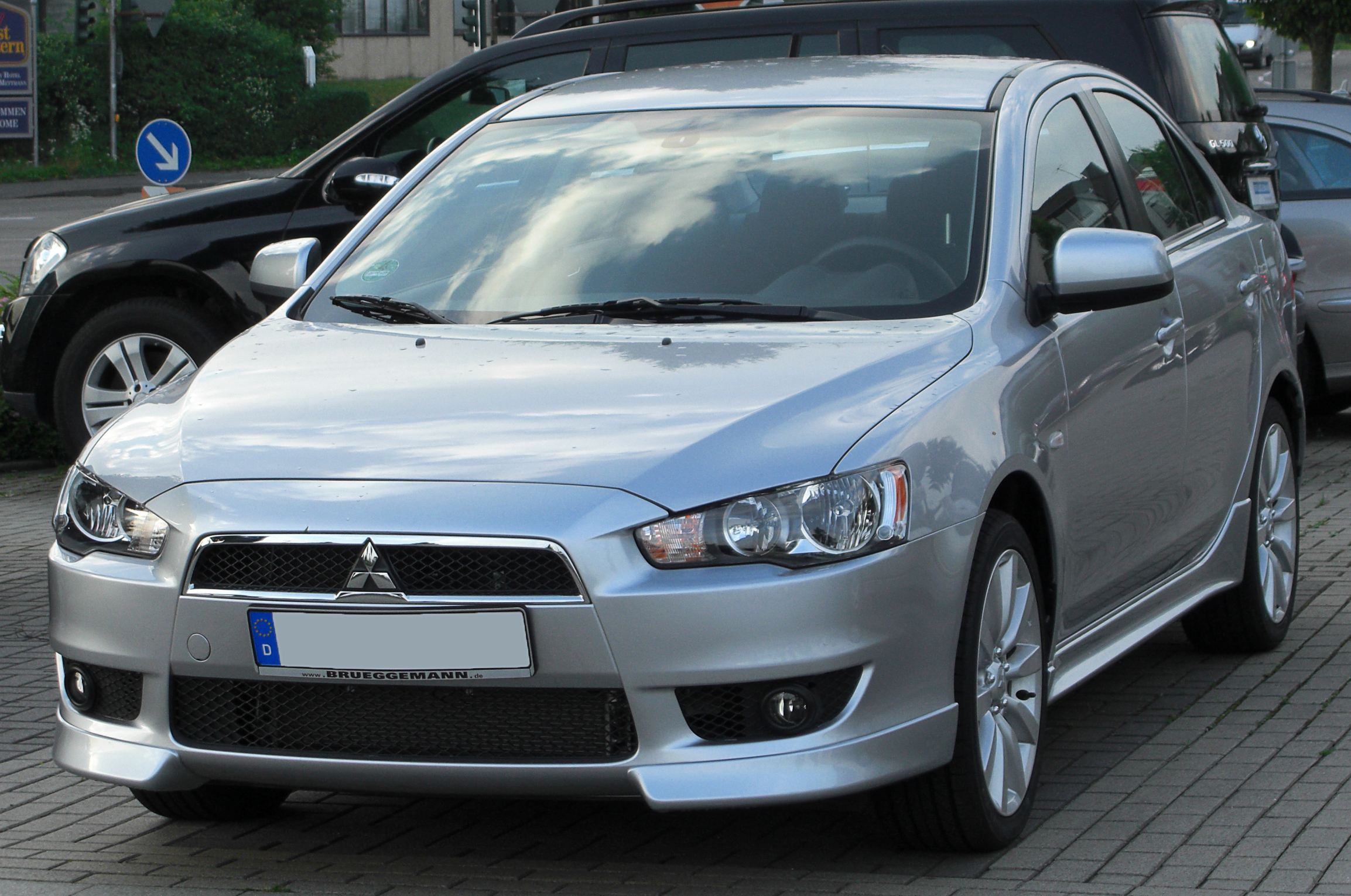
Mitsubishi Lancer Stufenheck („Sportlimousine“) (2007–2017)
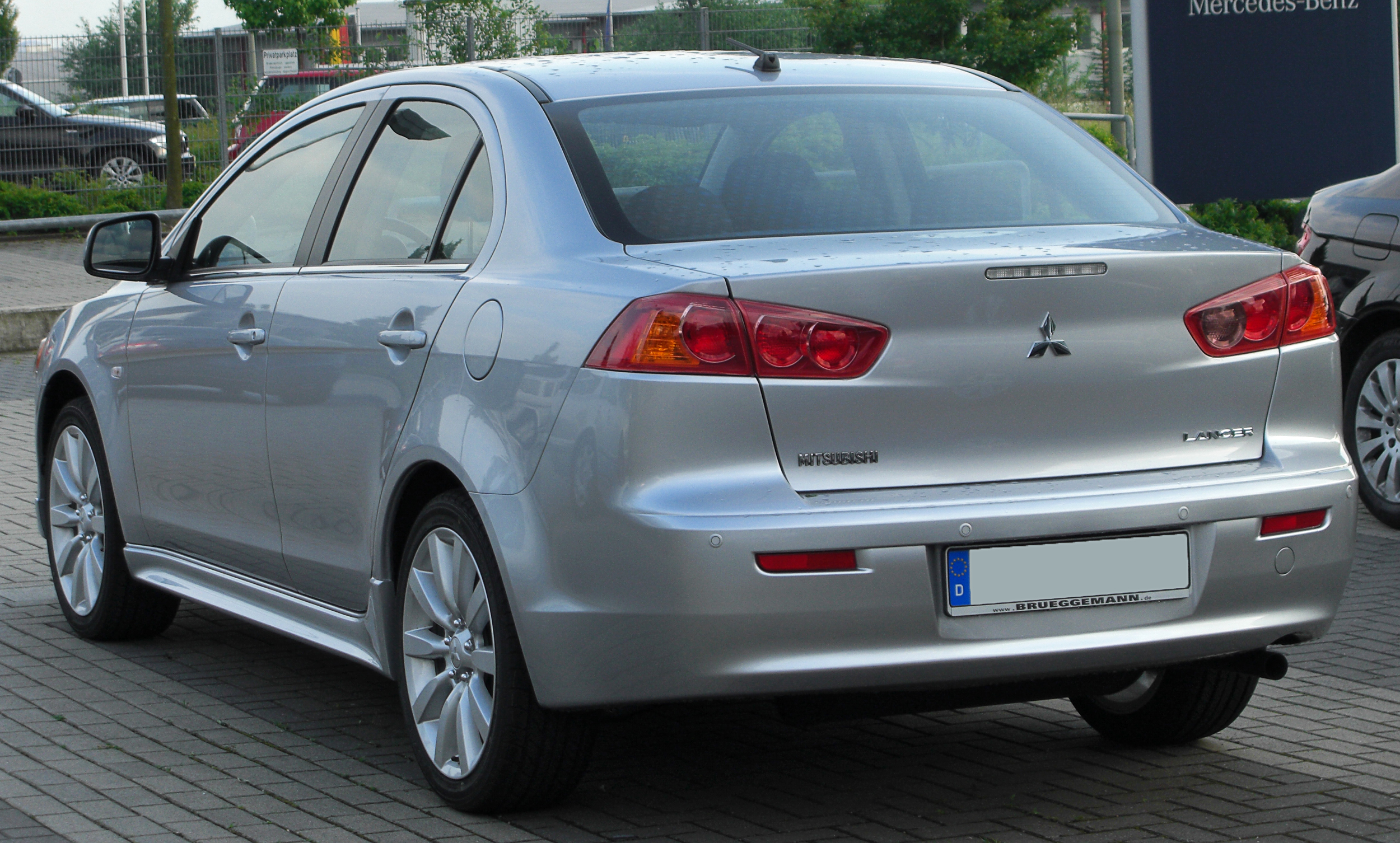
Heckansicht des Stufenhecks
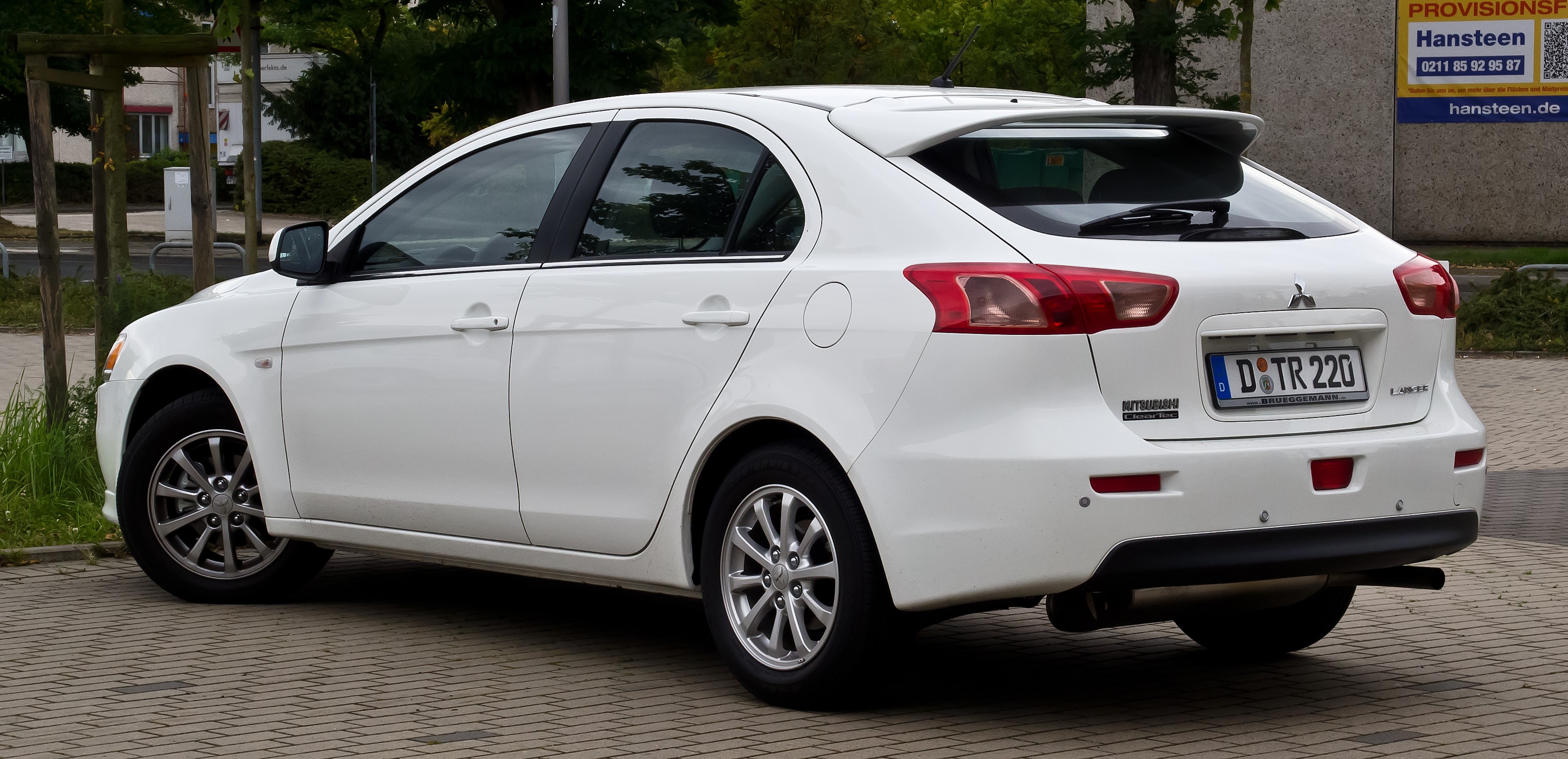
Mitsubishi Lancer Schrägheck („Sportback“) (2008–2017)
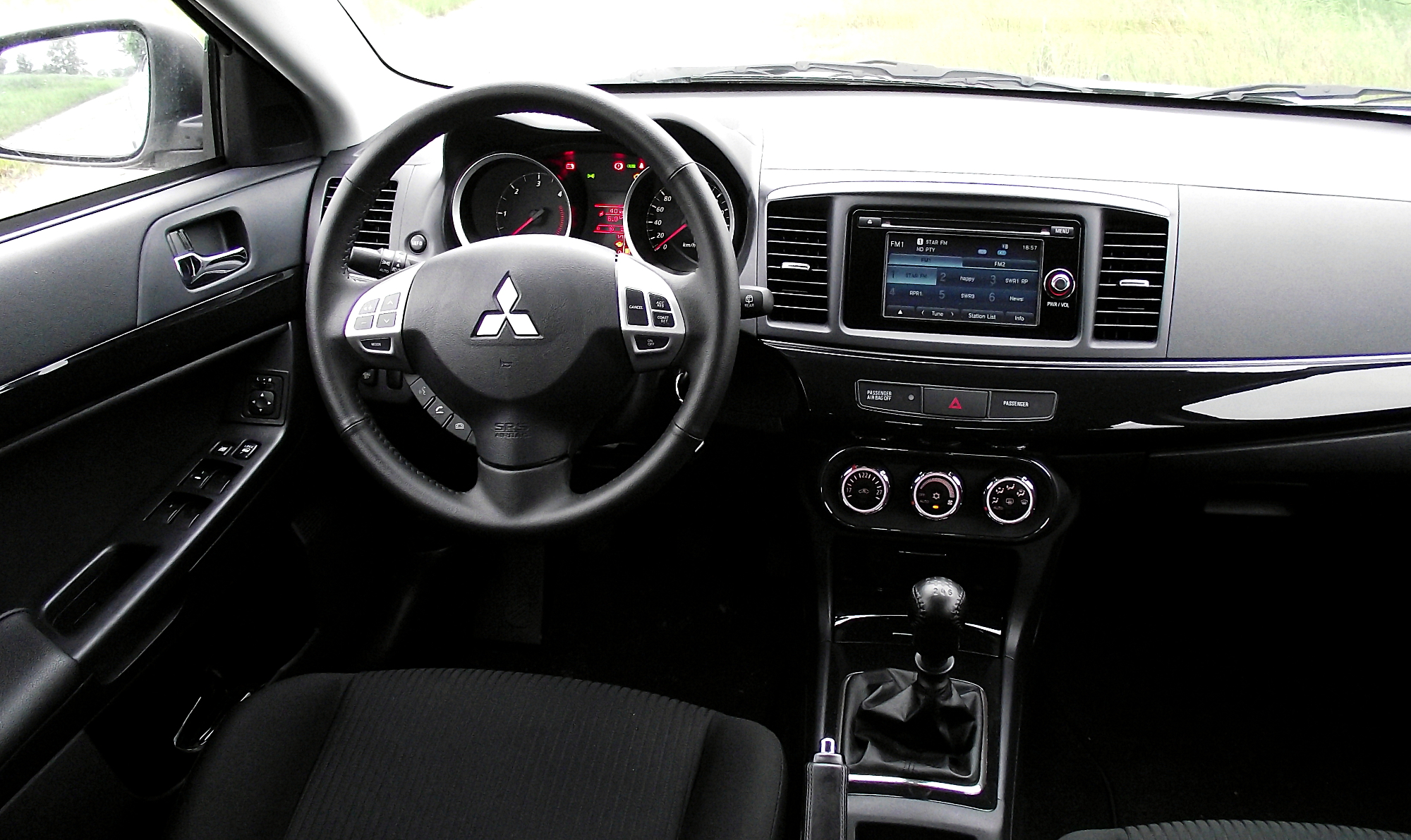
Interieur im Lancer Schrägheck („Sportback“) (Modelljahr 2013)

Im Oktober 2009 wurde auf der Mondial de l’Automobile in Paris die Schrägheck-Variante „Ralliart“ vorgestellt. Die Motorisierung besteht aus dem auf 177 kW (241 PS) gedrosselten Ottomotor mit Abgasturbolader des Evolution X. Neben dem Motor und dem Doppelkupplungsgetriebe teilt sich der Ralliart auch die Aluminiummotorhaube und den Frontstoßfänger mit dem Evolution. Die Limousine war ebenfalls in der Ralliart-Ausführung mit der Front des Evolution X erhältlich.
Anfang 2011 wurde er aufgrund der zu geringen Nachfrage wieder eingestellt.

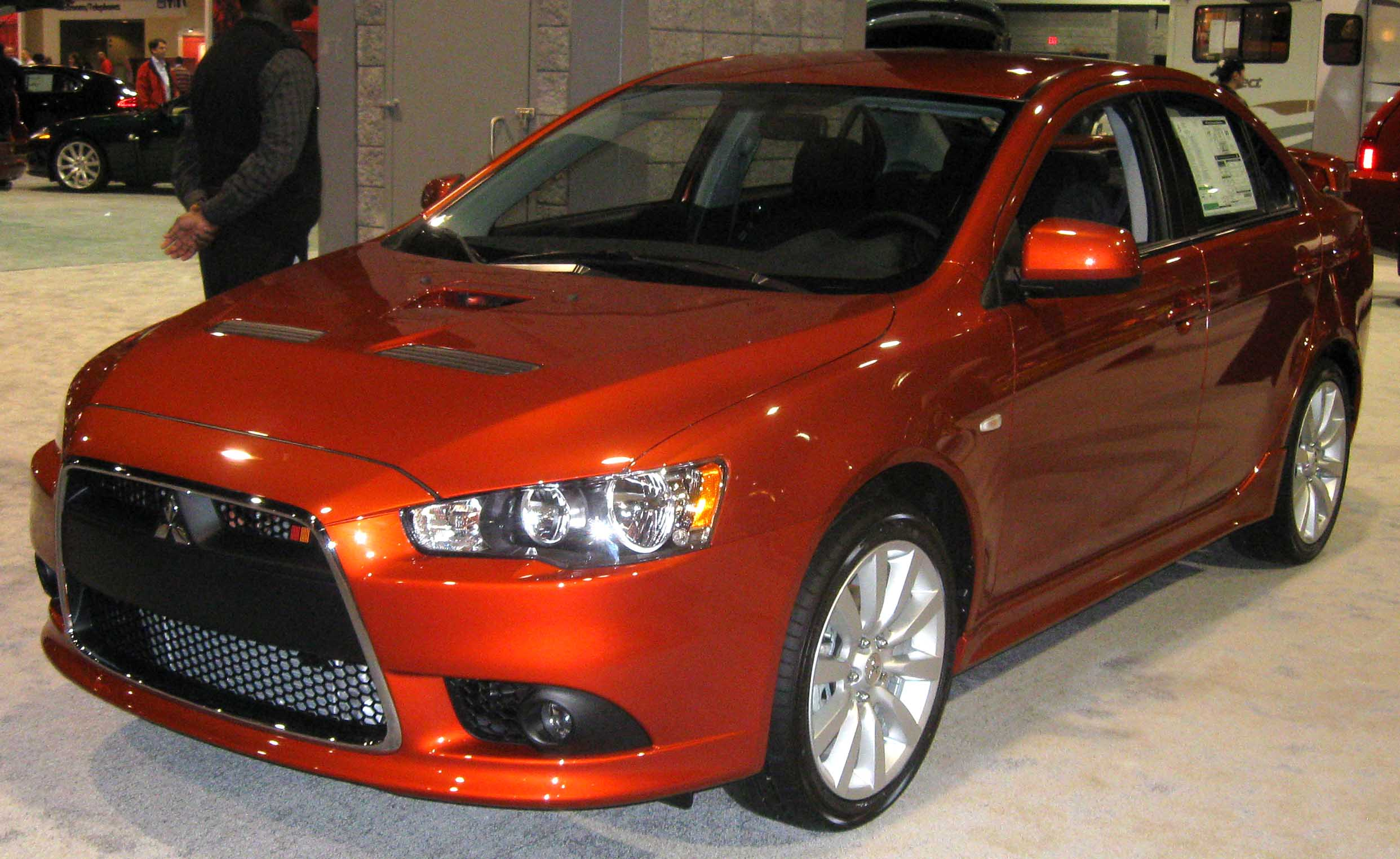
Mitsubishi Lancer Stufenheck („Sportlimousine“) Ralliart (2009–2011)
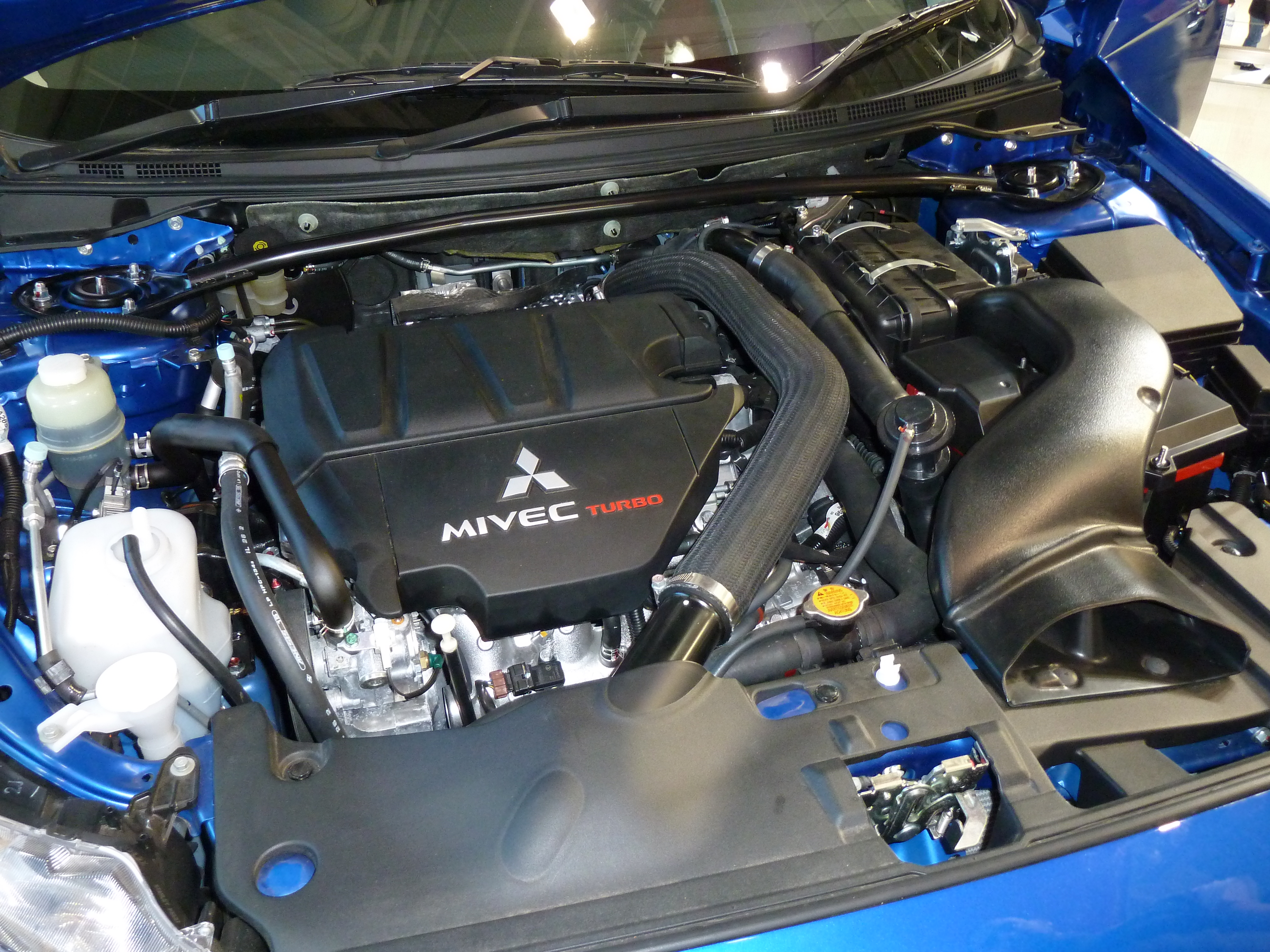
Motoransicht

In Japan selbst hieß der Lancer der achten Generation „Galant Fortis“; die Modellreihe Galant wurde 2008 aufgegeben.
2010 gab es Bilder eines Prototyps, die einen Lancer mit Dodge-Emblemen und dem typischen Crosshair-Kühlergrill zeigten. Auf den Bildern trug das Modell „Dodge-Caliber“-Schriftzüge. Diese Variante wurde jedoch nie verwirklicht.
Im August 2017 stellte Mitsubishi Motors die Produktion der achten Generation ein. Lediglich in Taiwan und China erhielt das Fahrzeug mit dem Grand Lancer bzw. Lancer EX ein Nachfolgemodell. Don Swearingen, Vizepräsident von Mitsubishi Motors, betonte, der Hersteller wolle sich in Zukunft auf Crossover und SUV fokussieren.

### Motorisierungen zur Markteinführung des Lancer (CY0)
Mitte 2010 wurde die gesamte Motorenpalette umgestellt, sodass ein Ottomotor und zwei Dieselmotoren für den Lancer verfügbar sind. Der Lancer Evolution wurde durch einen 2,0-Liter Ottomotor mit Abgasturbolader angetrieben.
| Modell                   | Hubraum   | Leistung                       | Max. Drehmoment            | Getriebe                                                                  | Bauzeit                                                       |
| Ottomotor                | Ottomotor | Ottomotor                      | Ottomotor                  | Ottomotor                                                                 | Ottomotor                                                     |
| ------------------------ | --------- | ------------------------------ | -------------------------- | ------------------------------------------------------------------------- | ------------------------------------------------------------- |
| 1.5 MIVEC                | 1499 cm³  | 80 kW (109 PS) bei 6000 min−1  | 143 Nm bei 4000 min−1      | mit Fünfgang-Schaltgetriebe                                               | 06/2008–05/2010                                               |
| 1.8 MIVEC                | 1798 cm³  | 103 kW (140 PS) bei 6000 min−1 | 176 Nm bei 4250 min−1      | mit Fünfgang-Schaltgetriebe oder 6-Stufen-CVT-Getriebe                    | seit 06/2010 (seit 2012 nicht mehr in Deutschland erhältlich) |
| 1.8 MIVEC                | 1798 cm³  | 105 kW (143 PS) bei 6000 min−1 | 178 Nm bei 4250 min−1      | mit Fünfgang-Schaltgetriebe oder 6-Stufen-CVT-Getriebe                    | 09/2007–05/2010                                               |
| 2.0 MIVEC                | 1998 cm³  | 110 kW (150 PS) bei 6000 min−1 | 198 Nm bei 4250 min−1      | mit Fünfgang-Schaltgetriebe oder 6-Stufen-CVT-Getriebe                    | 09/2007–05/2010                                               |
| 2.0 MIVEC Turbo Ralliart | 1998 cm³  | 177 kW (241 PS) bei 6000 min−1 | 343 Nm bei 2500–4750 min−1 | 6-Gang-Doppelkupplungsgetriebe (TC-SST) und permanentem Allradantrieb AWC | 10/2009–06/2011                                               |
| Dieselmotor              |           |                                |                            |                                                                           |                                                               |
| 1.8 DI-D MIVEC ClearTec  | 1798 cm³  | 85 kW (116 PS) bei 4000 min−1  | 300 Nm bei 2000–2500 min−1 | mit Fünfgang/Sechsgang-Schaltgetriebe                                     | 06/2010–06/2013                                               |
| 1.8 DI-D MIVEC ClearTec  | 1798 cm³  | 110 kW (150 PS) bei 4000 min−1 | 300 Nm bei 2000 min−1      | mit Sechsgang-Schaltgetriebe                                              | 06/2010–06/2013                                               |
| 2.0 DI-D Turbo           | 1968 cm³  | 103 kW (140 PS) bei 4000 min−1 | 310 Nm bei 1750 min−1      | mit Sechsgang-Schaltgetriebe                                              | 06/2008–05/2010                                               |

### Motorisierungen ab 2010
|                                                             | 1.6 MIVEC                | 1.8 MIVEC                | 2.0 MIVEC (Australien und USA)                       | 2.0 MIVEC (Evolution) (bis 2016) | 2.0 MIVEC Final (bis 2016) | 2.0 MIVEC (Großbritannien) (bis 2016) | 2.0 MIVEC (Großbritannien) (bis 2016) | 2.4 MIVEC (Australien und USA) | 1.8 DI-D (bis 2015)      |
| ----------------------------------------------------------- | ------------------------ | ------------------------ | ---------------------------------------------------- | -------------------------------- | -------------------------- | ------------------------------------- | ------------------------------------- | ------------------------------ | ------------------------ |
| Motor                                                       | Ottomotor                | Ottomotor                | Ottomotor                                            | Ottomotor                        | Ottomotor                  | Ottomotor                             | Ottomotor                             | Ottomotor                      | Dieselmotor              |
| Motortyp                                                    | Vierzylinder-Reihenmotor | Vierzylinder-Reihenmotor | Vierzylinder-Reihenmotor                             | Vierzylinder-Reihenmotor         | Vierzylinder-Reihenmotor   | Vierzylinder-Reihenmotor              | Vierzylinder-Reihenmotor              | Vierzylinder-Reihenmotor       | Vierzylinder-Reihenmotor |
| Motoraufladung                                              | –                        | –                        | –                                                    | Abgasturbolader                  | Abgasturbolader            | Abgasturbolader                       | Abgasturbolader                       | –                              | Abgasturbolader          |
| Gemischaufbereitung                                         |                          |                          |                                                      |                                  |                            |                                       |                                       |                                | Common-Rail-Einspritzung |
| Hubraum                                                     | 1590 cm³                 | 1798 cm³                 | 1998 cm³                                             | 1998 cm³                         | 1998 cm³                   | 1998 cm³                              | 1998 cm³                              | 2360 cm³                       | 1798 cm³                 |
| max. Leistung bei min−1                                     | 86 kW (117 PS)/ 6000     | 103 kW (140 PS)/ 6000    | 110 kW (150 PS)/ 6000                                | 217 kW (295 PS)/ 6500            | 226 kW (307 PS)/ 6700      | 242 kW (329 PS)/ 6500                 | 264 kW (359 PS)/ 6500                 | 125 kW (170 PS)/ 6000          | 85 kW (116 PS)/ 3500     |
| max. Drehmoment bei min−1                                   | 154 Nm/ 4000             | 176 Nm/ 4200             | 197 Nm/ 4200                                         | 366 Nm/ 3500                     | 414 Nm/ 4000               | 437 Nm/ 3500                          | 492 Nm/ 3500                          | 226 Nm/ 4200                   | 300 Nm/ 1750–2250        |
| Getriebeart, serienmäßig                                    | 5-Gang-Schaltgetriebe    | 6-Stufen-CVT-Getriebe    | 5-Gang-Schaltgetriebe                                | 5-Gang-Schaltgetriebe            | 5-Gang-Schaltgetriebe      | 5-Gang-Schaltgetriebe                 | 5-Gang-Schaltgetriebe                 | 5-Gang-Schaltgetriebe          | 6-Gang-Schaltgetriebe    |
| Getriebeart, optional                                       | –                        | 6-Stufen-CVT-Getriebe    | 6-Gang Doppelkupplungsgetriebe mit Super Sport Modus | –                                | –                          | –                                     | 6-Stufen-CVT-Getriebe                 | -                              | -                        |
| Leergewicht, inkl. 75 kg Fahrergewicht                      | 1335–1375 kg             | 1450 kg                  | –                                                    | 1635–1665 kg                     | 1588 kg                    | 1560 kg                               | 1560 kg                               | –                              | 1490 kg                  |
| maximale Zuladung                                           | 415–425 kg               | 450 kg                   | –                                                    | 375–405 kg                       | 452 kg                     | 480 kg                                | 480 kg                                | –                              | 450 kg                   |
| Beschleunigung, 0–100 km/h                                  | 10,7–11,1 s              | 11,9 s                   | –                                                    | 5,4–5,6 s                        | 5,7 s                      | 4,4 s                                 | 4,1 s                                 | –                              | 10,2 s                   |
| Höchstgeschwindigkeit                                       | 188–191 km/h             | 192 km/h                 | –                                                    | 242 km/h                         | 240 km/h                   | 250 km/h                              | 250 km/h                              | –                              | 193 km/h                 |
| Kraftstoffverbrauch (Normverbrauch) auf 100 km (kombiniert) | 5,5 l Super              | 6,6 l Super              | –                                                    | 10,5 l Super Plus                | 13,5 l Super Plus          | 11,1 l Super Plus                     | 14,2 l Super Plus                     | –                              | 4,8 l Diesel             |
| CO2-Emission (kombiniert)                                   | 128 g/km                 | 153 g/km                 | –                                                    | 243 g/km                         |                            | 257 g/km                              | 328 g/km                              | –                              | 129 g/km                 |
| Abgasnorm nach EU-Klassifikation                            | Euro 6                   | Euro 6                   | –                                                    | Euro 6                           | Euro 6                     | Euro 6                                | Euro 6                                | –                              | Euro 5                   |

## Grand Lancer/Lancer EX (2017–2024)
Im Januar 2017 gab Mitsubishi Motors bekannt, den Namen Lancer für eine weitere Modellgeneration zu verwenden, die jedoch nur in Taiwan und China verkauft werde. Die neunte Generation wurde von der China Motor Corporation auf Basis des Vorgängermodells entwickelt. In Taiwan erhielt das ab Februar 2017 verkaufte Fahrzeug die Modellbezeichnung Grand Lancer, auf dem chinesischen Markt wurde die neunte Generation als Lancer EX vermarktet. Den Antrieb übernimmt der aus dem Vorgängermodell bekannte 103 kW (140 PS) starke 1,8-Liter-Ottomotor.

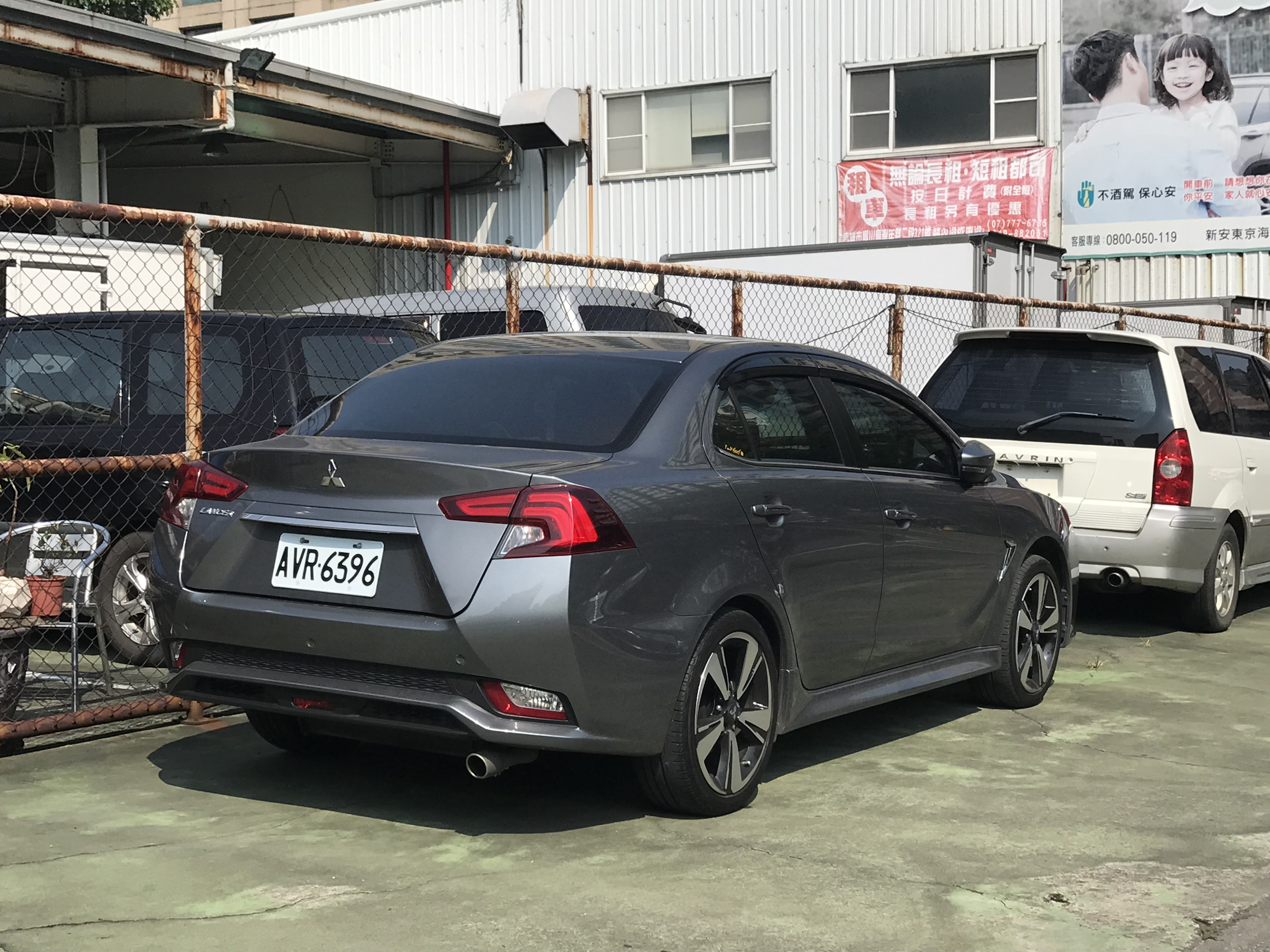
Heckansicht

### Technische Daten
|                           | Grand Lancer 1.8       |
| Bauzeitraum               | 02/2017–03/2024        |
| Motorkenndaten            |                        |
| Motortyp                  | R4-Ottomotor           |
| Hubraum                   | 1798 cm³               |
| max. Leistung bei min−1   | 103 kW (140 PS) / 6000 |
| max. Drehmoment bei min−1 | 176 Nm / 4200          |
| Kraftübertragung          |                        |
| Antrieb                   | Vorderradantrieb       |
| Getriebe                  | 6-Stufen-CVT-Getriebe  |

### Mitsubishi Aspire
Ausschließlich in Australien wird dort die Limousine des Lancer neben höherwertiger Ausstattung mit einem 2,4-Liter-Ottomotor ausgestattet und als Mitsubishi Aspire vermarktet.

## Lancer Evolution (1992–2016)

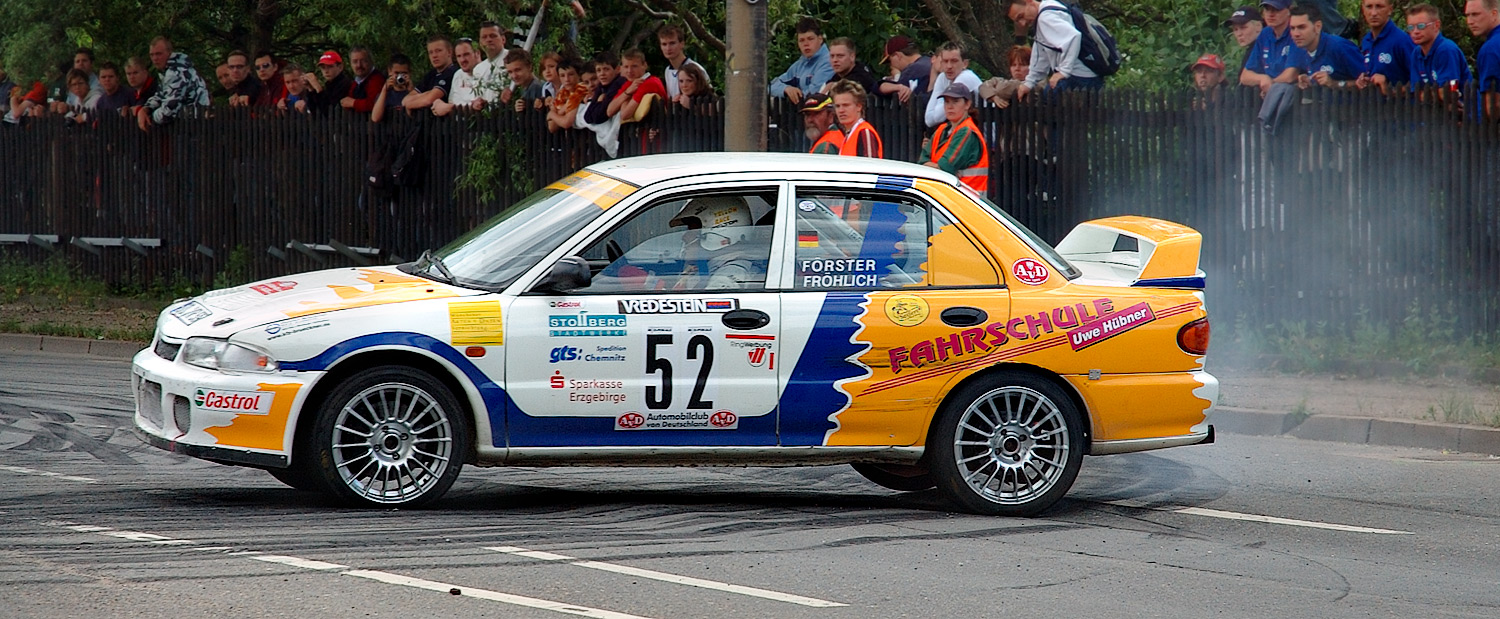
Mitsubishi Lancer Evo II bei der AvD-Sachsen-Rallye 2005 der DRM

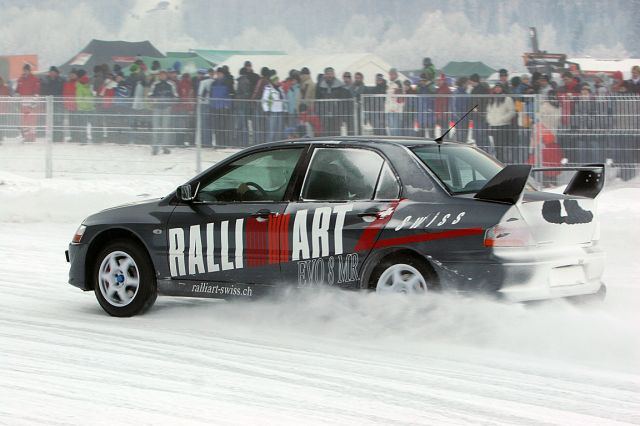
Ein Mitsubishi Lancer Evo VIII bei einem Eisrennen im Bregenzerwald

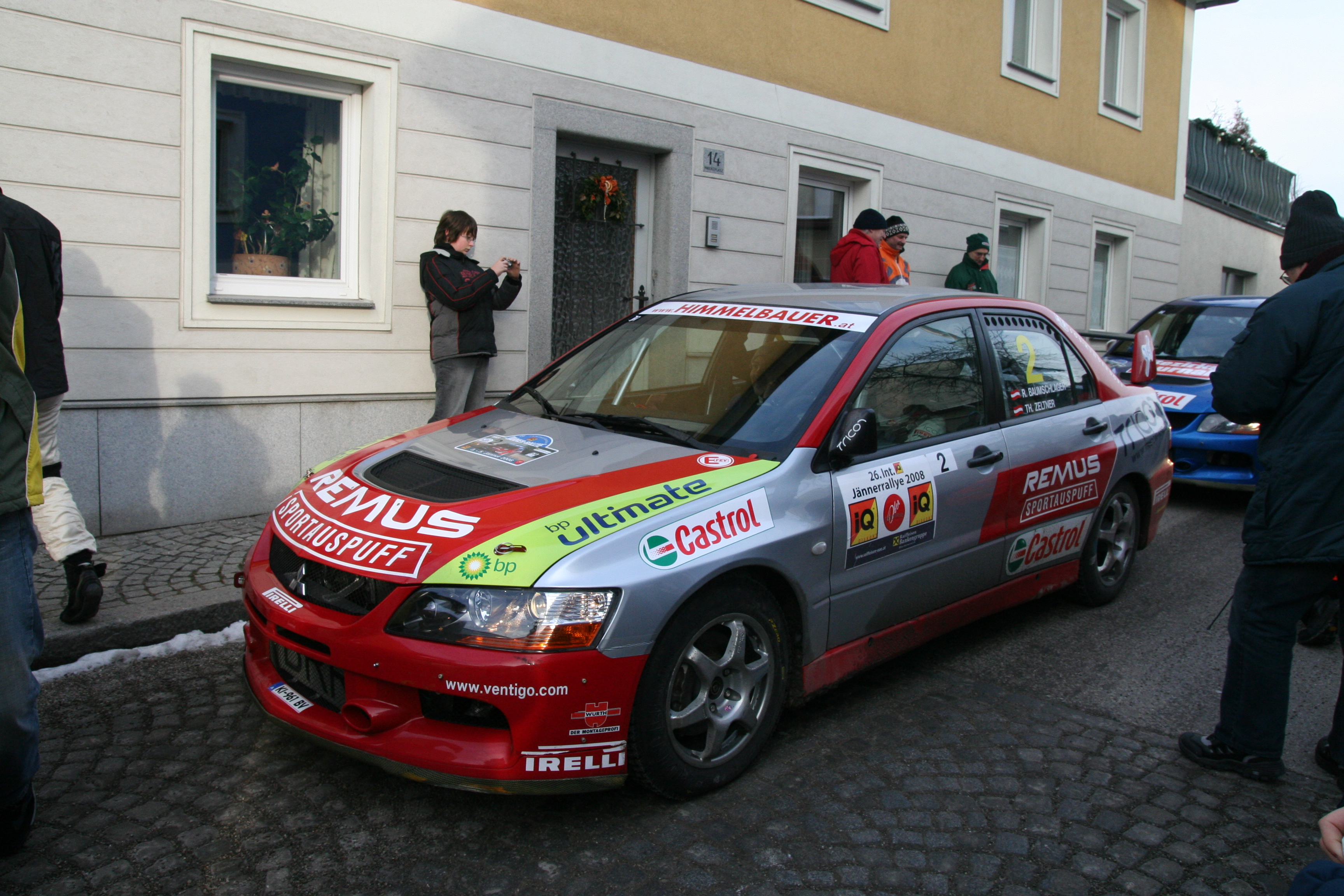
Raimund Baumschlager bei der Jänner-Rallye 2008 mit einem Mitsubishi Lancer Evo IX

Bekannt wurde der Lancer vor allem im Motorsport bzw. Autosport – und hier ganz besonders durch zahlreiche Rallye- und Rallycross-Erfolge des Modells Mitsubishi Lancer Evolution, in seinen diversen Entwicklungsstufen von Evo (I) bis derzeit Evo X. Ende 2005 wurde der Evo X bereits als Studie Concept X vorgestellt. Der Lancer Evolution ist darüber hinaus der Technologieträger für das Fahrdynamiksystem Active Yaw Control.
Im September 2015 gab Mitsubishi bekannt, dass die Evo-Produktion nach nunmehr 24 Jahren eingestellt wird. Zum Ende der Produktion wird es in den USA eine auf 1600 limitierte Auflage des Fahrzeuges in der Final Edition geben. Der bekannte Motor leistet hier 307 PS bei 413 Newtonmetern.

### Geschichte
Die Produktion des Evolution I startete im Jahr 1992 mit 184 kW (250 PS) und wurde 5.000 Mal gebaut. In der Rallye-WM debütierte dieses Fahrzeug 1993 mit einem aufsehenerregenden aktiven Differenzial. 1994 folgte der Evo II mit 191 kW (260 PS), überarbeitetem Fahrwerk und verbesserter Aerodynamik. Umfassende optische Änderungen und 199 kW (270 PS) wurden dem EVO III 1995 mit auf den Weg gegeben. 1996 schaffte Tommi Mäkinen mit diesem Modell fünf WM-Lauf-Siege und gewann den Titel. 1996 überraschte eine völlig neue Karosserie und ein 206-kW-Motor (280 PS) im Evo IV. Mit dem Evo V schickte Mitsubishi 1998 eine noch aggressiver wirkende Karosserie ins Rennen.
Nach zwei weiteren Fahrertiteln holt Mäkinen 1999 auch mit dem neuen, im Detail verbesserten Evo VI die Rallye-Krone. In der siebten Evolutionsstufe namens Evo VII zeigt Mitsubishi erstmals eine Rallye-Basis mit einstellbaren, aktiven Differenzialen und Alu-Leichtbaufahrwerk.
Da es den Mitsubishi Lancer von 1999 bis 2003 offiziell in Deutschland nicht gab, wurde der auf ihm basierende Evolution zeitweise als Carisma GT Evolution verkauft.
Als Motor des inzwischen auf dem Fahrwerk des Mitsubishi Pajero basierenden Sportwagens dient ein turbogeladener Reihenvierzylinder mit 2 Liter Hubraum (entsprechend den geltenden FIA-Vorschriften für WRCs, Gruppe-A- und Gruppe-N-Fahrzeuge) mit den Kennbuchstaben 4G63, der seit seinem ersten Einsatz im Evo (I) kontinuierlich weiterentwickelt wurde und im Lancer Evo IX über eine verstellbare Einlassnockenwelle verfügt und die Euro-4-Abgasnorm erfüllt.
Anfang 2006 wurde in Japan zum ersten Mal auch eine Kombivariante des Evo IX angeboten, die jedoch nie auf dem europäischen Markt erhältlich war.
Bei der OMV-ADAC Rallye Deutschland im Rahmen der WRC wurde erstmals ein auf Basis des Evo VI von OMV (ein internationales Öl- und Gas-Unternehmen aus Österreich) entwickelter Rallyewagen mit Erdgasantrieb als Vorausfahrzeug eingesetzt.

### Evolution X
Von 2009 bis 2016 war die zehnte und letzte Auflage des Klassikers auf dem Markt. Das Fahrzeug basiert auf dem Prototyp Concept X, der bereits 2005 auf der 39. Tokyo Motor Show vorgestellt wurde. Der aktuelle Mitsubishi Lancer Evolution X leistet nunmehr 217 kW (295 PS) und erzeugt dabei ein Drehmoment von 366 Nm. Im Ausland (z. B. Großbritannien) erreicht derselbe Motor bis zu 492 Nm Drehmoment bei 359 PS; das maximal erreichbare Drehmoment musste wegen der Abgasnorm „Euro 4“ für den kontinental-europäischen Markt gedrosselt werden.
Der neue Evo X hat Komfortmerkmale wie z. B. Xenon-Scheinwerfer, Kurvenlicht und Regensensor, die erstmals in einem Evolution-Modell erscheinen. Der Motor basiert auf dem mit Chrysler und Hyundai gemeinsam entwickelten „Weltmotor“; ein Triebwerk, das in verschiedenen Modellen (mit teils verschiedenen Leistungen) eingebaut wird. Im Gegensatz zu den Vorgängermodellen besteht der neue Motor aus Aluminium und die Ansaugseite des Zylinderkopfes liegt in Fahrtrichtung vorn und die Abgasseite hinten, wodurch der Motor tiefer eingebaut werden kann, dies trägt zur besseren Gewichtsverteilung bei. Zur Gewichtsreduktion trägt bei, dass Motorhaube, beide Frontkotflügel und das Dach (sowie der Heckflügel) aus Aluminium bestehen.
Das 5-Gang-Schaltgetriebe ist zwar immer noch Serie (Ausführung „GSR“), man kann jedoch erstmals im Lancer Evolution auch das sequenzielle Doppelkupplungsgetriebe namens SST ordern (Ausführung „MR“). Damit kann man von den Schaltprogrammen zwischen „Normal“ zu „Sport“ oder sogar zu „Super-Sport“ wechseln. Das Wechseln der Gänge des SST-Getriebes geschieht mit Wippen am Lenkrad, ein Kupplungspedal entfällt. Auch kann der Wagen im 6-Gang-Automatikmodus gefahren werden.
Der Evo ist außerdem serienmäßig mit einem aktiven Mittendifferenzial (ACD) und Giermomentregelung (AYC) ausgestattet. Diese Rallye-Features regulieren das Drehmoment an allen vier Rädern stets im Sinne des Fahrers. Bei Lastwechseln dreht sich das Heck hilfreich ein.

### Konkurrenten
Als einzigen „echten“ Gruppe-N-Konkurrenten der Evo-Modelle wertet man bei Rallyes meistens den Subaru Impreza WRX STi, der den „Evos“ in der Konzeption gleicht (Limousinenkarosserie, Vierzylindermotor, Turboaufladung, Allradantrieb), allerdings über einen Boxermotor verfügt, während der Lancer Evolution einen Reihenmotor verbaut hat.
Die beiden Fahrzeuge werden auch oft in verschiedenen Tests von Autozeitschriften gegeneinander „duelliert“ und verglichen.

### Evolutionsstufen

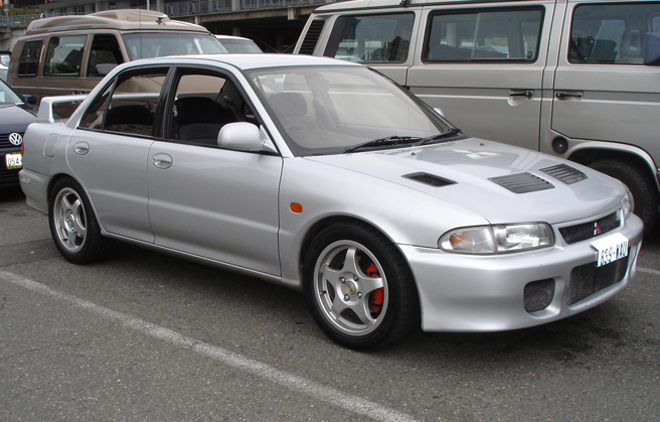
Evo I
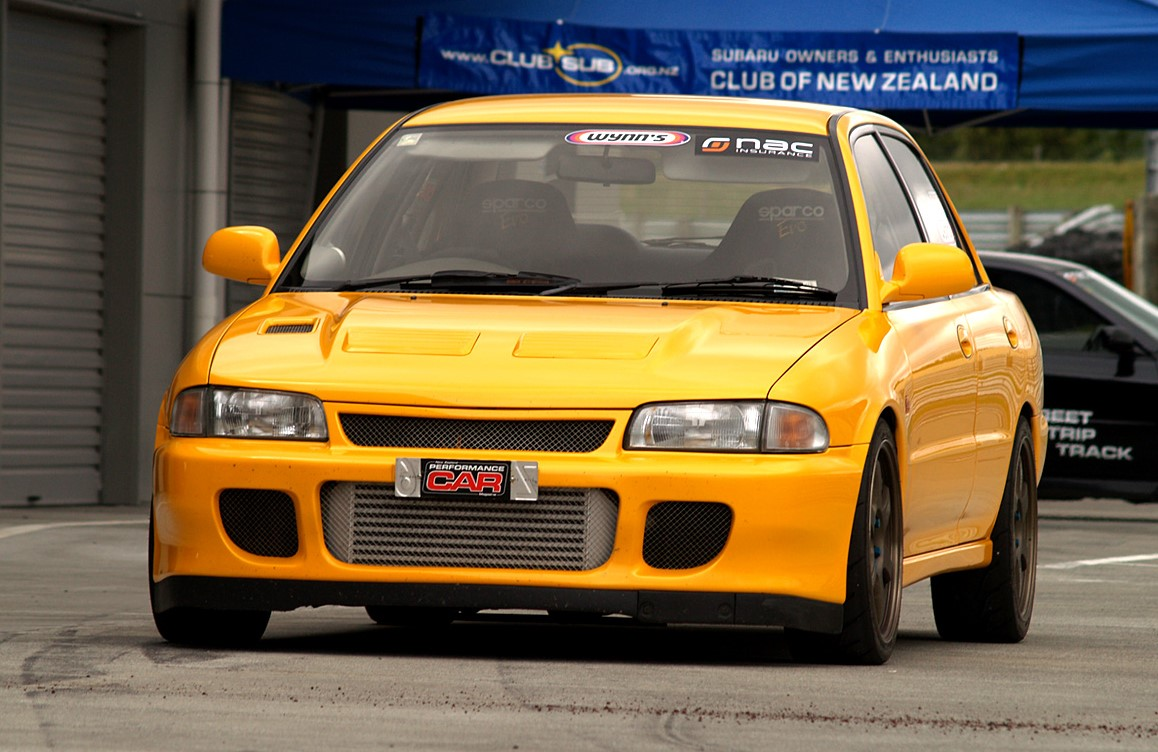
Evo II
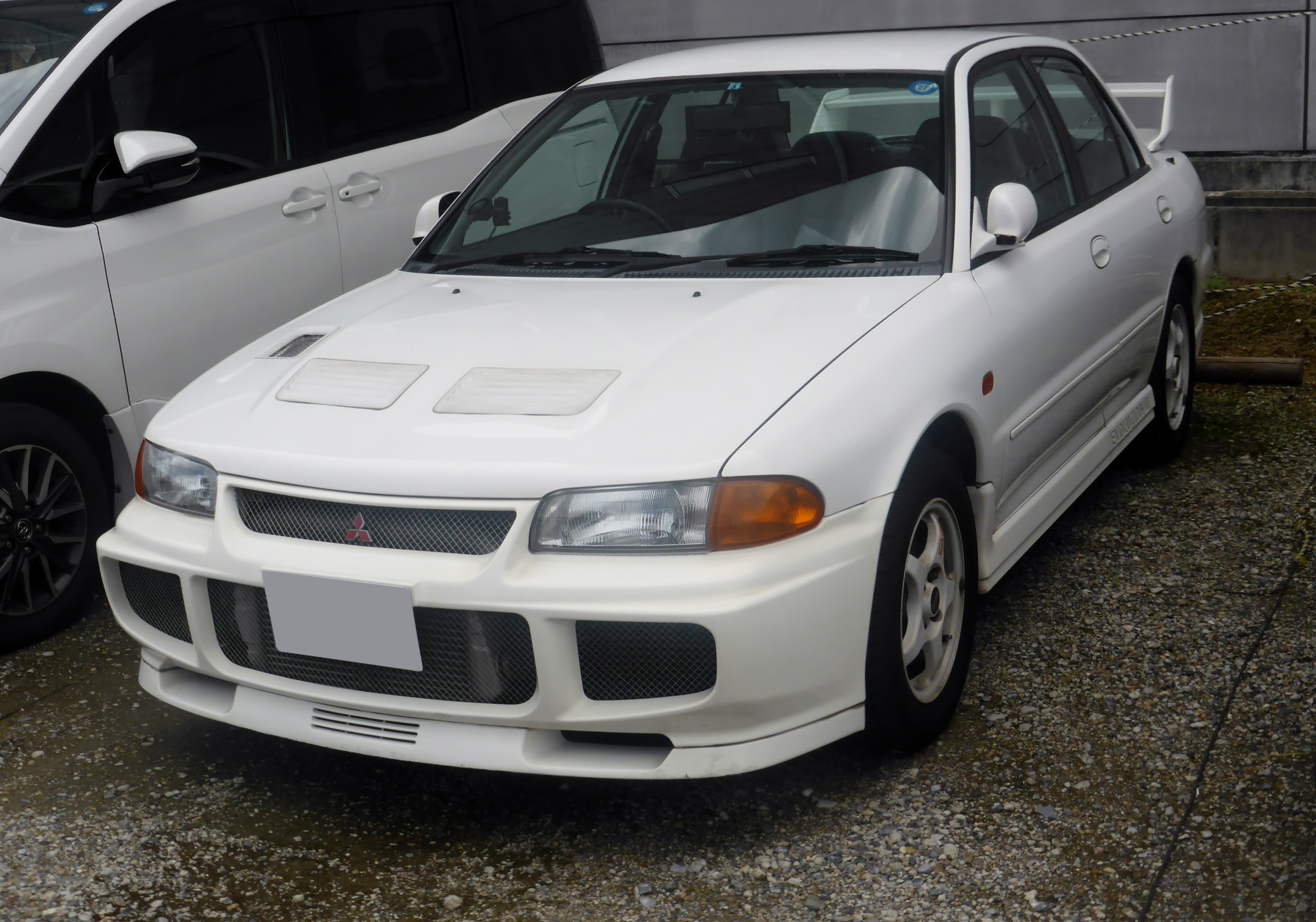
Evo III
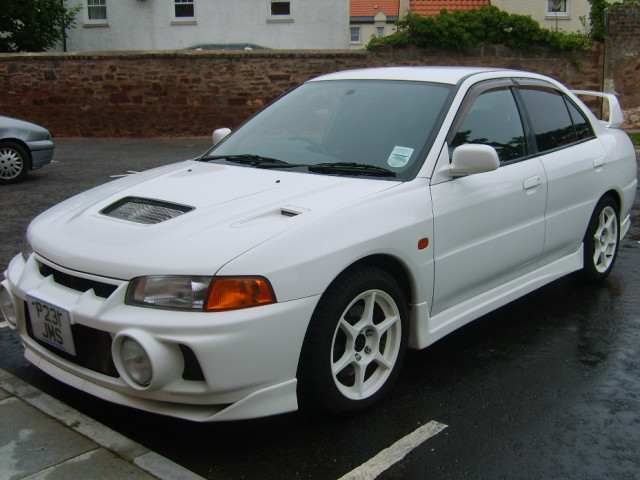
Evo IV
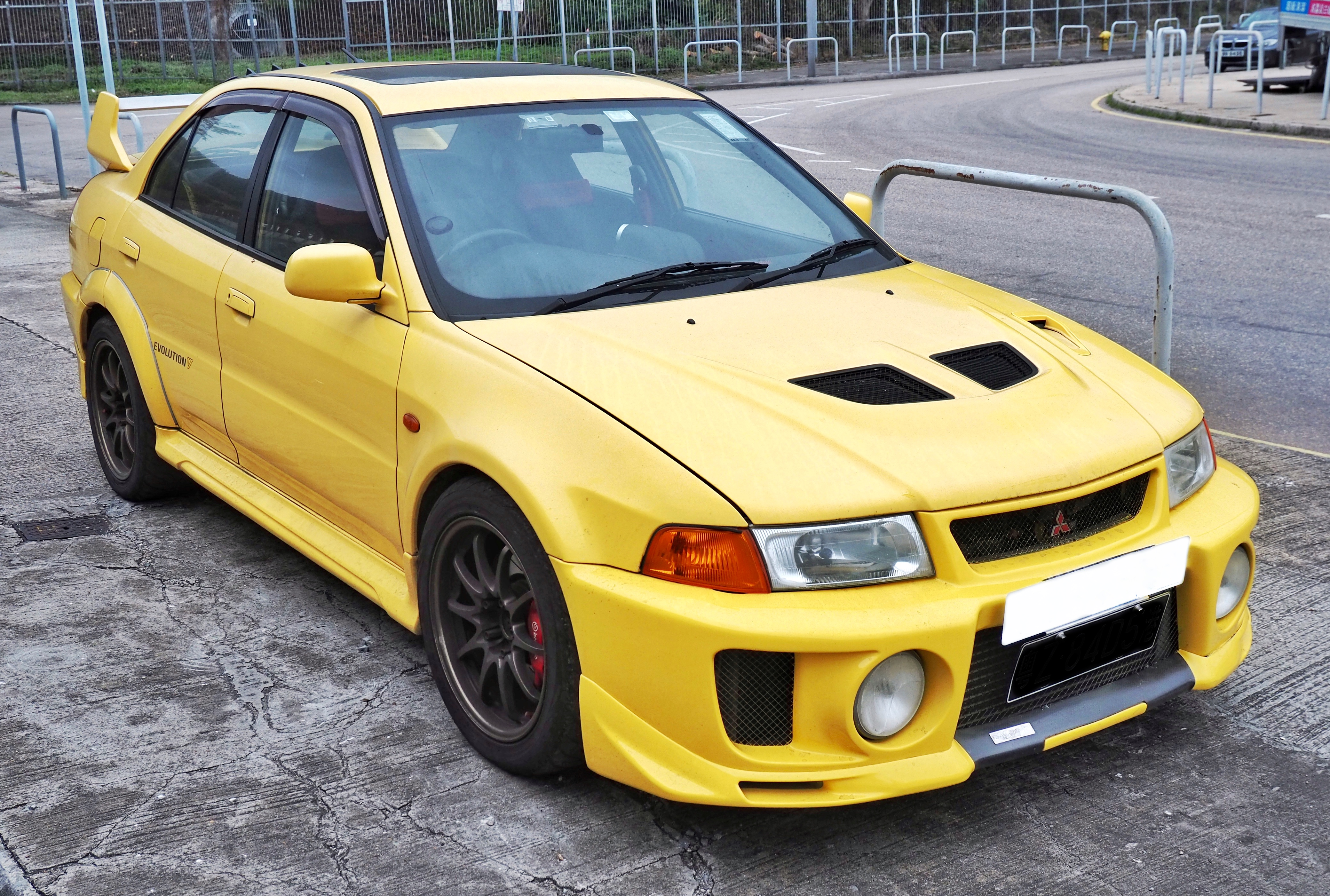
Evo V
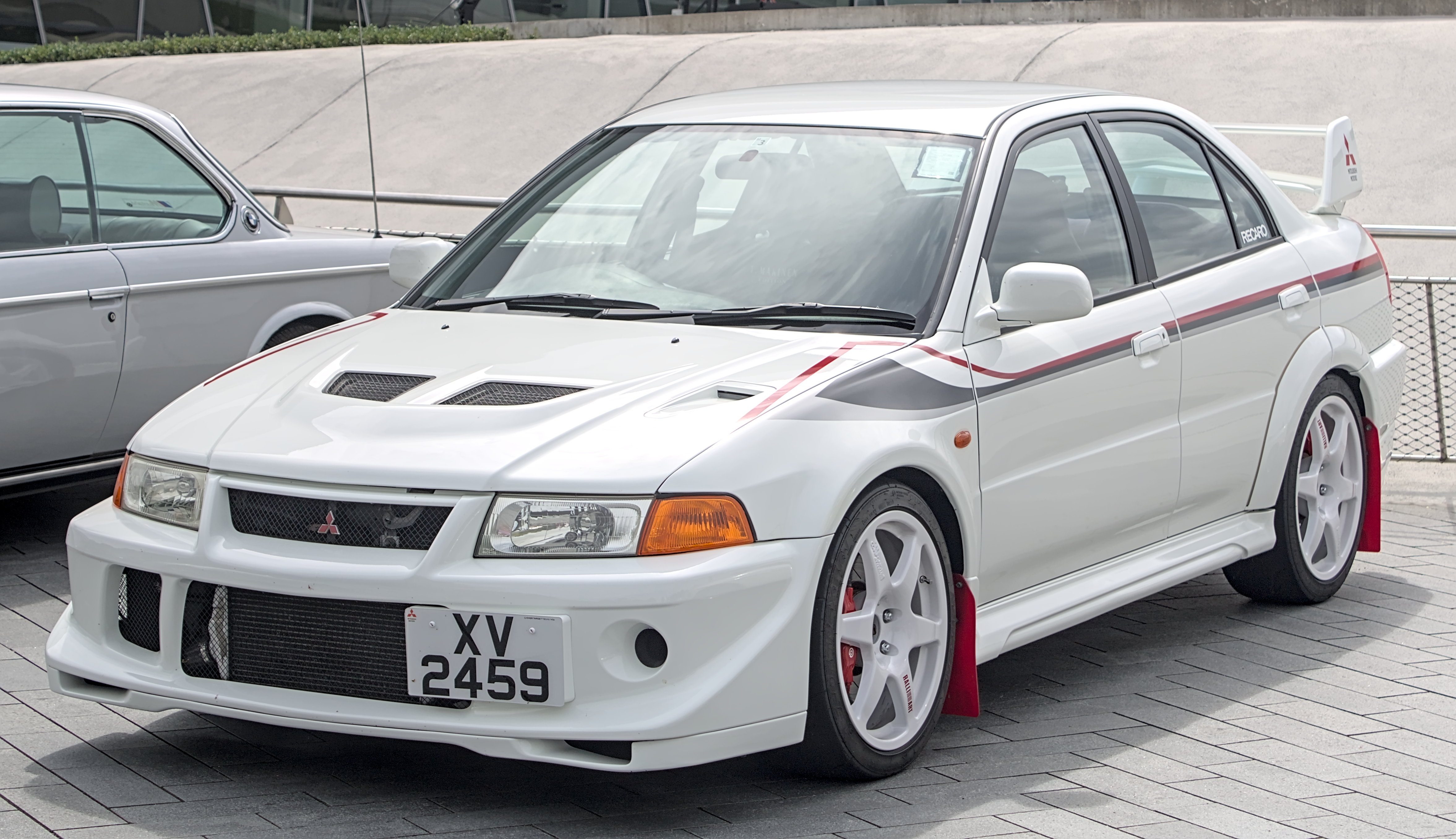
EVO VI
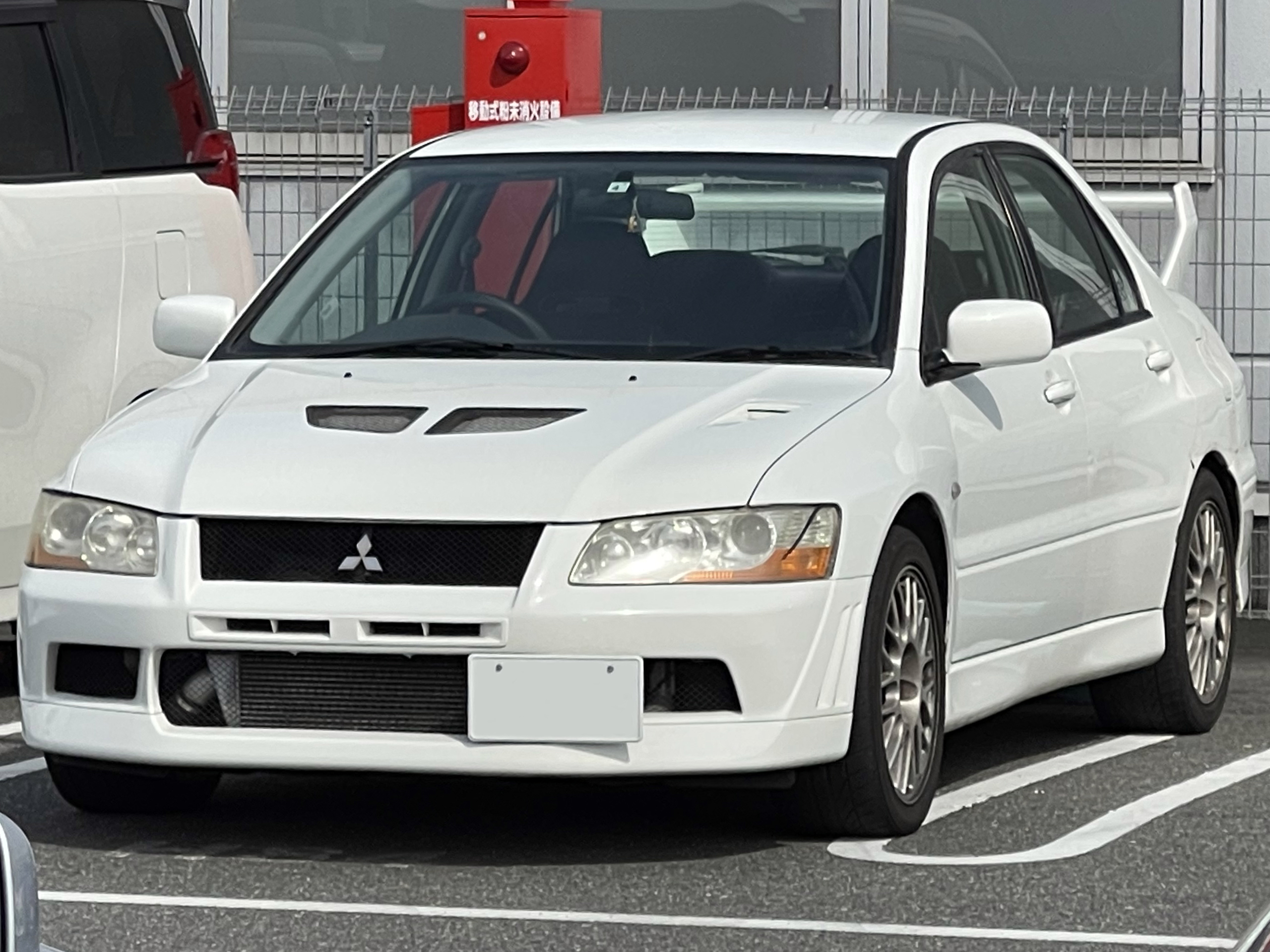
Evo VII
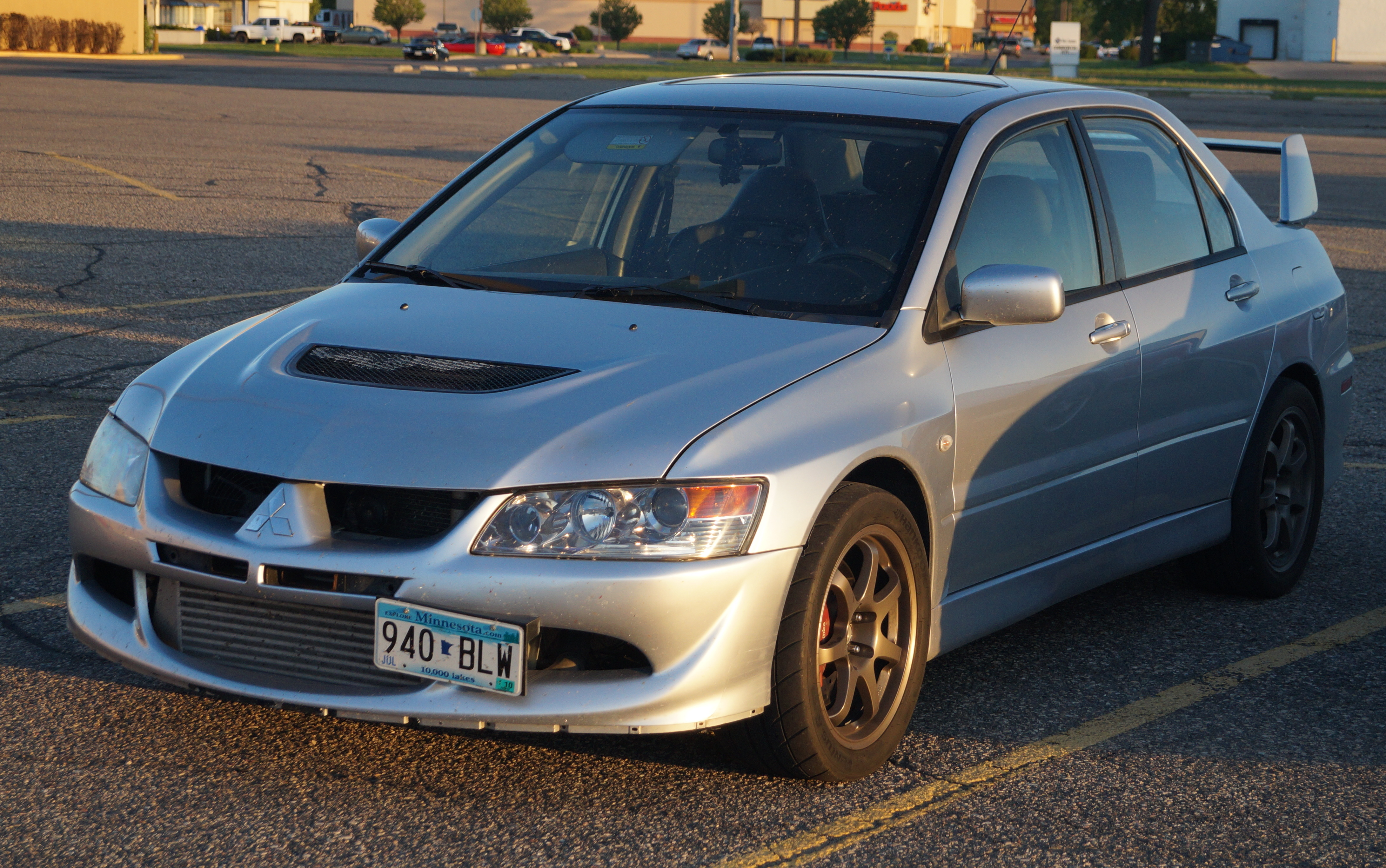
Evo VIII
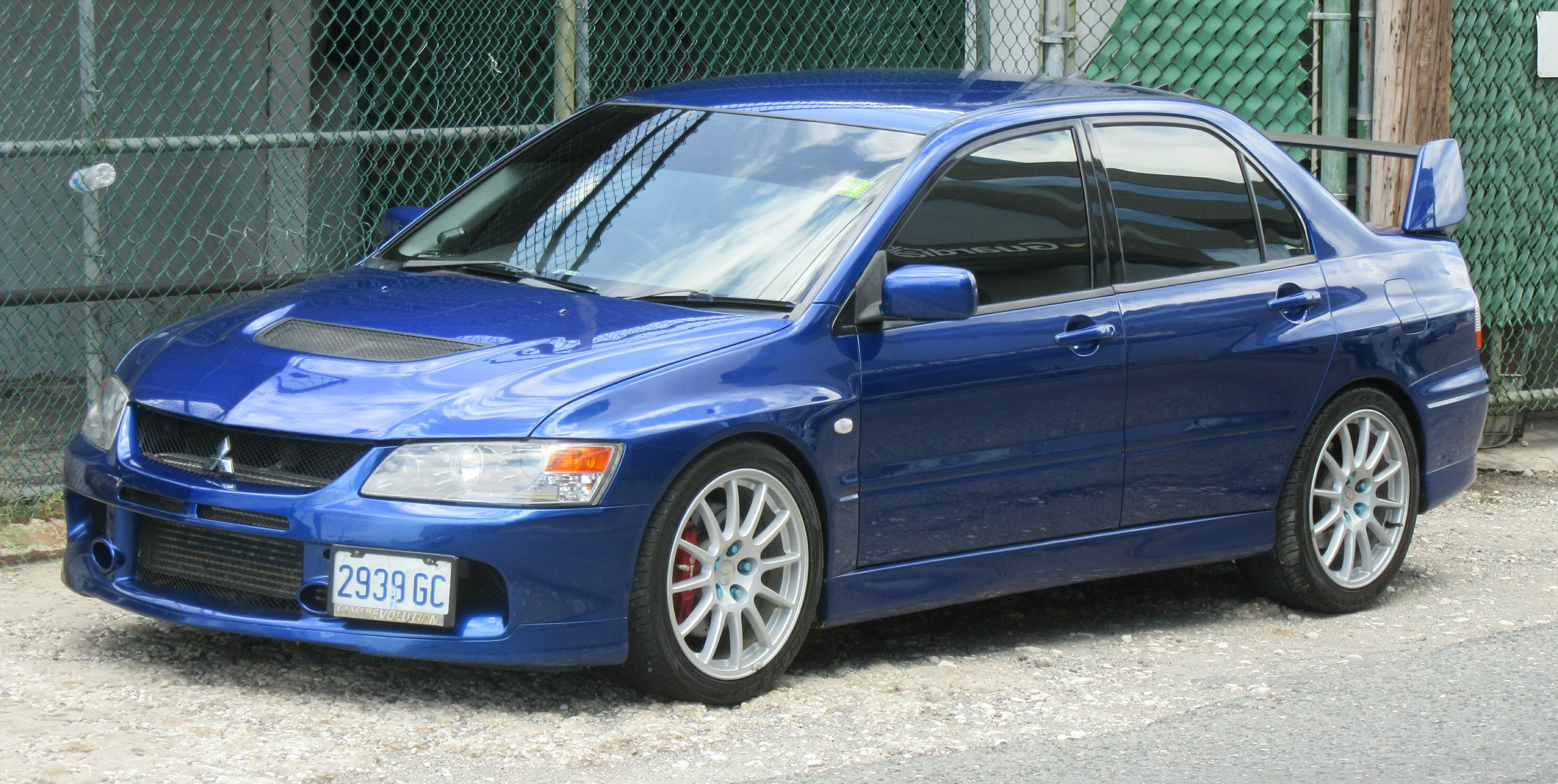
Evo IX
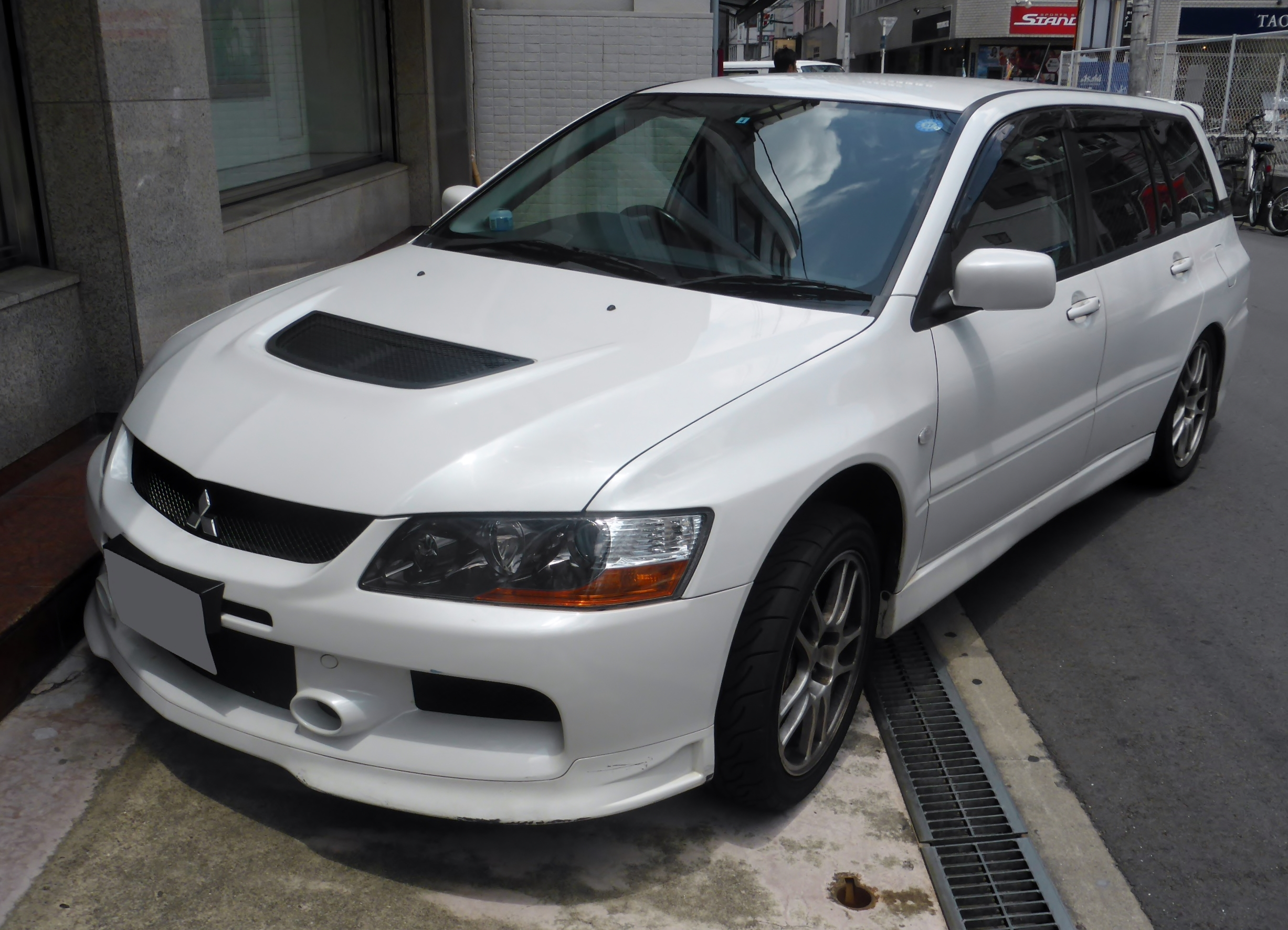
Evo IX Wagon
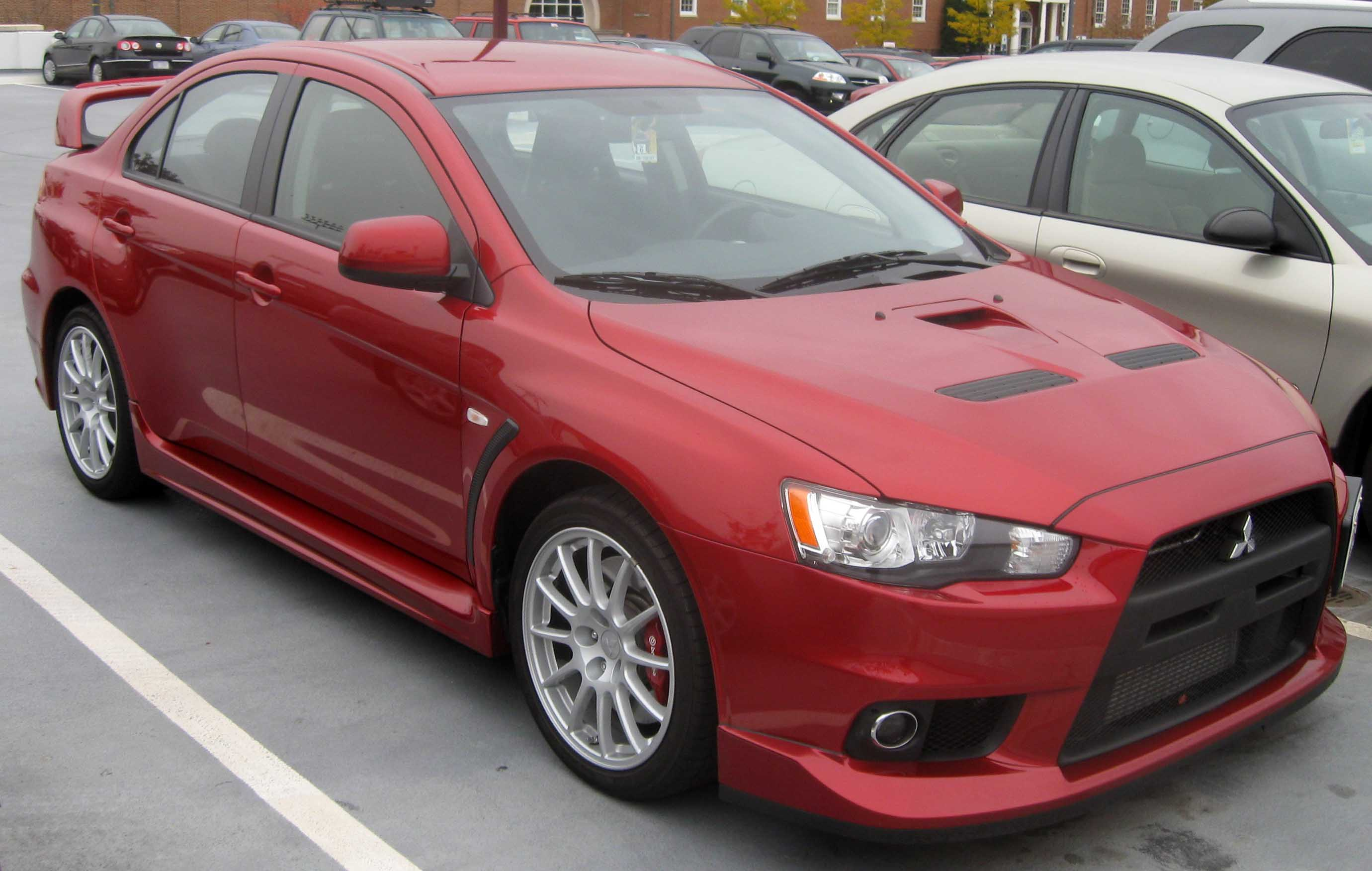
Evo X

### Technische Daten Mitsubishi Lancer Evo VI/IX/X
| Mitsubishi Lancer                                          | Evo VI                                                                          | Evo IX                                                                          | Evo X | Evo X Final                                                                        | Evo X 330                                                                                 | Evo X 360                                                                                  |                                        |
| ---------------------------------------------------------- | ------------------------------------------------------------------------------- | ------------------------------------------------------------------------------- | --- | ---------------------------------------------------------------------------------- | ----------------------------------------------------------------------------------------- | ------------------------------------------------------------------------------------------ | -------------------------------------- |
| Motor:                                                     | 4-Zylinder-Reihenmotor (Viertakt)                                               | 4-Zylinder-Reihenmotor (Viertakt)                                               | 4-Zylinder-Reihenmotor (Viertakt) | 4-Zylinder-Reihenmotor (Viertakt)                                                  | 4-Zylinder-Reihenmotor (Viertakt)                                                         | 4-Zylinder-Reihenmotor (Viertakt)                                                          |                                        |
| Motortyp:                                                  | 4G63 Turbo                                                                      | 4G63 MIVEC                                                                      | 4B11T MIVEC | 4B11T MIVEC                                                                        | 4B11T MIVEC                                                                               | 4B11T MIVEC                                                                                |                                        |
| Hubraum:                                                   | 1997 cm³                                                                        | 1997 cm³                                                                        | 1998 cm³ | 1998 cm³                                                                           | 1998 cm³                                                                                  | 1998 cm³                                                                                   |                                        |
| Bohrung × Hub:                                             | 85 × 88 mm                                                                      | 85 × 88 mm                                                                      | 86 × 86 mm | 86 × 86 mm                                                                         | 86 × 86 mm                                                                                | 86 × 86 mm                                                                                 |                                        |
| Leistung bei 1/min:                                        | 206 kW (280 PS) bei 6500                                                        | 206 kW (280 PS) bei 6500                                                        | 217 kW (295 PS) bei 6500 | 226 kW (307 PS) bei 6500                                                           | 242 kW (329 PS) bei 6500                                                                  | 264 kW (359 PS) bei 6500                                                                   |                                        |
| Max. Drehmoment bei 1/min:                                 | 380 Nm bei 3000                                                                 | 355 Nm bei 3500                                                                 | 366 Nm bei 3500 | 414 Nm bei 4000                                                                    | 437 Nm bei 3500                                                                           | 492 Nm bei 3500                                                                            |                                        |
| Verdichtung:                                               | 8,8:1                                                                           | 8,8:1                                                                           | 9,0:1 | 9,0:1                                                                              | 9,0:1                                                                                     | 9,0:1                                                                                      |                                        |
| Gemischaufbereitung:                                       | Elektronische Einspritzung, Turbolader, Ladeluftkühler                          | Elektronische Einspritzung, Turbolader, Ladeluftkühler                          | Elektronische Einspritzung, Turbolader, Ladeluftkühler                                                                                             | Elektronische Einspritzung, Turbolader, Ladeluftkühler                             | Elektronische Einspritzung, Turbolader, Ladeluftkühler                                    | Elektronische Einspritzung, Turbolader, Ladeluftkühler                                     |                                        |
| Ventilsteuerung:                                           | Zwei obenliegende Nockenwellen, Antrieb über Zahnriemen, 4 Ventile pro Zylinder | Zwei obenliegende Nockenwellen, Antrieb über Zahnriemen, 4 Ventile pro Zylinder | Zwei obenliegende Nockenwellen, Antrieb über Steuerkette, 4 Ventile pro Zylinder                                                                   | Zwei obenliegende Nockenwellen, Antrieb über Steuerkette, 4 Ventile pro Zylinder   | Zwei obenliegende Nockenwellen, Antrieb über Steuerkette, 4 Ventile pro Zylinder          | Zwei obenliegende Nockenwellen, Antrieb über Steuerkette, 4 Ventile pro Zylinder           |                                        |
| Kühlung:                                                   | Wasserkühlung                                                                   | Wasserkühlung                                                                   | Wasserkühlung | Wasserkühlung                                                                      | Wasserkühlung                                                                             | Wasserkühlung                                                                              |                                        |
| Getriebe:                                                  | 5-Gang-Getriebe permanenter Allradantrieb                                       | 5- oder 6-Gang-Getriebe permanenter Allradantrieb                               | manuelles 5-Gang-Getriebe oder 6-Gang-Doppelkupplungsgetriebe SST permanenter Allradantrieb                                                        | manuelles 5-Gang-Getriebe permanenter Allradantrieb                                | manuelles 5-Gang-Getriebe permanenter Allradantrieb                                       | manuelles 5-Gang-Getriebe permanenter Allradantrieb                                        |                                        |
| Radaufhängung vorn:                                        | Dreieckslenker, Federbeine, Schraubenfedern                                     | Dreieckslenker, Federbeine, Schraubenfedern                                     | Dreieckslenker, Federbeine, Schraubenfedern | Dreieckslenker, Federbeine, Schraubenfedern                                        | Dreieckslenker, Federbeine, Schraubenfedern                                               | Dreieckslenker, Federbeine, Schraubenfedern                                                |                                        |
| Radaufhängung hinten:                                      | Raumlenkerachse, Schraubenfedern                                                | Längs- und Querlenker, Schraubenfedern                                          | Längs- und Querlenker, Schraubenfedern | Längs- und Querlenker, Schraubenfedern                                             | Längs- und Querlenker, Schraubenfedern                                                    | Längs- und Querlenker, Schraubenfedern                                                     | Längs- und Querlenker, Schraubenfedern |
| Lenkung:                                                   | Zahnstangenlenkung, servounterstützt                                            | Zahnstangenlenkung, servounterstützt                                            | Zahnstangenlenkung, servounterstützt | Zahnstangenlenkung, servounterstützt                                               | Zahnstangenlenkung, servounterstützt                                                      | Zahnstangenlenkung, servounterstützt                                                       |                                        |
| Karosserie:                                                | Stahlblech, selbsttragend                                                       | Stahlblech, selbsttragend                                                       | Aluminium und Stahlblech, selbsttragend | Aluminium und Stahlblech, selbsttragend                                            | Aluminium und Stahlblech, selbsttragend                                                   | Aluminium und Stahlblech, selbsttragend                                                    |                                        |
| Radstand:                                                  | 2510 mm                                                                         | 2625 mm                                                                         | 2650 mm | 2650 mm                                                                            | 2650 mm                                                                                   | 2650 mm                                                                                    |                                        |
| Abmessungen:                                               | 4350 × 1770 × 1420 mm                                                           | 4490 × 1770 × 1450 mm                                                           | 4505 × 1810 × 1480 mm | 4495 × 1810 × 1480 mm                                                              | 4505 × 1810 × 1480 mm                                                                     | 4505 × 1810 × 1480 mm                                                                      |                                        |
| Leergewicht (ohne Fahrer):                                 | 1240–1360 kg                                                                    | 1465–1487 kg                                                                    | 1560 (1590) kg | 1588 kg                                                                            | 1560 kg                                                                                   | 1560 kg                                                                                    |                                        |
| Höchstgeschwindigkeit:                                     | ca. 250 km/h                                                                    | 250 km/h                                                                        | 240 (242) km/h | 240 km/h                                                                           | 250 km/h                                                                                  | 250 km/h                                                                                   |                                        |
| 0–100 km/h:                                                | 4,9 s                                                                           | 5,7 s                                                                           | 5,4 (6,3) s | 5,7 s                                                                              | 4,4 s                                                                                     | 4,1 s                                                                                      |                                        |
| Verbrauch (Liter/100 Kilometer, EU- bzw. japanische Norm): | ca. 8–16 S                                                                      | 14,6 S                                                                          | Innerorts: 13,6 (13,9), Außerorts: 8,3 (8,5), Kombiniert: 10,2 (10,5) (Werte in Klammern bei SST-Getriebe) Super Plus bleifrei (mindestens ROZ 98) | Innerorts: , Außerorts: , Kombiniert: 13,5 Super Plus bleifrei (mindestens ROZ 98) | Innerorts: 15,0, Außerorts: 9,0, Kombiniert: 11,1 Super Plus bleifrei (mindestens ROZ 98) | Innerorts: 21,9, Außerorts: 10,5, Kombiniert: 14,2 Super Plus bleifrei (mindestens ROZ 98) |                                        |
| Preis:                                                     | –                                                                               | SFr 53.450–57.950 (02/07) entspricht ca. € 33.300–36.100                        | ab € 41.990 (Stand 2012 für den deutschen Markt)                                                                                                   | ab € 58.000 (Stand 2016 für den deutschen Markt)                                   |                                                                                           |                                                                                            |                                        |

## Prototyp mit Elektromotoren
2005 präsentierte Mitsubishi den auf dem Lancer Evolution IX basierenden Mitsubishi Lancer Evolution MIEV (Mitsubishi In-wheel motor Electric Vehicle). Das Fahrzeug verfügt über vier elektrisch angetriebene Radnabenmotoren mit einer Gesamtleistung von 200 kW (50 kW pro Motor) und über ein maximales Drehmoment von 518 Nm. Es erreicht eine Höchstgeschwindigkeit von 180 km/h und hat eine Reichweite von 250 km. Bei der Shikoku EV Rallye 2005, einer japanischen Rennveranstaltung für Elektrofahrzeuge, sollte der Lancer Evolution MIEV erstmals an den Start gehen.

## Der Lancer in anderen Ländern

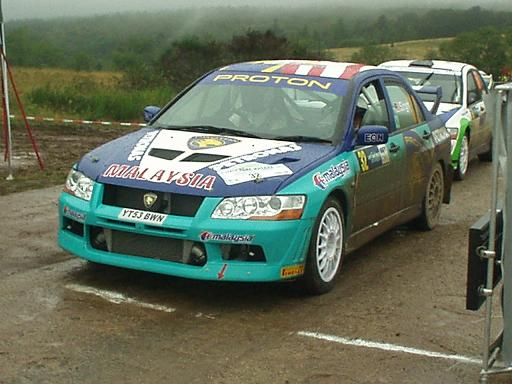
Proton Pert (Evo 7, Gruppe N) bei der Rallye Deutschland 2004

In einigen wenigen Ländern wird der Lancer ebenfalls unter dem Namen Carisma oder Mirage angeboten. Darüber hinaus wurde er von der malaysischen Firma Proton zuerst als Proton Wira und später als Proton Pert in Lizenz gebaut oder vertrieben und u. a. auch als Rallye-Fahrzeug eingesetzt.